# ФК «Спартак» Москва в сезоне 2011/2012
Сезон 2011—2012 годов стал для ФК «Спартак» Москва 20-м в чемпионатах России высшего дивизиона, 10-м в Премьер-лиге и первым за всю многолетнюю историю клуба прошедшим по системе «весна—осень—весна». В феврале-апреле 2011 года клуб продолжил свой 35-й сезон в еврокубках, 17 февраля 1-й раз в своей истории стартовав в Лиге Европы УЕФА.

## Хронология сезона
- 19 апреля 2011 года Валерий Карпин написал заявление об уходе по собственному желанию с должности наставника «Спартака» из-за неудовлетворительных результатов команды, находящейся на последнем месте в чемпионате России[1]. После выигрыша в четвертьфинале Кубка России с «Краснодаром» игроки «Спартака» надели футболки в поддержку Карпина, после чего руководство клуба отложило его отставку[2].
- 31 марта 2012 года в матче с «Зенитом» Андрей Дикань в столкновении получил удар по лицу от форварда команды соперника Александра Кержакова из-за чего был вынужден попросить замену[3]. В больнице у голкипера были диагностированы множественные переломы костей лицевого скелета: перелом правой орбитальной кости, перелом правой скуловой кости, перелом верхней челюсти справа со смещением, а также сотрясение мозга[4] и закрытая черепно-мозговая травма[5]. Кержаков со своей стороны заявил: «С моей стороны не было злого умысла, и нанести травму Диканю я не хотел. Просто была очень высокая скорость, и я физически не успел убрать ногу. Не думаю, что есть повод для моей дисквалификации»[6]. Из за этой травмы постоянный игрок сборной Украины вынужден был пропустить чемпионат Европы 2012.
- 6 мая 2012 года Эммануэль Эменике забив гол в матче с «Зенитом», стал бить себя левой рукой по предплечью правой руки, за что арбитр встречи, Владимир Казьменко, показал форварду красную карточку. Эммануэль сказал, что просто скопировал жест Самуэля Это’О, который таким образом праздновал голы, забитые им в составе «Барселоны»[7]. Любопытно, что в африканских племенах подобный жест означает: «благодарность предкам за данную мне кровь» и не несёт негативного оттенка[8]. «Спартак» подал протест на удаление футболиста. Контрольно-дисциплинарный комитет Российского футбольного союза отказался рассматривать эпизод и переложил ответственность за решение на Комитету по этике[9]. Комитет по этике посчитал, что в действиях футболиста не было оскорбительных проявлений и красная карточка незаслуженна, однако из-за того, что данный орган, как и любой другой в РФС, не имеет права отменять карточки футболистов[10][11], Эммануэль был вынужден пропустить следующий матч[12].
- 18 июля 2012 года в Московском Доме музыки состоялось награждение команды серебряными медалями. Медали получили Жано Ананидзе, Ари, Динияр Билялетдинов, Сергей Брызгалов, Веллитон, Де Зеув, Артём Дзюба, Андрей Дикань, Николай Заболотный, Александр Зотов, Рафаэл Кариока, Александр Козлов, Дмитрий Комбаров, Кирилл Комбаров, Эйден Макгиди, Евгений Макеев, Николас Пареха, Артём Ребров, Марек Сухи, Эммануэль Эменике, Эмин Махмудов, Павел Яковлев, Сослан Гатагов, Дмитрий Каюмов, Владимир Обухов. Получившие медали Маркос Рохо и Сергей Паршивлюк отсутствовали. Также были награждены тренеры Валерий Карпин, Андрей Тихонов, Игорь Ледяхов, Эду Домингес, Валерий Клеймёнов, спортивный директор Дмитрий Попов, тренер-консультант Олег Романцев[13].

## Трансферы
Список игроков пришедших в клуб в ходе сезона 2011/2012:
| Поз. | Игрок               | ДР         | Прежний клуб                   | Трансф. сумма   | Дата прихода | *             |
| ---- | ------------------- | ---------- | ------------------------------ | --------------- | ------------ | ------------- |
| Пз   | Ильнур Альшин       | 31.08.1993 | Нара-ШБФР (Нара-Фоминск)       | нет информации  | Зима 2010/11 | [ 17 ] [ 18 ] |
| Зщ   | Серхио Родригес     | 17.08.1984 | Эркулес (Аликанте)             | 400 000 €       | Зима 2010/11 | [ 19 ] [ 20 ] |
| Пз   | Андрей Тихонов      | 16.10.1970 | Химки (Химки)                  | нет информации  | Зима 2010/11 |               |
| Пз   | Эмин Махмудов       | 27.04.1992 | Сатурн (Раменское)             | свободный агент | Зима 2010/11 | [ 21 ] [ 22 ] |
| Вр   | Алексей Скорняков   | 16.03.1993 | Знамя труда (Орехово-Зуево)    | нет информации  | Зима 2010/11 | [ 23 ] [ 24 ] |
| Нп   | Темури Букия        | 02.04.1994 | Сатурн (Раменское)             | нет информации  | Зима 2010/11 |               |
| Нп   | Константин Савичев  | 03.06.1994 | Мастер-Сатурн (Егорьевск)      | на контракт     | Зима 2010/11 |               |
| Пз   | Артур Валикаев      | 08.01.1988 | Ростов (Ростов-на-Дону)        | свободный агент | Зима 2010/11 | [ 25 ] [ 26 ] |
| Пз   | Маркос Рохо         | 20.03.1990 | Эстудиантес (Ла-Плата)         | 3 000 000 $     | Зима 2010/11 | [ 27 ]        |
| Нп   | Артём Дзюба         | 22.08.1988 | Томь (Томск)                   | из аренды       | Зима 2010/11 |               |
| Зщ   | Фёдор Кудряшов      | 05.04.1987 | Томь (Томск)                   | из аренды       | Зима 2010/11 | [ 28 ] [ 29 ] |
| Нп   | Павел Яковлев       | 07.04.1991 | Крылья Советов (Самара)        | из аренды       | Зима 2010/11 |               |
| Пз   | Рафаэл Кариока      | 18.06.1989 | Васко да Гама (Рио-де-Жанейро) | из аренды       | Зима 2010/11 |               |
| Зщ   | Сергей Брызгалов    | 15.11.1992 | Сатурн (Раменское)             | нет информации  | Зима 2010/11 | [ 24 ] [ 30 ] |
| Пз   | Деми Де Зеув        | 26.05.1983 | Аякс (Амстердам)               | 6 000 000 €     | Лето 2011    | [ 31 ] [ 32 ] |
| Пз   | Александр Зотов     | 27.08.1990 | Жемчужина-Сочи (Сочи)          | из аренды       | Лето 2011    |               |
| Нп   | Эммануэль Эменике   | 10.05.1987 | Фенербахче (Стамбул)           | 10 000 000 €    | Лето 2011    | [ 33 ] [ 34 ] |
| Вр   | Артём Ребров        | 13.04.1984 | Шинник (Ярославль)             | нет информации  | Лето 2011    | [ 35 ] [ 36 ] |
| Вр   | Иван Комиссаров     | 28.05.1988 | Томь-мол. (Томск)              | нет информации  | Лето 2011    |               |
| Пз   | Динияр Билялетдинов | 27.02.1985 | Эвертон (Ливерпуль)            | нет информации  | Зима 2011/12 | [ 37 ] [ 38 ] |
| Нп   | Дмитрий Хлебосолов  | 07.10.1990 | Нафтан (Новополоцк)            | из аренды       | Зима 2011/12 |               |
| Зщ   | Фёдор Кудряшов      | 05.04.1987 | Краснодар (Краснодар)          | нет информации  | Зима 2011/12 |               |
| Зщ   | Сослан Гатагов      | 29.09.1992 | Локомотив-мол. (Москва)        | нет информации  | Зима 2011/12 | [ 39 ] [ 40 ] |
| Пз   | Артём Тимофеев      | 12.01.1994 | Чертаново (Москва)             | нет информации  | Зима 2011/12 | [ 41 ]        |
| Зщ   | Айдар Лисинков      | 02.01.1994 | Чертаново (Москва)             | нет информации  | Зима 2011/12 |               |
| Пз   | Андрей Святов       | 02.05.1993 | Чертаново (Москва)             | нет информации  | Зима 2011/12 |               |

Список игроков ушедших из клуба в ходе сезона 2011/2012:
| Поз. | Игрок                  | ДР         | Новый клуб               | Трансф. сумма    | Дата ухода   | *             |
| ---- | ---------------------- | ---------- | ------------------------ | ---------------- | ------------ | ------------- |
| Нп   | Александр Прудников    | 26.02.1989 | Анжи (Махачкала)         | в аренду         | Зима 2010/11 |               |
| Пз   | Никола Дринчич         | 07.09.1984 | Краснодар (Краснодар)    | нет информации   | Зима 2010/11 | [ 42 ] [ 43 ] |
| Нп   | Дмитрий Хлебосолов     | 07.10.1990 | Нафтан (Новополоцк)      | в аренду         | Зима 2010/11 |               |
| Зщ   | Егор Филипенко         | 10.04.1988 | БАТЭ (Борисов)           | в аренду         | Зима 2010/11 |               |
| Зщ   | Александр Зотов        | 27.08.1990 | Жемчужина (Сочи)         | в аренду         | Зима 2010/11 |               |
| Зщ   | Андрей Иванов          | 08.10.1988 | Локомотив (Москва)       | нет информации   | Зима 2010/11 | [ 44 ] [ 45 ] |
| Пз   | Артур Малоян           | 04.02.1989 | Динамо (Брянск)          | из аренды        | Зима 2010/11 |               |
| Пз   | Павел Голышев          | 07.07.1987 | Томь (Томск)             | нет информации   | Зима 2010/11 |               |
| Пз   | Александр Павленко     | 20.01.1985 | Терек (Грозный)          | 2 000 000 $      | Зима 2010/11 | [ 46 ] [ 47 ] |
| Пз   | Игорь Горбатенко       | 13.02.1989 | Динамо (Брянск)          | из аренды        | Зима 2010/11 |               |
| Зщ   | Мартин Штранцль        | 16.06.1980 | Боруссия (Мёнхенгладбах) | 800 000 €        | Зима 2010/11 | [ 48 ] [ 49 ] |
| Пз   | Никита Баженов         | 01.02.1985 | Томь (Томск)             | нет информации   | Зима 2010/11 | [ 50 ] [ 51 ] |
| Пз   | Ренат Сабитов          | 13.06.1985 | Томь (Томск)             | нет информации   | Зима 2010/11 |               |
| Вр   | Сергей Песьяков        | 16.12.1988 | Томь (Томск)             | в аренду         | Зима 2010/11 | [ 52 ] [ 53 ] |
| Пз   | Кристиан Майдана       | 24.01.1987 | Уракан (Буэнос-Айрес)    | в аренду         | Зима 2010/11 |               |
| Зщ   | Константин Рябов       | 28.02.1992 | Краснодар (Краснодар)    | нет информации   | Зима 2010/11 |               |
| Пз   | Иван Саенко            | 17.10.1983 | завершил карьеру         | завершил карьеру | Зима 2010/11 |               |
| Пз   | Алекс Рафаэл Мескини   | 25.03.1982 | Коринтианс (Сан-Паулу)   | 6 000 000 €      | Лето 2011    | [ 54 ] [ 55 ] |
| Вр   | Стипе Плетикоса        | 08.01.1979 | Ростов (Ростов-на-Дону)  | свободный агент  | Лето 2011    |               |
| Вр   | Александр Беленов      | 13.09.1986 | Кубань (Краснодар)       | нет информации   | Лето 2011    | [ 56 ] [ 57 ] |
| Пз   | Артур Валикаев         | 08.01.1988 | Амкар (Пермь)            | в аренду         | Лето 2011    |               |
| Зщ   | Фёдор Кудряшов         | 05.04.1987 | Краснодар (Краснодар)    | нет информации   | Лето 2011    |               |
| Зщ   | Малик Фатхи            | 29.10.1983 | Майнц 05 (Майнц)         | 2 000 000 €      | Лето 2011    | [ 58 ] [ 59 ] |
| Пз   | Баррето да Силва Ибсон | 07.11.1983 | Сантос (Сан-Паулу)       | 4 000 000 €      | Лето 2011    | [ 60 ] [ 61 ] |
| Нп   | Павел Яковлев          | 07.04.1981 | Крылья Советов (Самара)  | из аренды        | Лето 2011    |               |
| Пз   | Андрей Тихонов         | 16.10.1970 | завершил карьеру         | завершил карьеру | Лето 2011    |               |
| Пз   | Артемий Малеев         | 04.05.1991 | КАМАЗ (Набережные Челны) | нет информации   | Лето 2011    |               |
| Пз   | Филип Озобич           | 08.04.1991 | Хайдук (Сплит)           | в аренду         | Зима 2011/12 |               |
| Пз   | Эмин Махмудов          | 27.04.1992 | Томь (Томск)             | в аренду         | Зима 2011/12 |               |

## Чемпионат России 2011/2012
Основная статья: Чемпионат России по футболу 2011/2012
XX чемпионат России по футболу проходил в 2011 и 2012 годах. Он являлся переходным — впервые в истории чемпионатов России розыгрыш прошёл по системе «весна—осень—весна». На первом этапе команды сыграли традиционный двухкруговой турнир из 30 туров (каждая команда провела по два матча с каждой из остальных команд — один дома и один в гостях).

### Первый этап

#### Результаты матчей
| 14 марта 2011 1-й тур | «Ростов» (Ростов-на-Дону)                                    | 4:0 (1:0) | «Спартак» (Москва)                                       | Ростов-на-Дону                                                 |
| 19:30 | Адамов 5' (пен., вратарь) 6′ 48′ · Блатняк 73′ · Калачёв 80′ |           | · Родригес 45' (грубая игра) · Махмудов 61' (игра рукой) | Стадион: «Олимп-2» Зрителей: 15000 Судья: Владислав Безбородов |
| «Ростов» (Ростов-на-Дону): Радич, Хагуш, Окоронкво, Салата, Хохлов, Блатняк 79' (Кириченко 79'), Ребко, Янков 54' (Калачёв 54'), Гацкан, Чеснаускис 87' (Буссаиди 87'), Адамов. Остались в запасе: Лейсал, Живанович, Прошин, Кулеша · «Спартак» (Москва): Дикань , К. Комбаров, Сухи, Родригес, Кудряшов, Яковлев 52' (Ананидзе 52'), Ибсон, Махмудов, Д. Комбаров, Дзюба 63' (Ари 63'), Веллитон. Остались в запасе: Заболотный, Рохо, Макеев, Шешуков, Кариока Для середины марта в Ростове стояла необычно холодная погода, и лишь за день до матча она стала похожа на весеннюю. В день игры температура поднялась до 5 °С. Хозяева, демонстрируя высокий настрой, начали игру агрессивно и уже на 4-й минуте заработали пенальти: Сухи, останавливая атаку Адамова, нарушил правила в своей штрафной. Однако Дикань отразил удар с пенальти, вытащив мяч из левого от себя угла. Впрочем, Адамов реабилитировался уже через минуту, пробив головой с близкого расстояния после подачи с углового. Постепенно москвичи стали перехватывать инициативу. Но несмотря на это в первом тайме красно-белые смогли создать всего один по-настоящему опасный момент. Д. Комбаров пробил со штрафного, а Веллитон отправил мяч прямо в сетку ворот, но с внешней стороны. В самом конце первого тайма счёт мог удвоить Янков, пробивший чуть выше перекладины. Второй тайм «Спартак», как и в предыдущих матчах, провёл совершенно по другому, правда не обрадовав своими переменами болельщиков. Уже на 3-й минуте после углового Адамов ускользнул от Сухи и точно пробил головой. При счёте 0:2 спартаковцы завелись, но ненадолго. Веллитон мог сократить разрыв в счёте, но с близкого расстояния пробил во вратаря. На большее «Спартака» не хватило. А вот ростовчане не собирались ограничиваться двумя голами. Вначале Блатняк дальним ударом заставил Диканя капитулировать, а затем Калачёв после быстрой контратаки буквально расстрелял ворота москвичей, не встретив никакого противодействия. |                                                              |           |                                                          |                                                                |

| 21 марта 2011 2-й тур | «Спартак» (Москва)                                                                                 | 1:0 (0:0) | «Волга» (Нижний Новгород)       | Москва                                                    |
| 20:45 | Веллитон 50′ · К. Комбаров 17' (задержка соперника руками) · Веллитон 81' · Рохо 90' (грубая игра) |           | · Гетигежев 27' · Григалава 81' | Стадион: «Лужники» Зрителей: 15000 Судья: Владимир Петтай |
| «Спартак» (Москва): Дикань , К. Комбаров, Шешуков, Рохо, Макеев, Озобич 76' (Яковлев 76'), Рафаэл Кариока, Ибсон, Д. Комбаров 88' (Кудряшов 88'), Дзюба 46' (Ари 46'), Веллитон Остались в запасе: Беленов, Родригес, Сухи, Махмудов · «Волга» (Нижний Новгород): Абаев, Гетигежев, Григалава, Бендзь, Салуквадзе, Гогуа 83' (Турсунов 83'), Плешан 40' (Зюзин 40'), Кросас, Яшин, Ходжава 54' (Ахметович 54'), Марцваладзе. Остались в запасе: Кержаков, Леилтон, Аджинджал, Риковский Игра проводилась вскоре после яркой победы над «Аяксом». В матче не смогли принять участие три игрока основного состава «Спартака» — Алекс, улетевший домой по семейным обстоятельствам, Ананидзе, травмировавший голеностоп, и Макгиди, дисквалифицированный ещё в прошлом году. «Спартак» сразу завладел преимуществом. Самая острая атака москвичей была на 34-й минуте. Голкиперу волжан Абаеву удалось отразить мяч после удара Ибсона. В результате мяч подобрал Дмитрий Комбаров, который отправил его в центр вратарской, где защитник Гетигежев помешал Веллитону открыть счёт. Тут же москвичи получили шанс забить с углового, но Дзюба не смог воспользоваться паникой вспыхнувшей в оборонительных порядках волжан. Большую часть времени «Волга» находилась в обороне, время от времени отвечая контратаками, во время одной из которых лучший бомбардир гостей Марцваладзе чуть не оказался один на один с Диканем, но вратарь опередил форварда. В перерыве на поле вышел Ари и уже через пять минут он сделал передачу на ход Макееву, который отдал мяч поперёк Веллитону, сумевшему в падении коленом отправить мяч в сетку. На исходе первого часа игры Ари мог удвоить счёт, эффектно обыграв своего опекуна, но не сумев точно пробить в дальний угол. Защита красно-белых во втором тайме не позволила сопернику создать ни одного опасного момента у своих ворот. | |           |                                 |                                                           |

| 2 апреля 2011 3-й тур | «Кубань» (Краснодар)                                                                             | 3:1 (1:0) | «Спартак» (Москва)                                                | Краснодар                                             |
| 20:45 | Траоре 45′ (пен.) · Кулик 58′ · Давыдов 87′ · Кулик 10' · Жавнерчик 32' · Цораев 52' · Варга 77' |           | Ибсон 49′ · Алекс 42' · Шешуков 43' · Кариока 90+1' · Ибсон 90+4' | Стадион: «Кубань» Зрителей: 26000 Судья: Игорь Егоров |
| «Кубань» (Краснодар): Будаков, Армаш, Зелао, Козлов, Жавнерчик, Цораев 79' (Сквернюк 79'), Кулик, Тлисов, Не 85' (Фидлер 85'), Варга, Траоре 70' (Давыдов 70'). Остались в запасе: Намашко, Прието, Горелов, Букур · «Спартак» (Москва): Заболотный, К. Комбаров, Шешуков, Родригес, Кудряшов, Макгиди, Кариока, Ибсон, Алекс , Д. Комбаров, Ари 64' (Дзюба 64'). Остались в запасе: Беленов, Сухи, Озобич, Валикаев, Махмудов, Яковлев Перед визитом в Краснодар «Спартак» из-за травм и болезней потерял своего лучшего бомбардира Веллитона, четырёх ведущих защитников (Паршивлюк, Пареха, Рохо, Макеев) и основного вратаря Диканя. «Кубань» с первых минут показала, что настроена на победу. Но всё же первый опасный момент в матче создали москвичи. На 17-й минуте Макгиди сместился с правого фланга в центр и сделал передачу Алексу, который не входя в штрафную пробил в ближний угол. Через две минуты возможностью открыть счёт не воспользовался краснодарец Траоре. Затем обменялись неточными ударами Макгиди и Кулик. Счёт в игре был открыт в самом конце первого тайма. После того как Кулик, боровшийся с Шешуковым, оказался на газоне в штрафной гостей, судья назначил 11-метровый, который реализовал Траоре. Начало второго тайма оказалось удачным для спартаковцев. Сначала Макгиди нанёс опасный удар метров с двенадцати, но «Кубань» выручил Будаков. А затем Эйден отбросил мяч под удар Ибсону, который и сравнял счёт. Когда подходил к концу первый час матча спартаковцы позволили беспрепятственно пробить Кулику, выведшему «Кубань» вперёд. На этом хозяева не остановились и увеличили отрыв в матче, после того как Давыдов метко пробил головой с близкого расстояния. В концовке матча кубанцы могли довести счёт до разгромного, но мяч угодил в перекладину. |                                                                                                  |           |                                                                   |                                                       |

| 10 апреля 2011 4-й тур | «Спартак» (Москва)                                | 0:0 (0:0) | «Терек» (Терек)         | Москва                                                  |
| 20:45 | Сухи 24' (грубая игра) · Веллитон 73' (симуляция) |           | Тиуи 26' · Феррейра 81' | Стадион: «Лужники» Зрителей: 10000 Судья: Михаил Вилков |
| «Спартак» (Москва): Дикань, К. Комбаров, Сухи, Рохо, Д. Комбаров, Алекс , Шешуков, Ибсон 63' (Ари 63'), Макгиди, Дзюба 64' (Макеев 64'), Веллитон. Остались в запасе: Заболотный, Кудряшов, Родригес, Махмудов, Рафаэл Кариока · «Терек» (Терек): Джанаев, Омельянчук, Ятченко, Феррейра, Зенге, Маурисиу, Эссаме, Кацаев 84' (Гвазава 84'), Власов 74' (Павленко 74'), Тиуи, Мгуни 53' (Бракамонте 53'). Остались в запасе: Годзюр, Георгиев, Польчак, Тагилов Хозяева сразу пошли вперёд, а гости оборонялись вязко и позиционно грамотно. В результате в первом тайме москвичи имели всего одну возможность открыть счёт. Кирилл Комбаров, получив пас от Алекса, справа навесил в штрафную на Веллитона. Первым ударом бразилец попал в защитника, вторым — во вратаря. Диканя до перерыва грозненцы потревожили всего один раз, нанеся мощный удар издалека. После перерыва спартакоцы прибавили и голевые моменты стали возникать один за другим. Вначале Джанаев, с трудом, но перевёл мяч на угловой после дальнего удара Алекса. Вскоре Ибсон, получив пас от Макгиди, не смог забить с шести метров. Затем Эйден, после подачи Дмитрия Комбарова, пробил выше ворот, а Веллитону не смог замкнуть прострел того же Комбарова слева. На 72-й минуте Велитон, приняв мяч на грудь, эффектно пробил с лёта, но мяч пролетел рядом со штангой. В следующей атаке бразилец упал в чужой штрафной, что судья расценил как симуляцию. Последнюю возможность открыть счёт «Спартак» упустил на 85-й минуте, когда Веллитон в прыжке с близкого расстояния головой отправил мяч рядом со штангой. |                                                   |           |                         |                                                         |

| 17 апреля 2011 5-й тур | «Анжи» (Махачкала)                                                       | 2:1 (1:1) | «Спартак» (Москва)                                                     | Махачкала                                                |
| 19:30 | Голенда 29′ · Ангбва 75′ · Буссуфа 88' · М. Гаджиев 90+2' · Бакаев 90+3' |           | Д. Комбаров 6′ · Шешуков 74' (грубая игра) · Рохо 88' (недисц. повед.) | Стадион: «Динамо» Зрителей: 15000 Судья: Владимир Петтай |
| «Анжи» (Махачкала): Ревишвили, Ангбва, Гаджибеков, Тагирбеков, Агаларов, Роберто Карлос, Жусилей, Ахмедов 66' (М. Гаджиев 66'), Лахиялов 79' (Диего Тарделли 79'), Буссуфа 90' (Бакаев 90'), Голенда. Остались в запасе: Макаров, Игонин, Мухаммад, Иванов · «Спартак» (Москва): Дикань 46' (Заболотный 46'), К. Комбаров, Родригес, Рохо, Кудряшов, Макгиди, Шешуков, Алекс 75' (Ибсон 75'), Д. Комбаров, Дзюба 46' (Ари 46'), Веллитон. Остались в запасе: Макеев, Сухи, Кариока, Яковлев Дождливая погода в Махачкале соответствовала настроению гостей, испорченному последними неудачами. Матч в столице Дагестана начался для «Спартака» удачно. В начале игры Веллитон отобрал мяч и отпасовал его свободному Дмитрию Комбарову, который по-тихоновски вколотил мяч в ближний угол. На 23-й минуте мог отличиться сам Веллитон, получивший мяч от Д. Комбарова. Но удар бразильца в ближний угол не получился и вратарь хозяев поймал мяч. К середине первого тайма «Анжи» пришёл в себя и стал чаще атаковать. Дикань сумел отбить мощный дальний удар Ахмедова, но позже Лахиялов беспрепятственно навесил слева в центр штрафной и Голенда точным ударом головой сравнял счёт. Почти тут же махачкалинцы могли выйти вперёд. Роберто Карлос, игравший на позиции опорного хавбека, пробил по воротам издалека, но Дикань отбил мяч, а Кудряшов не дал Буссуфе добить его в сетку. В перерыве «Спартак» выпустил вместо Дзюбы Ари, а в ворота встал Заболотный, сменив травмированного Диканя. Вначале Макгиди упустил возможность вывести москвичей вперёд, но Ревишвили парировал его удар в ближний угол. После этого удачно сыграл уже вратарь гостей, отразив мощный удар Роберто Карлоса со штрафного. Затем команды обменялись штрафными. Но если Алексу, нанёсшему дальний удар под перекладину, помешал отличиться вратарь хозяев, то «Анжи» свой шанс использовал. Ангбва выиграл верховую дуэль и точно пробил головой. «Анжи» впервые в своей истории обыграл «Спартак». |                                                                          |           |                                                                        |                                                          |

| 24 апреля 2011 6-й тур | «Спартак» (Москва)                                                | 1:0 (0:0) | «Спартак» (Нальчик)                                                                     | Москва                                                   |
| 19:00 | Дзюба 50′ · Сухи 15' (грубая игра) · Макгиди 25' (недисц. повед.) |           | · Берхамов 13' · Леандро 44' · Багаев 60' (грубая игра) · Джудович 85' · Концедалов 88' | Стадион: «Лужники» Зрителей: 10000 Судья: Виталий Мешков |
| «Спартак» (Москва): Заболотный, К. Комбаров, Родригес, Сухи, Кудряшов 80' (Макеев 80'), Макгиди, Шешуков, Махмудов 53' (Кариока 53'), Д. Комбаров, Дзюба, Веллитон 67' (Ари 67'). Остались в запасе: Беленов, Рохо, Тихонов, Валикаев · «Спартак» (Нальчик): Фредриксон, Багаев, Джудович, Овсиенко, Лебедев, Сирадзе, Берхамов 76' (Гриднев 76'), Концедалов, Леандру 70' (Милич 70'), Пилипчук 82' (Гошоков 82'), Портнягин. Остались в запасе: Помазан, Захирович, Йованович, Куликов Перед матчем капитан москвичей Алекс уехал в Бразилию по семейным обстоятельствам, а вице-капитаны Паршивлюк и Дикань не могли играть из-за травм. Поэтому капитаном стал Веллитон В первом тайме москвичи имели территориальное преимущество, а нальчане действовали от обороны, пытаясь контратаковать. Первая возможность открыть счёт хозяевам представилась на 12-й минуте, когда Кудряшов, ударив из-за пределов штрафной, попал в голову Джудовичу и мяч рикошетом отлетел в перекладину. Дзюба мог добить мяч в пустые ворота, но защитники гостей были начеку. Позже Сухи мог забить головой после подачи углового, но ударил неудачно. На 38-й минуте К. Комбаров навесил на брата, но Дмитрий неудачно пробил головой. Уже в следующей атаке Д. Комбаров опасно бил с правой ноги в нижний угол, но вовремя среагировал голкипер нальчан. После перерыва москвичи продолжили атаковать. Макгиди протащил мяч со своей половины поля почти до чужой штрафной и сделал передачу на Дзюбу, который образцово пробил в дальний угол. Нальчане пытались переломить ход игры, сделав ставку на навесы в исполнении двухметрового черногорца Милича, но оборона хозяев играла почти без ошибок. При этом москвичи имели шансы увеличить отрыв в счёте. К. Комбаров, исполняя штрафной, назначенный за снос Дзюбы, пробил в «девятки», но Фредриксон вытащил. Вскоре Родригес мог забить головой после углового, но промахнулся. |                                                                   |           |                                                                                         |                                                          |

| 30 апреля 2011 7-й тур | ЦСКА (Москва)  | 0:1 (0:0) | «Спартак» (Москва)               | Москва                                                  |
| 14:00 | · Набабкин 37' |           | Ари 78′ · Сухи 22' (грубая игра) | Стадион: «Лужники» Зрителей: 50000 Судья: Юрий Баскаков |
| ЦСКА (Москва): Акинфеев, Набабкин, В. Березуцкий, Игнашевич, Щенников, Секу Олисе 85' (Нецид 85'), Мамаев 70' (Рахимич 70'), Хонда, Гонсалес 82' (Тошич 82'), Думбия, Вагнер Лав. Остались в запасе: Чепчугов, Шемберас, А. Березуцкий, Дзагоев · «Спартак» (Москва): Дикань, К. Комбаров, Сухи, Родригес, Макеев 62' (Веллитон 62' 72', Ибсон 72'), Макгиди 90' (Пареха 90'), Шешуков, Кариока, Д. Комбаров, Дзюба, Ари. Остались в запасе: Заболотный, Кудряшов, Махмудов, Ананидзе Фаворитом в матче даже по мнению большинства болельщиков «Спартака» считался ЦСКА, в первых шести турах не потерпевший ни одного поражения. Несмотря на это тренер красно-белых Карпин оставил ряд ведущих игроков на скамейке запасных или даже не включил в заявку на матч, посчитав, что они не готовы к важной игре. ЦСКА в этом матче удивил и специалистов и болельщиков, не показав той игры к которой уже всех приучил. Складывалось впечатление, что армейцы вышли на поле твёрдо веря, что победа уже у них в кармане и поэтому не торопились забить. Спартаковцы действовали осторожно, не теряя головы и в то же время не собираясь запираться в своей штрафной. В результате игра, особенно в первом тайме, получилась очень вязкой, голевых моментов было немного. Во втором тайме красно-синие вспомнив, что для победы нужно забить, активизировались, но не преуспели в своих намерениях. По истечении первого часа игры Карпин неожиданно для всех заменил защитника Макеева на нападающего Веллитона, одновременно переведя Д. Комбарова в оборону, а Ари поставил перед Дмитрием на левый край полузащиты. Это решение тренера многим показалось авантюрным, особенно после того как бразильский бомбардир «Спартак» покинул поле из-за травмы сыграв всего 10 минут. К тому же после ухода Макеева оборона красно-белых стала то и дело проваливаться, позволяя красно-синим совершать рейды в штрафную спартаковцев. На 70-й минуте Секу прорвавшись по правому флангу мог открыть счёт, но надёжно сыграл на выходе Дикань. Ход Карпина в итоге сработал. Макгиди, сместившись в центр, сделал передачу на левый край Ари и бразилец из-под Набабкина пробил в дальний угол. Акинфеев оказался бессилен. В самом конце матча армейцы имели отличную возможность сравнять счёт, но после удара Хонды со штрафного Дикань намертво взял мяч. |                |           |                                  |                                                         |

| 8 мая 2011 8-й тур | «Спартак» (Москва) | 1:2 (0:0) | Амкар (Пермь)                                              | Москва                                                    |
| 16:15 | Макгиди 75′        |           | Михалёв 82′ · Бурмистров 90′ · Секретов 8' · Мияилович 21' | Стадион: «Лужники» Зрителей: 9000 Судья: Александр Егоров |
| «Спартак» (Москва): Дикань , К. Комбаров, Сухи, Родригес, Макеев 46' (Яковлев 46'), Макгиди, Шешуков, Кариока 64' (Ибсон 64'), Д. Комбаров, Дзюба 78' (Махмудов 78'), Ари. Остались в запасе: Заболотный, Пареха, Кудряшов, Рохо · Амкар (Пермь): Нарубин, Сираков, Попов, Белоруков, Черенчиков, Пеев, Коломейцев, Мияилович 72' (Новакович 72'), Секретов, Джалович 89' (Бурмистров 89'), Ристич 38' (Михалёв 38'). Остались в запасе: Хомутовский, Молодцов, Миич, Федорив «Спартак» не стал менять победный состав, включив в стартовый состав тех кто начинал дерби с армейцами неделю назад. Впрочем особых вариантов у Карпина не было, т. к. Алекс, вернувшийся из Бразилии, пока ещё не набрал форму, а Веллитон с Ананидзе травмированы. Главной проблемой команды было настроиться после победного дерби на игру с аутсайдером. «Амкар» с самого начала дал понять. что намерен обороняться изо всех сил, предоставив «Спартаку» взламывать насыщенную оборону. В результате в первом тайме у ворот уральцев было всего два опасных момента. Вначале на 32-й минуте Ари головой отправил мяч чуть выше ворот. Уже через пять минут всё тот же Ари навесил на голову Дзюбе, однако тот пробил прямо в руки вратарю пермяков. Во втором тайме Карпин попытался усилить атаку, выпустив атакующего полузащитника Яковлева вместо защитника Макеева, одновременно переведя Д. Комбарова на левый край обороны. Яковлев имел шансы оправдать надежды тренера, но упустил момент, промедлив с ударом. Зато смог отличиться Макгиди. На 75-й минуте по прежнему активный Ари обвёл Нарубина, Черенчиков вынес мяч из пустых ворот, но ирландец добил его в сетку. Впрочем уральцы, делавшие ставку на ничью, не собирались проигрывать. Сразу после пропущенного мяча пермяки могли сравнять счёт, но начеку был Д. Комбаров, вынесший мяч с линии ворот. Зато через пять минут защита москвичей не смогла помешать Михалёву, когда тот головой забил после навеса Джаловича с правого фланга. До конца игры хозяева могли дважды забить. Вначале Яковлев бил из штрафной, но угодил в голкипера. Позже Макгиди сделал передачу на К. Комбарова, но ему помешал Нарубин. А на последней минуте пермяки забили победный гол. Бурмистров, вышедший на замену всего минуту назад, смог убежать от защитников «Спартака» и головой перебросил мяч через Диканя. |                    |           |                                                            |                                                           |

| 15 мая 2011 9-й тур | «Крылья Советов» (Самара)                   | 0:1 (0:1) | «Спартак» (Москва)                       | Самара                                                      |
| 18:15 | · Соснин 37' · Пономаренко 46' · Печник 70' |           | Яковлев 72′ · Кудряшов 75' · Шешуков 77' | Стадион: «Металлург» Зрителей: 23702 Судья: Сергей Лапочкин |
| «Крылья Советов» (Самара): М’Боли, Молош, Пономаренко, Джорджевич, Самсонов, Приёмов 60' (Елисеев 60'), Кузнецов, Соснин 65' (Печник 65'), Кириллов 46' (Абдулфаттах 46'), Цаллагов, Савин. Остались в запасе: Юрченко, Бобёр, Дикьяра, Эскобар · «Спартак» (Москва): Заболотный, Макеев, Сухи, Пареха, Кудряшов, Макгиди 90+2' (Валикаев 90+2'), Шешуков , Яковлев 86' (К. Комбаров 86'), Махмудов, Ибсон 46' (Дзюба 46'), Ари. Остались в запасе: Дикань, Чежия, Озобич, Козлов После двухматчевого дерби «Спартак» — ЦСКА Карпину пришлось пойти на обновление состава, дав возможность отдохнуть некоторым игрокам, слишком уставшим или выведенных из строя травмами. Так в воротах вместо основного вратаря теперь стоял Заболотный. А в число запасных на игру были включены Озобич, Козлов и Чежия. Произошли некоторые перестановки и на поле. Так Макеева вернули на более ему привычный правый край обороны, а Ари, оказавшегося на острие атаки должны были поддерживать Ибсон и Махмудов. В Самару прибыло из разных городов около 3 000 фанатов красно-белых. Перед матчем Андрею Тихонову, которого любят болельщики обоих клубов, вручили красно-голубую футболку, цветов двух команд, с его портретом. В начале игры активен был нападающий москвичей Яковлев, в прошлом году забивший четыре мяча пока был в аренде у «Крыльев». На 8-й минуте он с левого фланга пробил в дальний угол самарских ворот, но мяч обогнул штангу с внешней стороны. Уже через три минуты Павел отдал мяч Ибсону, но забить бразильцу не удалось, помешал вратарь. В середине тайма Ари мог головой открыть счёт в матче после подачи Макеева, но удар у бразильца не получился. На 23-й минуте всё тот же Ари, получив пас теперь уже от Махмудова, не смог справиться с двумя защитниками самарцев. Незадолго до перерыва Яковлев сделал передачу в штрафную хозяев, прерывая которую защитник Молош чуть не отправил мяч в собственные ворота, попав в перекладину. Во втором тайме в составе «Спартака» вышел Дзюба, и атаки гостей стали более опасными. На 52-й минуте Артём чуть не замкнул прострел Макгиди. Через две минуты Махмудов заработал штрафной и сам же попытался его пробить. Ударив по воротам М’Боли метров с 22 от ворот Эмин промахнулся. Вскоре после этого вратарь «Крыльев» был вынужден броситься в ноги Ари, забрав мяч в нескольких метрах от линии ворот. И всё же спартаковцы смогли реализовать своё территориальное преимущество. На 72-й минуте Дзюба будучи в штрафной хозяев отпасовал Яковлеву и тот переиграл М’Боли. После пропущенного гола «Крылья» смогли ненадолго перевести игру к воротам Заболотного. Но спартаковцы сумели сохранить победный счёт, впервые за последние три года одержав победу над самарской командой. В первом тайме матч был омрачён столкновениями болельщиков, из-за чего на 39-й минуте арбитр был вынужден прервать матч почти на 10 минут. Обошлось без жертв, и матч был доигран до конца. |                                             |           |                                          |                                                             |

| 21 мая 2011 10-й тур | «Спартак» (Москва)            | 4:0 (1:0) | «Краснодар» (Краснодар)     | Москва                                                   |
| 20:45 | Ари 30′ 90+2′ · Дзюба 51′ 65′ |           | · Враньеш 53' (грубая игра) | Стадион: «Лужники» Зрителей: 9213 Судья: Владимир Петтай |
| «Спартак» (Москва): Заболотный, Шешуков , Кудряшов, Сухи, Пареха, Ибсон, Макгиди 71' (К. Комбаров 71'), Макеев 83' (Паршивлюк 83'), Ари, Яковлев 62' (Д. Комбаров 62'), Дзюба. Остались в запасе: Дикань, Родригес, Ананидзе, Озобич · «Краснодар» (Краснодар): Городов, Анджелкович, Амисулашвили, Враньеш, Тубич, Татарчук, Михеев 55' (Комков 55'), Марсио, Воробьёв 69' (Кульчий 69'), Дринчич, Мовсисян 55' (Пикущак 55'). Остались в запасе: Усминский, Марков, Шипицин, Миронов Новичок премьер-лиги не доставил «Спартаку» больших хлопот. Первый более или менее опасный момент у ворот Заболотного случился на 85-й минуте, когда бывший спартаковец Дринчич получил право исполнить угловой. Краснодарцы начали игру весьма агрессивно, но нападения гостей во главе Мовсисяном и Михеевым хватило лишь на два мощных удара, заблокированных спартаковскими защитниками. Затем гостям пришлось сосредоточиться на обороне, так мощно начал атаковать «Спартак». Пропустив два гола краснодарцы несколько активизировались и даже совершили пару вылазок на чужую половину поля, но день был явно не их. |                               |           |                             |                                                          |

| 29 мая 2011 11-й тур | «Зенит» (Санкт-Петербург)                                                                           | 3:0 (1:0) | «Спартак» (Москва)                                                 | Санкт-Петербург                                           |
| 18:15 | Лазович 36′ (пен.) · Кержаков 66′ 85′ · Кержаков 11' · Губочан 26' · Файзулин 81' · Бруну Алвеш 83' |           | · Кудряшов 36' (задержка соперника рукой) · Сухи 41' (грубая игра) | Стадион: «Петровский» Зрителей: 21500 Судья: Игорь Егоров |
| «Зенит» (Санкт-Петербург): Малафеев, Губочан, Бруну Алвеш, Ломбертс, Лукович, Денисов, Зырянов 77' (Семак 77'), Файзулин, Данни, Лазович 62' (Ионов 62'), Кержаков 88' (Бухаров 88'). Остались в запасе: Бородин, Чеминава, Телегин, С. Петров · «Спартак» (Москва): Заболотный, Макеев 56' (К. Комбаров 56'), Пареха 54' (Родригес 54'), Сухи, Кудряшов, Макгиди, Шешуков , Ибсон, Д. Комбаров, Дзюба, Ари 15' (Махмудов 15'). Остались в запасе: Дикань, Паршивлюк, Ананидзе, Яковлев Матч начался для москвичей неудачно. Уже на 15-й минуте пришлось заменить Ари, получившего повреждение. Место опорного полузащитника занял вышедший на замену Махмудов, а Ибсон выдвинулся ближе к воротам соперника. На 23-й минуте именно Эмин нанёс первый для «Спартака» удар по воротам Малафеева, попав со средней дистанции в перекладину. Через десять минут Ибсон отобрал мяч у зенитовца и переправил его в штрафную, но Шешуков пробил чуть выше перекладины. А вскоре «Зенит», имевший территориальное преимущество, открыл счёт. Борьба Кудряшова и Лазовича за позицию в спартаковской штрафной закончилась падением серба и последующим пенальти, который сам пострадавший и реализовал. В самом начале второго тайма «Спартак» мог сравнять счёт. Махмудов и Макгиди разыграли отличную комбинацию, но Малафеев спас команду после великолепного удара Д. Комбарова, дотянувшись до мяча, летевшего в нижний угол. Почти сразу же Макгиди пробил из-за штрафной, но не смог перехитрить вратаря питерцев. Вслед за тем поле покинули два ведущих защитника гостей — Пареха и Макеев. Вынужденные замены негативно сказались на игре москвичей в обороне. На 66-й минуте Данни сделал пас на ход Кержакову, который сильно пробил в ближний угол. А ближе к концу встречи Кержаков вышел один на один с Заболотным и хладнокровно перебросил мяч через вратаря красно-белых. Игра же спартаковцев в нападении полностью разладилась. Огромное число необоснованных «обрезов» и брака в передачах не позволило «Спартаку» забить хотя бы гол престижа. | |           |                                                                    |                                                           |

| 10 июня 2011 12-й тур | «Спартак» (Москва)                                | 0:0 (0:0) | «Рубин» (Казань) | Москва                                                          |
| 21:00 | Дзюба 6' (симуляция) · Махмудов 85' (грубая игра) |           |                  | Стадион: «Лужники» Зрителей: 13 045 Судья: Владислав Безбородов |
| «Спартак» (Москва): Дикань, К. Комбаров, Паршивлюк , Родригес, Д. Комбаров, Макгиди 35' (Брызгалов 35'), Валикаев 64' (Кариока 64'), Махмудов, Ананидзе 78' (Козлов 78'), Яковлев, Дзюба. Остались в запасе: Заболотный, Ходырев, Шешуков, Чежия · «Рубин» (Казань): Рыжиков, Кузьмин, Сесар Навас, Боккетти, Ансалди, Быстров 59' (Лебеденко 59'), Нобоа, Натхо, Рязанцев, Касаев, Медведев 46' (Дядюн 46'). Остались в запасе: Арлаускис, Шаронов, Кисляк, Немов, Джалилов Перед игрой с «Рубином» москвичи не досчитались сразу десяти игроков. Пареха, Рохо, Макеев, Кудряшов, Ари и Веллитон лечатся, Шешуков травмировался в сборной России, незадолго до матча получил повреждение Ибсон. Травмы получили также Малеев и Обухов, ведущие игроки дубля. Кариока смог выйти лишь на замену, так как не был готов играть все 90 минут. Дисквалифицированный Сухи уехал играть за молодёжную сборную Чехии. Карпину пришлось перекроить всю оборону «Спартака». Братья Комбаровы отправились на края, а в центре оказались Родригес и Паршивлюк, надевший капитанскую повязку и впервые игравший в основе на этой позиции. Уже по ходу игры травму получил Макгиди, после того как казанец Боккетти одной ногой сыграл в мяч, а другой срубил ирландца. После этого Кирилл Комбаров перешёл в среднюю линию, на правый фланг вместо него встал Паршивлюк, а в центре защиты появился Брызгалов, ранее игравший только за дубль. Учитывая несыграноость спартаковской защиты неудивительно, что у «Рубина» было больше голевых возможностей. Вначале Медведев из выгодной позиции пробил выше ворот. Позже защитники красно-белых упустили воспитанника спартаковской школы Кузьмина, но тот неточно пробил головой. Хозяева на подобную активность гостей смогли ответить лишь дальним «выстрелом» Махмудова, пробившего рядом со штангой. А на 33-й минуте Боккетти мог открыть счёт, пробив головой с близкого расстояния, но Дикань отразил его удар. Во втором тайме спартаковцы смотрелись лучше чем в первом. В начале второго тайма защитник «Рубина» Кузьмин в штрафной казанцев ударом сзади сбил Дзюбу, но судья не стал назначать 11-метровый удар. На 65-й минуте Дядюн «прошёл» Брызгалова, но Дикань вовремя выскочил из ворот и ногой отбил мяч. В самом конце матча москвичи могли забить. Козлов обыграл Боккетти и отдал мяч в штрафную набегавшему Яковлеву, но Павел пробил выше ворот. |                                                   |           |                  |                                                                 |

| 14 июня 2011 13-й тур | «Томь» (Томск) | 1:1 (0:1) | «Спартак» (Москва) | Томск                                              |
| 15:30 | Канунников 90′ |           | Дзюба 20′ · Паршивлюк 29' (грубая игра) · Яковлев 38' (откидка мяча) · Рафаэл Кариока 50' (недисц. повед.) · Дзюба 67' (грубая игра) · Родригес 85' (грубая игра) | Стадион: Труд Зрителей: 11 000 Судья: Игорь Егоров |
| «Томь» (Томск): Ботвиньев, Гультяев, Сабитов, Йокич, Скобляков, Баляйкин 86' (Смирнов 86'), Ким Нам Ир, Стариков, Голышев 80' (Ковальчук 80'), Баженов 75' (Харитонов 75'), Канунников. Остались в запасе: Агеев, Сосновский, Хатажёнков, Строев · «Спартак» (Москва): Дикань, Паршивлюк , Брызгалов, Родригес, Д. Комбаров, К. Комбаров, Валикаев 46' (Кариока 46'), Махмудов, Ананидзе 67' (Козлов 67'), Яковлев 84' (Кудряшов 84'), Дзюба. Остались в запасе: Заболотный, Макеев, Чежия, Киреев За томскую команду в этом матче сыграло сразу пять бывших спартаковцев: Гультяев, Сабитов, Скобляков, Голышев и Баженов. А в составе москвичей были Дзюба и Кудряшов, в прошлом сезоне бывшие в аренде в «Томи». Игра вышла богатой на голевые моменты. Казалось, что обе команды решили забыть про оборону. Первыми могли отличиться хозяева. Вначале с близкого расстояния пробил Баженов, но его удар блокировал Брызгалов. Позже Стариков попытался ударить «ножницами» через себя, но Дикань среагировал на удар. Вскоре Баженов с линии штрафной пробил в дальний угол ворот, но вратарь спас гостей. Впрочем спартаковцы не собирались оставаться лишь зрителями томских атак. Дзюба, получив мяч после диагонального паса Махмудова, убежал с центра поля и хладнокровно пробил точно в ворота. Томичи попытались отыграться. Голышев бил в пустые ворота, но мяч выбил Брызгалов. Затем Ананидзе, получив пас от Махмудова, вышел один на один с Ботвиньевым, не сумев перебросить мяч через него. Позже Дзюба вывел на ударную позицию К. Комбарова, а тот пробил прямо во вратаря. На этом голевые моменты не закончились. Скобляков мощно пробил со штрафного, начеку был Дикань. Дзюба вышел один на один с голкипером «Томи», но не сумел сделать дубль. Валикаев, подстраховывавший Диканя, вынес мяч с линии ворот. Второй голевой момент упустил К. Комбаров. Голышев мог забить своей бывшей команде, но угодил в штангу. Стариков вновь попытался воспользоваться «ножницами». Второй тайм также начался с атак «Томи», создавшей два острых момента. Вначале Баженов пробил неточно, а затем москвичей спас Дикань. Спартаковцы ответили двумя опасными атаками: Дзюба едва не замкнул фланговую передачу Яковлева, а позже сразу три москвича вышли один на один с вратарём томичей, но боковой судья зафиксировал офсайд. На этом команды не остановились. Стариков пробил головой, но Дикань успел отбить мяч. После этого Козлов прошёл в центр и отдал пас Дзюбе, который попал в штангу. Уже в самом конце игры томичи на своей половине поля сфолили на Дзюбе, на что судья не отреагировал. Сразу после этого сибиряки организовали атаку, в ходе которой мяч ушёл за боковую линию. Главный арбитр решил, что аут должны вбрасывать хозяева, и Канунников сравнял счёт. |                |           | |                                                    |

| 18 июня 2011 14-й тур | «Локомотив» (Москва)                          | 0:2 (0:2) | «Спартак» (Москва)                                                                         | Москва                                                      |
| 21:00 | · Оздоев 34' · Шишкин 39' · Гилерме 58' (фпн) |           | Ананидзе 43′ · Родригес 45+2′ · Паршивлюк 11' (грубая игра) · Дикань 66' (затяжка времени) | Стадион: «Локомотив» Зрителей: 26 077 Судья: Максим Лаюшкин |
| «Локомотив» (Москва): Гилерме, Шишкин, Илич, Дюрица, Янбаев, Глушаков, Ибричич 46' (Лоськов 46'), Оздоев, Торбинский 76' (Гатагов 67'), Майкон, Сычёв 60' (Фильцов 60'). Остались в запасе: Дьяков, Иванов, Игнатьев, Минченков · «Спартак» (Москва): Дикань, Паршивлюк , Родригес, Брызгалов, Д. Комбаров, К. Комбаров 90+5' (Яковлев 90+5'), Шешуков, Махмудов 68' (Кариока 68'), Жано 83' (Кудряшов 83'), Дзюба, Веллитон. Остались в запасе: Заболотный, Валикаев, Киреев, Козлов В этом матче на поле у спартаковцев вышел оправившийся от травмы Веллитон. Уже в начале игры бразилец мог отличиться дважды. Вначале Веллитон, получив мяч от Жано, вышел один на один с Гилерме и обвёл его, однако «Локо» в последний момент спас защитник, выбив мяч из пустых ворот. Сразу после этого красно-белые подали угловой и Веллитон мог забить головой, но удар не получился. «Локомотив» не собирался быть статистом и вскоре последовали два опасных удара Торбинского и Дюрицы, но надёжно сыграли Дикань и дуэт центральных защитников Родригес — Брызгалов. К середине первой половины матча хозяева завладели территориальным преимуществом, но забить так и не смогли. На поле шла вязкая и довольно жёсткая борьба, в которой больше преуспел «Спартак». Вначале Дзюба на подступах к штрафной «Локо» выиграл единоборство, позволив Ананидзе завладеть мячом и переправить его в нижний угол хозяйских ворот. В уже добавленное к первому тайму время всё тот же Жано заработал штрафной. Д. Комбаров навесил с левого фланга, а пришедший на помощь нападению Родригес пробил головой из-под Илича точно в верхний угол ворот железнодорожников. Второй тайм прошёл в напряжённой борьбе. На 58-й минуте Веллитон, как и в первом тайме получив мяч от Жано, вышел один на один с Гилерме и голкиперу «Локо» пришлось спасать свои ворота ценой удаления: фол последней надежды. Вратарь-дебютант хозяев Фильцов с трудом, но выручил команду после штрафного удара Дзюбы. На 70-й минуте Веллитон вновь выскочил один на один с голкипером железнодорожников и был сбит на газон. Но главный арбитр не стал наказывать «Локомотив» одиннадцатиметровым. Уже через три минуты Веллитон, убежав от защитников, перекинул мяч через вратаря, но не попал в пустые ворота. «Локомотив» не собирался сдаваться, делая ставку в основном на дальние удары. Однако Дикань сумел сохранить свои ворота в неприкосновенности. |                                               |           |                                                                                            |                                                             |

| 22 июня 2011 15-й тур | «Спартак» (Москва)                                                                   | 0:2 (0:1) | «Динамо» (Москва)                     | Москва                                                   |
| 18:45 | · Махмудов 44' (грубая игра) · Яковлев 57' (срыв атаки) · Веллитон 63' (грубая игра) |           | Семшов 34′ · Воронин 65′ · Гранат 45' | Стадион: «Лужники» Зрителей: 20752 Судья: Сергей Карасёв |
| «Спартак» (Москва): Дикань, Паршивлюк , Брызгалов 66' (Макеев 66'), Родригес, Д. Комбаров, К. Комбаров 46' (Яковлев 46'), Рафаэл Кариока, Махмудов, Ананидзе, Дзюба 74' (Ари 74'), Веллитон. Остались в запасе: Заболотный, Кудряшов, Валикаев, Каюмов · «Динамо» (Москва): Шунин, Уилкшир, Фернандес, Гранат, Ломич, Самедов, Сапета 60' (Ропотан 60'), Семшов 80' (Смолов 80'), Кокорин 72' (Каряка 72'), Воронин, Кураньи. Остались в запасе: Габулов, Епуряну, Дуймович, Мисимович Накануне матча с динамовцами ведущий опорный хавбек красно-белых Шешуков почувствовал боль в задней поверхности бедра и выйти на поле не смог. С учётом предыдущих потерь в стартовом составе «Спартака» оказались сразу три футболиста 1992 года рождения. Бело-синие начали игру активно. Семшов и Кокорин дважды мощно пробили чуть выше перекладины, а Кураньи, по центру убежав от спартаковских защитников, издали пробил по воротам Диканя, который отбил мяч, а набежавший Воронин не попал в пустые ворота. Вскоре тот же Кураньи вновь бил по воротам, теперь уже головой, но Дикань защитил ворота «Спартака». На 34-й минуте Самедов навесил с правого фланга, а рванувшийся Семшов в падении головой отправил мяч в сетку. Уже через шесть минут спартаковцы могли сравнять счёт после комбинации Махмудова, Д. Комбарова и Веллитона, но бразилец пробил головой неточно. Во втором тайме на место левого атакующего хавбека у «Спартака» занял Яковлев, а Ананидзе сместился на правый фланг. Вскоре Жано мог сравнять счёт, но его удар с близкого расстояния заблокировал динамовский защитник. На 65-й минуте Воронин сильно пробил с линии штрафной в дальний верхний угол, удвоив счёт. У спартаковцев был шанс сравнять счёт. Д. Комбаров мощно пробил, но выше ворот. |                                                                                      |           |                                       |                                                          |

| 26 июня 2011 16-й тур | «Спартак» (Москва)                                                                                          | 3:2 (0:0) | «Ростов» (Ростов-на-Дону)                                                      | Москва                                                   |
| 21:00 | Веллитон 54′ · Кулеша 57′ (авт.) · Д. Комбаров 81′ · Родригес 73' (срыв атаки) · Ананидзе 85' (грубая игра) |           | Адамов 61′ · Гацкан 67′ · Хагуш 44' · Гацкан 52' · Маляка 79' · Васильев 90+1' | Стадион: «Лужники» Зрителей: 8581 Судья: Сергей Лапочкин |
| «Спартак» (Москва): Дикань, Паршивлюк , Шешуков 64' (Махмудов 64'), Родригес, Макеев 46' (Дзюба 46'), К. Комбаров, Кариока, Ананидзе, Д. Комбаров, Ари, Веллитон 87' (Кудряшов 87'). Остались в запасе: Заболотный, Чежия, Яковлев, Козлов · «Ростов» (Ростов-на-Дону): Коченков, Маляка 86' (Калачёв 86'), Хохлов, Кулеша, Хагуш, Ребко 51' (Васильев 51'), Блатняк, Живанович, Гацкан, Григорьев 61' (Байрамян 61'), Адамов. Остались в запасе: Соловьёв, Прошин, Мироник, Харламов По сравнению с предыдущим матчем в стартовом составе «Спартака» произошли изменения: в нападении вместо Дзюбы вышел Ари, в центре полузащиты вместо Махмудова появился Шешуков, а в обороне травмированного Брызгалова заменил Макеев, привычно вышедший на левом фланге, на правом играл К. Комбаров, а в центре действовали Родригес и Паршивлюк. В первом тайме москвичи, пытаясь пробить оборону гостей, зажали ростовчан на их половине поля. Дважды в начале матча мог отличиться К. Комбаров, но один удар отбил голкипер, после другого мяч попал в защитника гостей. На 18-й минуте счёт мог открыть Ананидзе, но его удар из пределов штрафной смогли заблокировать. Вскоре после этого Шешуков пробил с лёта в верхний угол ростовских ворот, но промахнулся. Веллитон метров с двадцати отправил мяч чуть выше перекладины. Во втором тайме вместо защитника Макеева вышел форвард Дзюба, Д. Комбаров сместился на левый фланг обороны, а Ари стал на позицию левого атакующего полузащитника. Уже на 9-й минуте второго тайма Шешуков сделал продольный пас в штрафную Дзюбе, Артём сбросил мяч Веллитону, который головой переправил мяч в ворота. Всего лишь через три минуты хозяева удвоили счёт. Ананидзе справа прострелил во вратарскую и защитник гостей Кулеша срезал мяч в собственные ворота. Однако ростовчане не собирались сдаваться. Сначала Адамов головой с близкого расстояния распечатал ворота москвичей. Потом защитники красно-белых сбросили мяч под удар сопернику, но Дикань смог спасти команду от гола. Затем с углового Гацкан сравнял счёт. Пропустив за шесть минут двагола спартаковцы вновь завладели инициативой. К. Комбаров не смог вывести «Спартак» вперёд, зато отличился его брат Дмитрий, пробив головой после навеса Ари. | |           |                                                                                |                                                          |

| 24 июля 2011 17-й тур | «Волга» (Нижний Новгород) | 0:2 (0:1) | «Спартак» (Москва)                                           | Нижний Новгород                                                |
| 16:30 | · Вацадзе 46'             |           | Д. Комбаров 25′ · Веллитон 67′ · Макеев 90+1' (откидка мяча) | Стадион: «Локомотив» Зрителей: 18000 Судья: Владимир Казьменко |
| «Волга» (Нижний Новгород): Абаев, Гетигежев, Григалава, Салуквадзе, Буйволов, Турсунов, Шуленин 57' (Аджинджал 57'), Ходжава 72' (Ахметович 72'), Гаал, Кросас, Вацадзе 72' (Хазов 72'). Остались в запасе: Астахов, Белозёров, Самохвалов, Паштов · «Спартак» (Москва): Дикань , К. Комбаров, Родригес, Сухи, Макеев, Ананидзе 86' (Яковлев 86'), Кариока, Махмудов 73' (Брызгалов 73'), Д. Комбаров, Дзюба 75' (Ари 75'), Веллитон. Остались в запасе: Заболотный, Кудряшов, Валикаев, Козлов Матч футболисты обеих команд начали осторожно. Но уже на 8-й минуте москвичи начали планомерную осаду ворот хозяев. Ананидзе пасом из центра бросил в прорыв по правому флангу Веллитона, который отпасовал Дзюбе, неточно пробившему головой. На 12-й минуте Д. Комбаров подал угловой, а Веллитон в прыжке ударил головой — голкипер нижегородцев не без труда вынес мяч с линии ворот. Позже Ананидзе имел отличную возможность открыть счёт, но предпочёл сделать передачу, в результате выгодный момент был упущен. На 25-й минуте Веллитон со штрафного отдал мяч на правый фланг Дзюбе, тот отпасовал налево на Д. Комбарова, который с девяти метров низом пробил мимо Абаева. На 34-й минуте Абаев накрыл мяч после удара всё того же Д. Комбарова. За четыре минуты окончания тайма сразу четверо москвичей оказались у ворот нижегородцев против трёх соперников, но не смогли разыграть лишнего. Перед самым перерывом Дзюба мощно пробил с двадцати метров, но Абаев кулаками вынес мяч от ворот. А вот голкипер спартаковцев вступил в игру в первом тайме лишь однажды, когда ему пришлось выйти за пределы штрафной. Вторая половина игры началась как первая. Д. Комбаров подал на Веллитона, но тот вновь не сумел забить. Нижегородцы пытались атаковать, но смогли добиться лишь углового. На 60-й минуте Кариока в центре поля отобрал мяч, прошёл вперёд и попытался удвоить счёт дальним ударом, но промахнулся. Через шесть минут бразилец получил ещё один шанс, но «Волгу» спас вратарь, парировавший удар спартаковца, бившего с десяти метров. А вот буквально через несколько секунд красно-белые добились успеха. Ананидзе отпасовал Веллитону, тот ворвался в штрафную хозяев, перехитрил защитника и левой ногой отправил мяч в дальнюю «девятку». Позже Веллитон мог сделать «дубль», получив мяч от Дзюбы в штрафной, но удар у него не получился. |                           |           |                                                              |                                                                |

| 30 июля 2011 18-й тур | «Спартак» (Москва)                                                | 1:1 (0:1) | «Кубань» (Краснодар)                       | Москва                                                   |
| 20:00 | Веллитон 52′ · Родригес 71' (грубая игра) · Сухи 82' (срыв атаки) |           | Траоре (пен.) 37′ · Букур 74' · Тлисов 80' | Стадион: «Лужники» Зрителей: 10783 Судья: Виталий Мешков |
| «Спартак» (Москва): Дикань , К. Комбаров, Макеев, Сухи, Родригес, Рафаэл Кариока, Махмудов 88' (Ари 88'), Ананидзе 55' (Козлов 55'), Д. Комбаров, Дзюба, Веллитон. Остались в запасе: Заболотный, Пареха, Рохо, Брызгалов, Кудряшов · «Кубань» (Краснодар): Будаков, Жавнерчик, Рогочий, Армаш, Козлов, Бугаев, Тлисов, Максимов 65' (Не 65'), Фидлер, Букур, Траоре 86' (Давыдов 86'). Остались в запасе: Карюкин, Уренья, Сквернюк, Цораев, Князев Карпин не стал менять выигрышный состав. Как и ожидалось, спартаковцы с самого начала завладели территориальным преимуществом, а кубанцы избрали оборонительную тактику. Впервые москвичам удалось взломать, хоть и не до конца, оборону гостей на 17-й минуте. Дзюба выиграл борьбу за мяч в чужой штрафной и ударил низом с острого угла, но попал в сетку ворот с внешней стороны. На 34-й минуте ивуариец Траоре, единственный кого краснодарцы отрядили в атаку, пробил из штрафной чуть выше перекладины. А через три минуты Мешков решил, что Сухи в единоборстве с Армашем нарушил правило и назначил одиннадцатиметровый, который реализовал Траоре. В конце первого тайма аналогичная ситуация сложилась в штрафной «Кубани», когда Армаш навалился на Сухи, да ещё подыграл рукой. Несмотря на то что Сухи упал на газон судья не увидел нарушения правил. Во втором тайме спартаковцы стали двигаться быстрее, обострив игру. Сначала Веллитон ударил издалека, но не сумел переиграть вратаря краснодарцев. Позже К. Комбаров пробил рядом со штангой. На седьмой минуте второго тайма Веллитон наконец-то реализовал преимущество «Спартака». Один из защитников гостей отбросил мяч назад, чем и воспользовался бразилец, точно пробив под опорную ногу голкиперу. Были у красно-белых шансы одержать победу, но использовать их они не смогли. Дзюба сделал пас в штрафную Козлову, но тот не смог забить. На 74-й минуте уже сам Артём бил головой, неточно. На 81-й минуте Д. Комбаров со штрафного попал в перекладину. Последние минуты «Спартак» играл в четыре нападающих, но вырвать победу не смог. |                                                                   |           |                                            |                                                          |

| 7 августа 2011 19-й тур | «Терек» (Грозный) | 2:4 (2:0) | «Спартак» (Москва) | Грозный                                                          |
| 19:15 | Асильдаров 20′ 35' (вратарь) · Маурисиу 35′ · Гвазава 40' · Павленко 42' · Георгиев 44' · Джанаев 47' (фпн) · Феррейра 90+1' |           | Дзюба 43' (вратарь) 90+3′ · Д. Комбаров (пен.) 51′ · Ари 76′ · Веллитон 90+8′ · Д. Комбаров 18' (срыв атаки) · Рохо 34' (игра рукой) · Сухи 90+5' (недисц. повед.) | Стадион: Ахмат-Арена Зрителей: 18000 Судья: Владислав Безбородов |
| «Терек» (Грозный): Джанаев, Зенге, Феррейра, Йиранек 74' (Хаймович 74'), Р. Уциев, Георгиев, Маурисиу, Кацаев, Павленко 64' (Эссаме 64'), Гвазава 50' (Годзюр 50'), Асильдаров. Остались в запасе: Ятченко, Мгуни, Эвертон, Тохосашвили · «Спартак» (Москва): Дикань , К. Комбаров, Пареха 90+5' (Сухи 90+5'), Рохо, Макеев 70' (Козлов 70'), Ари, Рафаэл Кариока, де Зеув 79' (Ананидзе 79'), Д. Комбаров, Дзюба, Веллитон. Остались в запасе: Заболотный, Кудряшов, Зотов, Махмудов Игру пропускали Родригес, из-за перебора жёлтых карточек, и травмированный Брызгалов, в запасе остался Сухи. Пару защитников в центре составили Пареха и Рохо, впервые в этом сезоне в стартовом составе вышли Ари и новичок команды, полузащитник сборной Голландии Деми де Зеув. Матч обе команды начали агрессивно. «Терек» дважды подряд бил штрафные. Де Зеув отпасовал направо К. Комбарову, тот подал мяч на Веллитона, который головой попытался отправить мяч в дальний угол. На 20-й минуте гости увлеклись атакой и пропустили контратаку хозяев. Асильдаров вышел один на один с Диканем и пробил в угол спартаковских ворот. На 31-й минуте гости могли сравнять счёт. Пареха длинным пасом отправил в прорыв Дзюбу, но Джанаев, выйдя из ворот, успел парировать удар, а Веллитон с восемнадцати метров пробил мимо пустых ворот. На 35-й минуте Безбородов посчитал, что Рохо сыграл рукой и назначил пенальти. Дикань отразил удар Асильдарова, но мяч попал в штангу и Маурисиу в падении головой добил его в сетку. На 43-й минуте Веллитон ворвался в чужую штрафную и выдал точный пас на ход Д. Комбарову, которого в подкате сбил Павленко. К счастью для грозненцов Джанаев разгадал направление удара Дзюбы и отразил мяч в сторону. Уже на второй минуте второго тайма хозяева остались в меньшинстве. Грозненцы откинули мяч назад на Джанаева, но того опередил Веллитон и голкиперу пришлось сбить бразильца в штрафной. Заменивший удалённого вратаря Годзюра не смог переиграть Д. Комбарова. После этого инициатива оказалась в руках спартаковцев. Счёт мог сравнять Веллитон, но его удар с близкого расстояния успел заблокировать защитник «Терека». На 76-й минуте красно-белые во второй раз добились успеха. Д. Комбаров слева подал мяч на дальнюю штангу и Ари ногой замкнул подачу. А спустя три минуты на «Ахмат-Арене» погас свет. Пауза затянулась более чем на 50 минут, дав возможность хозяевам перевести дух. Впрочем, как выяснилось позднее, сбить атакующий порыв «Спартака» не удалось. Дважды мог отличиться Дзюба. На третьей добавленной минуте Ари, Веллитон и Дзюба провели комбинацию, которую завершил ударом с близкого расстояния Артём. А ещё через пять минут Дзюба сделал передачу на Веллитона, тот оторвался от соперников, обвёл вратаря и забил мяч в пустые ворота. Всего второй тайм продлился 1 час 45 минут и 14 секунд | |           | |                                                                  |

| 15 августа 2011 20-й тур | «Спартак» (Москва) | 3:0 (2:0) | Анжи (Махачкала) | Москва                                                  |
| 19:15 | Ари 35′ · Д. Комбаров 44′ · Козлов 73′ · Ари 42' (срыв атаки) · Рафаэл Кариока 83' (недисц. повед.) · Веллитон 83' (грубая игра) |           | · Тагирбеков 12' | Стадион: «Лужники» Зрителей: 23291 Судья: Михаил Вилков |
| «Спартак» (Москва): Дикань , К. Комбаров, Пареха, Родригес, Ари 76' (Эменике 76'), Кариока 88' (Зотов 88'), де Зеув, Д. Комбаров 55' (Козлов 55'), Дзюба, Веллитон. Остались в запасе: Заболотный, Сухи, Кудряшов, Ананидзе · Анжи (Махачкала): Ревишвили, Ангбва, Тагирбеков, Гаджибеков, Агаларов, Роберто Карлос, Ахмедов, Буссуфа 79' (Голенда 79'), Жирков, Джуджак 88' (Иванов 88'), Прудников 86' (Диего Тарделли 86'). Остались в запасе: Макаров, Гаджиев, Кебе, Мухаммад Москвичи с самого начала имели территориальное преимущество. Рафаэл Кариока и де Зеув весь матч уверенно контролировали центр поля. К. Комбаров на своём фланге вчистую переиграл Жиркова. Неудивительно, что уже на третьей минуте красно-белые получили шанс открыть счёт. Д. Комбаров с углового подал мяч на голову Дзюбе, но тот пробил в штангу. Вскоре Ари опасно ударил в дальний угол. На 35-й минуте Макеев с левого фланга навесил на голову Дзюбе, тот пробросил мяч на ход Ари, а бразилец на замахе обыграл соперника и забил в ближний угол впритирку со штангой. Чуть позже Ари мог сделать «дубль», но после его удара мяч пролетел рядом со штангой. Затем он справа через голкипера Ревишвили навесил мяч на Веллитона, тот не смог дотянуться до мяча, зато на месте оказался Д. Комбаров, который и удвоил счёт. Сразу после перерыва Д. Комбаров мог отличиться во второй раз. Получив пас от Веллитона он при помощи ложного замаха обыграл Роберто Карлоса, но пробил во вратаря. Через пять минут Дмитрий был заменён на молодого Козлова, который и сделал счёт крупным. Впрочем ещё до этого Веллитон, получив пас от де Зеува, ушёл от защитников махачкалинцев и попытался перебросить мяч через вратаря «Анжи», вышедшего из ворот. На 73-й минуте де Зеув отобрал мяч в центре поля и передал его Козлову, который обыграв Гаджибекова с острого угла пробил в ближний угол ворот Ревишвили. Этот гол стал для 18-летнего нападающего первым за основной состав «Спартака». Почти сразу же Козлов вновь бил в ближний угол, но в этот раз переиграть голкипера гостей не смог. На 76-й минуте в составе «Спартак» дебютировал 24-летний нигериец Эммануэль Эменике. | |           |                  |                                                         |

| 21 августа 2011 21-й тур | Спартак-Нальчик (Нальчик) | 1:1 (1:0) | «Спартак» (Москва)                                                                       | Нальчик                                                    |
| 18:45 | Гошоков 26′ · Гриднев 66' |           | Дзюба 53′ · Паршивлюк 46' (симуляция) · Ари 67' (грубая игра) · Эменике 83' (игра рукой) | Стадион: Спартак Зрителей: 11000 Судья: Владимир Казьменко |
| Спартак-Нальчик (Нальчик): Фредриксон, Овсиенко, Джудович, Багаев, Аравин, Концедалов, Рухаиа 61' (Леандро 61'), Гриднев, Пилипчук 80' (Сигурдссон 80'), Сирадзе 65' (Захирович 65'), Гошоков. Остались в запасе: Помазан, Лебедев, Куликов, Голич · «Спартак» (Москва): Дикань , К. Комбаров 46' (Паршивлюк 46'), Пареха, Родригес, Макеев, Ари, Зотов, де Зеув 56' (Шешуков 56'), Д. Комбаров, Дзюба, Эменике. Остались в запасе: Заболотный, Сухи, Ананидзе, Рохо, Козлов На игру в Нальчик «Спартак» прилетел из Варшавы, сразу после матча в Лиге Европы с польской «Легией». В столицу Кабардино-Балкарии не поехали Веллитон и Рафаэл Кариока, получившие в предыдущем туре четвёртые «горчичники». В результате Веллитона в стартовом составе заменил Эменике, впервые вышедший на своём привычном месте центрфорварда, а Кариоку на позиции опорного полузащитника сменил молодой Зотов. Первый тайм москвичи провели слабо, не показав ни особого настроя, ни скоростей, ни точности в передачах. Старательно игравшему Эменике не хватало удачи. Так, на 9-й минуте нигериец с разворота пробил мимо ворот. Затем Ари с пятнадцати метров опасно пробил в дальний угол, но Фредриксон дотянулся до мяча, а Эменике не смог добить. Позже нигериец имел ещё два шанса забить, но вначале пробил выше ворот, а затем попал в грудь вратаря. Нальчанам повезло больше. Первая же острая атака хозяев на 26-й минуте завершилась голом. Гошоков переиграл в воздухе Пареху и забил головой в верхний угол. В конце первого тайма красно-белые могли сравнять счёт. Эменике прошёл по центру и отдал мяч налево Д. Комбарову, которому не хватило точности. После перерыва на поле впервые после болезни появился Паршивлюк. Замена оказалась удачной. Сначала Паршивлюк навесил на Дзюбу и тот пробил головой, но Фредриксон спас ворота. Вскоре Паршивлюк вновь навесил с правого фланга, а Дзюба на сей раз не промахнулся. Позднее сам Паршивлюк мог забить, но после паса Ари пробил мощно, но выше перекладины. У «Спартака» были ещё три возможности забить победный гол. Вначале Эменике пяткой отдал мяч Ари, который пробил мимо ворот. Затем Эменике прострелил по флангу на Дзюбу, но ему не удалось поразить цель. Позже Ари не попал в ворота с угла штрафной, не сумев продолжить голевую серию из трёх матчей. |                           |           |                                                                                          |                                                            |

| 29 августа 2011 22-й тур | «Спартак» (Москва) | 2:2 (1:0) | ЦСКА (Москва)                              | Москва                                                   |
| 19:00 | Веллитон 45+1′ · Эменике 75′ · Паршивлюк 15' (срыв атаки) · Веллитон 29' (грубая игра) · де Зеув 33' (срыв атаки) · Пареха 46' (срыв атаки) · Д. Комбаров 84' (недисц. повед.) |           | Думбия 51′ · Тошич 69′ · В. Березуцкий 43' | Стадион: «Лужники» Зрителей: 58533 Судья: Сергей Карасёв |
| «Спартак» (Москва): Дикань, Паршивлюк , Сухи, Пареха, Макеев, К. Комбаров, де Зеув 81' (Зотов 81'), Рафаэл Кариока, Д. Комбаров 87' (Макгиди 87'), Ари 70' (Эменике 70'), Веллитон. Остались в запасе: Заболотный, Рохо, Козлов, Ананидзе · ЦСКА (Москва): Акинфеев 31' (Чепчугов 31'), Набабкин, В. Березуцкий, Игнашевич, А. Березуцкий, Дзагоев, Алдонин, Хонда 46' (Мамаев 46'), Тошич 72' (Олисе 72'), Думбья, Вагнер Лав. Остались в запасе: Шемберас, Одиа, Цауня, Рахимич На игру против ЦСКА спартаковцы вышли сразу с тремя центральными защитниками — Паршивлюком, Парехой и Сухи. Первый должен был играть против Думбьи, чех «опекал» Вагнера Лава, а аргентинец подстраховывал своих партнёров. В первом тайме эта тактика себя оправдала. Первыми могли забить спартаковцы. Д. Комбаров слева прострелил в центр штрафной, мяч от армейца отскочил к Макееву, но удар у того не вышел. На 24-й минуте Тошич ударил в дальний угол и попал в штангу, от которой мяч отскочил в руки к Диканю. Уже через две минуты Акинфеев сумел перевести на угловой мяч после дальнего удара Ари. Вскоре после этого вратарь ЦСКА получил травму и был заменён на Чепчугова. Последние минуты первого тайма прошли в атаках «Спартака». Мог забить со штрафного Пареха. Д. Комбаров едва не отправил мяч в ближний угол. Забили красно-белые в добавленное время. Рафаэл Кариока вывел к воротам армейцев Д. Комбарова, чей удар голкипер отбил, но подоспевший Веллитон головой переправил мяч в сетку. Второй тайм начался для спартаковцев неудачно. Дикань сумел спасти ворота от гола после удара Тошича со штрафного. Однако вскоре Думбия с близкого расстояния сравнял счёт. Почти сразу после пропущенного гола спартаковцы могли выйти вперёд, но защитник красно-синих в последний момент накрыл удар де Зеува. Вскоре Макеев попал в сетку ворот ЦСКА, но с внешней стороны. Затем активность уставших спартаковцев снизилась, чем воспользовались армейцы. В середине второго тайма Дзагоев вышел один на один с Диканем, но голкипер ногой парировал удар армейца. Затем Чепчугов среагировал на дальний удар с лёта де Зеува. На 69-й минуте Паршивлюк, игравший ранее очень надёжно, не попал по мячу, и Тошич с близкого расстояния протолкнул мяч под Диканём в ворота. Сразу после гола Карпин выпустил на поле Эменике и уже через пять минут нигериец мощно пробил под перекладину, сравняв счёт. | |           |                                            |                                                          |

| 11 сентября 2011 23-й тур | Амкар (Пермь) | 0:1 (0:0) | «Спартак» (Москва)                                                               | Пермь                                                   |
| 13:45 | · Блажич 16'  |           | Пареха 85′ штр. · Родригес 90' (откидка мяча) · Д. Комбаров 90+4' (откидка мяча) | Стадион: Звезда Зрителей: 13250 Судья: Станислав Сухина |
| Амкар (Пермь): Нарубин, Сираков, Мияйлович, Черенчиков, Гришин, Блажич 89' (Михалёв 89'), Пеев 77' (Секретов 77'), Новакович, Васильев 44' (Джалович 44'), Коломейцев, Бурмистров. Остались в запасе: Хомутовский, Смирнов, Цискаридзе, Волков · «Спартак» (Москва): Дикань , К. Комбаров, Пареха, Сухи, Макеев, Ари 87' (Родригес 87'), Шешуков 64' (Ананидзе 64'), Кариока, де Зеув 46' (Макгиди 46'), Д. Комбаров, Дзюба. Остались в запасе: Заболотный, Рохо, Тихонов, Махмудов Перед матчем в Перми спартаковцы потеряли Эменике, получившего небольшое повреждение в матче за сборную Нигерии, а также дисквалифицированных Веллитона и Паршивлюка. В результате на правом фланге защиты красно-белых появился К. Комбаров. Не вышел в стартовом составе Макгиди, до этого сыгравший две игры за сборную Ирландии. Перед матчем команды и зрители почтили минутой молчания память погибших в авиакатастрофе под Ярославлем. Первый тайм изобиловал единоборствами и жёсткими стыками, а вот опасных моментов было мало. Пермяки ограничились несколькими прострелами и навесами со «стандартов». Москвичи лучше держали мяч, но тоже не сильно угрожали воротам соперников. Был всего один по настоящему опасный момент, но Ари не смог завершить голом прострел К. Комбарова. Во втором тайме в составе красно-белых произошли изменения. Макгиди вышел вместо де Зеува, а Ари выдвинулся вперёд, составив атакующий дуэт с Дзюбой. После этого спартаковские фланги заиграли опаснее. На 56-й минуте Д. Комбаров навесил слева в центр штрафной хозяев, но Дзюба, бивший в падении головой, промахнулся. На 64-й минуте «Спартак» усилил атаку, выпустив атакующего полузащитника Ананидзе вместо опорного хавбека Шешукова. Почти сразу после этого у ворот «Амкара» возник опасный момент, но Жано вместо того, чтобы прострелить в центр на Дзюбу решил пробить с острого угла. Пермяки же продолжали делать ставку на дальние удары, впрочем без особого успеха. На 82-й минуте Д. Комбаров прострелил в чужую штрафную, после чего хозяева едва не занесли мяч в собственные ворота. А уже через три минуты активность всё того же Дмитрия привела к назначению штрафного у ворот «Амкара», который исполнил Пареха, ударив в обвод «стенки» в дальний угол. |               |           |                                                                                  |                                                         |

| 18 сентября 2011 24-й тур | «Спартак» (Москва)                                                                                | 3:0 (2:0) | «Крылья Советов» (Москва) | Москва                                                    |
| 18:30 | де Зеув 3′ · Макгиди 28′ · Эменике 81′ · Шешуков 63' (срыв атаки) · К. Комбаров 82' (грубая игра) |           |                           | Стадион: «Лужники» Зрителей: 40000 Судья: Сергей Лапочкин |
| «Спартак» (Москва): Дикань, Макеев, Пареха, Сухи, К. Комбаров, Тихонов 45+1' (Козлов 45+1'), де Зеув 62' (Шешуков 62'), Рафаэл Кариока, Макгиди, Дзюба 77' (Паршивлюк 77'), Эменике. Остались в запасе: Заболотный, Рохо, Ананидзе, Ари · «Крылья Советов» (Москва): Веремко, Цаллагов, Джорджевич, Таранов, Пономаренко, Бобёр, Воробьёв 67' (Короман 67'), Петров, Приёмов, Григорян 46' (Соснин 46'), Корниленко. Остались в запасе: Юрченко, Ди Кьяра, Генев, Кириллов, Концедалов Эта игра стала особенной для обеих команд. Ведь это был прощальный матч любимца болельщиков Андрея Тихонова, не раз выигрывавшего звание чемпиона в составе «Спартака» и помогшего «Крыльям» добиться своей высшей награды, бронзовых медалей чемпионата страны. Не случайно матч собрал около 40 000 зрителей. Ветерана одинаково восторженно чествовали фанаты обеих команд, устроившие между собой перекличку. Весь первый тайм спартаковские болельщики скандировали имя и фамилию своего кумира. И он не подвёл болельщиков, показав, что время не властно над ним. Первый гол был забит уже на третьей минуте, став логичным завершением голевой комбинации начатой на левом фланге Тихоновым. Андрей отобрал мяч у соперника, пошёл вперёд и в нужный момент отдал обостряющий пас на ход Эменике. Нигериец ворвался в чужую штрафную и, сделав паузу, выложил мяч точно под удар набегавшему де Зеуву. На 19-й минуте мог забить уже сам Тихонов. Макгиди навесил ияч и Андрей ударил с линии штрафной в ближний угол, но мимо ворот. Вскоре капитан «Спартака» перевёл мяч Эйдену на противоположный край, но тот, ударив с лёта, попал в защитника самарцев. А на 28-й минуте Андрей сделал передачу в центр штрафной, и набежавший Макгиди с ходу отправил мяч в сетку ворот волжан. В конце первого тайма Тихонов был заменён и в перерыве состоялось чествование ветерана. Андрей вышел в центр поля под своим родным одиннадцатым номером с двумя сыновьями, Михаилом и Денисом, которые занимаются футболом в спартаковской Академии. После выступления руководителей «Спартака» известная радио- и телеведущая болельщица «Спартака» Маргарита Митрофанова вместе с болельщиками спела знаменитую песню Александры Пахмутовой «До свиданья, Москва», написанная для церемонии закрытия московской Олимпиады, со слегка отредактированным в честь Тихонова текстом. Под эту песню Андрей вместе с сыновьями совершил круг почёта. Второй тайм «Спартак», оставшийся без Тихонова, провёл уже не так уверенно. «Крылья» заметно активизировались и прибавили в атаке. Правда хватило самарцев всего на два опасных момента, в одном из которых красно-белых выручил Дикань, а в другом — спасла перекладина. А вот москвичи сумели добиться крупной победы. Эменике, получив паса К. Комбарова, убежал с центра поля сразу от двух защитников волжан, обвёл голкипера Веремко и забил в пустые ворота. |                                                                                                   |           |                           |                                                           |

| 25 сентября 2011 25-й тур | «Краснодар» (Краснодар)           | 2:4 (1:3) | «Спартак» (Москва) | Краснодар                                                 |
| 14:00 | Шипицин 37′ 49′ · Анджелкович 45' |           | Эменике 31′ · Дзюба 36′ · де Зеув 42′ · Д. Комбаров 73′ (пен.) · Макгиди 21' (неспорт. повед.) · Рафаэл Кариока 83' (срыв атаки) | Стадион: «Кубань» Зрителей: 15000 Судья: Александр Егоров |
| «Краснодар» (Краснодар): Городов, Марков, Мартынович, Тубич, Анджелкович, Михеев 82' (Гогниев 82'), Марсиу 69' (Руй Мигел 69'), Шипицин 60' (Ерохин 60'), Дринчич, Жоаозиньо, Марцваладзе. Остались в запасе: Усминский, Татарчук, Кульчий, М. Ермаков · «Спартак» (Москва): Дикань , К. Комбаров, Сухи, Рохо, Макеев 86' (Козлов 86'), Макгиди 57' (Ари 57'), Рафаэл Кариока, де Зеув 54' (Брызгалов 54'), Д. Комбаров, Дзюба, Эменике. Остались в запасе: Ребров, Родригес, Махмудов, Киреев Перед матчем в Краснодаре «Спартак» потерял сразу пятерых игроков основного состава. Из-за повреждений остались в Москве Пареха, Ананидзе и Паршивлюк, а Шешуков и Веллитон отбывали дисквалификации. Матч вышел интересным, со множеством опасных моментов и забитых мячей. Краснодарцы не испугались более именитого соперника и не стали отсиживаться на своей половине поля, надеясь в первую очередь на фланговые проходы бразильца Жоаозиньо. Гости тоже много внимания уделили флангам. На 13-й минуте Д. Комбаров сильно пробил над перекладиной, а две острые подачи Макгиди не нашли адресатов. Наконец дело дошло до голов. На 31-й минуте К. Комбаров выдал дальний пас на ход Эменике, тот оттёр корпусом Тубича и под острым углом послал мяч под вратарём в сетку. Сразу после этого хозяева могли сравнять счёт, но Дикань поймал мяч после удара Марцваладзе из пределов штрафной. Затем Эменике отпасовал назад Рохо, чей удар с трудом, но парировал Городов, а вот первым на добивание подоспел Дзюба, забивший в дальний угол. Второй гол видимо расслабил спартаковцев и уже в следующей атаке Шипицын с девяти метров беспрепятственно расстрелял ворота москвичей. Всё же концовка первого тайма осталась за гостями. Дзюба отдал пас Эменике, а тот увидел набегавшего де Зеува и, не став жадничать, отпасовал голландцу. Вскоре после перерыва спартаковская оборона допустила грубую ошибку и вновь никем не прикрытый Шипицын, получив передачу с фланга, точно пробил в противоход Диканю. Через пять минут всё тот же Шипицын вступил в воздушную дуэль с де Зеувом и голландец, спасая свою команду от неприятностей, получил травму и не смог продолжить игру. Закрепил успех москвичей Эменике. На 72-й минуте он продавил оборону хозяев и заработал пенальти, который реализовал Д. Комбаров. Таким образом, нигериец поучаствовал во всех четырёх голах «Спартака». |                                   |           | |                                                           |

| 2 октября 2011 26-й тур | «Спартак» (Москва)                                                                                                 | 2:2 (1:1) | «Зенит» (Санкт-Петербург)                                            | Москва                                                       |
| 16:15 | Анюков (авт.) 22′ · Веллитон 80′ · Пареха 32' (срыв атаки) · 42' (неспорт. повед.) · Веллитон 68' (недисц. повед.) |           | Данни 39′ · Кержаков 47′ · Кержаков 42' · Губочан 68' · Ломбертс 72' | Стадион: «Лужники» Зрителей: 37075 Судья: Владимир Казьменко |
| «Спартак» (Москва): Дикань , Макеев, Пареха, Сухи, К. Комбаров, Д. Комбаров, де Зеув 56' (Веллитон 56'), Кариока, Макгиди, Дзюба 46' (Брызгалов 46' 73', Шешуков 73'), Эменике. Остались в запасе: Заболотный, Ари, Рохо, Козлов · «Зенит» (Санкт-Петербург): Малафеев, Анюков, Кришито, Ломбертс, Губочан, Файзулин 61' (Ионов 61'), Зырянов 85' (Розина 85'), Данни, Денисов, Широков, Кержаков 81' (Лазович 81'). Остались в запасе: Жевнов, Лукович, Алвеш, Чеминава В начале первого тайма «Спартак» выглядел сильнее соперника. В первые 15 минут хозяева могли забить несколько мячей. Пареха опасно ударил со штрафного, Эменике с Дзюбой в чужой вратарской не разобрались кто из них должен бить, издали выстрелил де Зеув, но Малафеев перевёл мяч на угловой, эффектного замахнулся Дзюба, вот только удар не получился. Счёт был открыт 22-й минуте. Макгиди отпасовал Дзюбе, тот передал мяч свободному де Зеуву, а голландец выдал пас вразрез на ход Эменике. Нигериец вступил в противоборство сразу с двумя зенитовскими защитниками, один из которых и отправил мяч в собственные ворота. На 32-й минуте судья наказал Пареху за срыв атаки, а через десять минут и вовсе удалил аргентинца. Впрочем ещё до удаления питерцы сравняли счёт. На 39-й минуте Данни с близкого расстояния послал мяч в дальний угол ворот Диканя. Второй тайм начался с гола Кержакова, который замкнул фланговый прострел Широкова. На 56-й минуте Карпин усилил атаку, выпустив вместо опорного полузащитника де Зеува отбывшего дисквалификацию форварда Веллитона. На 70-й минуте один из зенитовцев в собственной штрафной уложил на поле Эменике, но судья не стал наказывать гостей. На 80-й минут бразилец сравнял счёт. Макгиди на правом фланге обыграл двух питерцев и от лицевой линии отпасовал чуть назад Веллитону, который и отправил мяч в угол ворот Малафеева. Через три минуты Губочан в своей штрафной завалил Д. Комбарова и вновь свисток судьи молчал. В концовке встречи Макгиди мог отличиться, но вместо удара по воротам он предпочёл отдать пас Эменике. Передача вышла неточной. | |           |                                                                      |                                                              |

| 16 октября 2011 27-й тур | «Рубин» (Казань)                                                 | 3:0 (0:0) | «Спартак» (Москва)                        | Казань                                                             |
| 17:30 | Нобоа 53′ · Рязанцев 58′ · Натхо 90+3′ · Натхо 44' · Вацадзе 76' |           | · Эменике 45+1' (грубая игра) (симуляция) | Стадион: «Центральный» Зрителей: 23650 Судья: Владислав Безбородов |
| «Рубин» (Казань): Рыжиков, Кузьмин, Сесар Навас, Боккетти, Шаронов, Рязанцев 78' (Лебеденко 78'), Нобоа, Р. Ерёменко, Натхо, Гёкдениз 82' (А. Ерёменко 82'), Вальдес 66' (Касаев 66'). Остались в запасе: Арлаускис, Кисляк, Джалилов, Оразсахедов · «Спартак» (Москва): Дикань , К. Комбаров, Сухи, Шешуков, Макеев, Макгиди 72' (Паршивлюк 72'), Рафаэл Кариока, де Зеув 76' (Дзюба 76'), Д. Комбаров, Эменике, Веллитон. Остались в запасе: Заболотный, Рохо, Родригес, Ари Спартаковцев в аэропорту встретили местные фанаты красно-белого клуба. Всего на стадионе было более 6000 болельщиков московской команды. Впрочем гостям это не помогло. В Казани красно-белые потерпели первое поражение во втором круге, завершив свою беспроигрышная серия из 11 матчей, а Веллитон впервые в истории не забил «Рубину» на его поле. Многие спартаковцы перед матчем в Казани играли за свои сборные по всему миру, так аргентинец Рохо прилетел из Южной Америки и, видимо, из-за этого остался в запасе. Не смог выйти на поле из-за дисквалифицикации его соотечественник Пареха. В центре обороны играл россиянин Шешуков, а в нападении пару составили Веллитон и Эменике, в то время как Дзюба действовал в оттяжке. В первом тайме территориальное преимущество было у «Рубина». Обе команды не забывали про оборону, стараясь у своих ворот играть предельно аккуратно, поэтому явных голевых моментов почти не было. Хозяева делали ставку на фланговые прострелы и навесы. Неудивительно, что свой первый удар в створ ворот казанцы нанесли после подачи с углового: Боккетти в прыжке пробил головой, но Дикань спас свои ворота от гола. Веллитон после паса Де Зеува едва не вышел один на один с Рыжиковым. Затем Шешуков головой срезал мяч в направлении Вальдеса, но на месте оказался Сухи. Рыжиков без особых проблем поймал мяч после дальнего удара де Зеува, а Нобоа издали пробил пробил выше ворот Диканя. Во втором тайме хозяева продолжили уповать на навесы, прострелы и дальние удары. Вначале Дикань успел среагировать на удар Ерёменко под перекладину, однако вскоре защитники не успели закрыть на правом краю штрафной всё того же Ерёменко, тот прострелил на Нобоа, а эквадорец открыл счёт. Уже через пять минут казанцы удвоили счёт после ошибки К. Комбарова. Кирилл не стал выбивать мяч с поля, чем воспользовался Рязанцев. А ещё Эменике упал в чужой штрафной, а Безбородов расценил падение нигерийца как симуляцию и показал ему вторую жёлтую карточку. А на третьей добавленной минуте Натхо довёл счёт до разгромного. |                                                                  |           |                                           |                                                                    |

| 23 октября 2011 28-й тур | «Спартак» (Москва)                                                                                              | 4:0 (2:0) | «Томь» (Томск) | Москва                                                    |
| 17:15 | Сухи 10′ · Ари 44′ 89′ · Каюмов 83′ · Рохо 29' (недисц. повед.) · Ари 41' (грубая игра) · Сухи 54' (срыв атаки) |           | · Кержаков 43' | Стадион: «Лужники» Зрителей: 8636 Судья: Станислав Сухина |
| «Спартак» (Москва): Дикань, Паршивлюк , Сухи, Рохо, Макеев, Ари, Рафаэл Кариока 86' (Брызгалов 86'), де Зеув 62' (Каюмов 62'), Д. Комбаров, Дзюба, Веллитон 77' (Макгиди 77'). Остались в запасе: Ребров, Родригес, К. Комбаров, Махмудов · «Томь» (Томск): Ботвиньев, Строев, Смирнов, Сосновский, Нахушев, Гультяев, Ропотан 77' (Савин 77'), Сабитов, Бояринцев, Скобляков 46' (Канунников 46'), Климов 46' (К. Погребняк 46'). Остались в запасе: Филиппов, Никитинский, Харитонов, Стариков В последние годы «Томь» превратилась в своеобразный филиал «Спартака», активно привлекая игроков московского клуба. Даже и. о. главного тренера Сергей Передня провёл два матча за спартаковский дубль в 1999 году на Кубке Содружества. Томичи явно не были настроены на атакующий футбол, выпустив в начале игры на поле сразу семь игроков обороны, в том числе пятерых защитников и двух оборонительных опорников. В «Спартаке» вместо дисквалифицированного Эменике в стартовом составе появился Дзюба, травмированного Шешукова в центре обороны сменил Рохо, а Макгиди на правом фланге полузащиты поменяли на Ари. Красно-белые сразу пошли в атаку. Первый голевой момент хозяева создали уже на 6-й минуте. Дзюба после прострела Макеева скинул мяч под удар де Зеуву, но голландец пробил по воротам сибиряков неудачно. Затем Ботвиньев с трудом, но перевёл мяч на угловой после мощного удара Ари под перекладину. Вскоре москвичи подали угловой и Сухи ударом с разворота открыл счёт. Этот забитый мяч стал первым голом чеха в нынешнем сезоне и вторым за всю его карьеру в «Спартаке». Забив гол красно-белые стали играть менее активно, владея хотя территориальным преимуществом. Томичи же по-прежнему предпочитали обороняться. В самом конце первого тайма Де Зеув навесил со штрафного, от Дзюбы мяч отскочил к Ари, а тот точным ударом удвоил счёт. Спартаковцы могли довести счёт до разгромного уже в начале второго тайма, но Ботвиньев не дал забить со штрафного Д. Комбарову. Позже Дзюба, ворвавшись в чужую штрафную, обвёл вратаря, но не сумел сделать пас с нулевого угла. Затем Веллитон едва не забил в дальний угол, а вскоре бразилец получил травму и покинул поле. На 82-й минуте могли забить томичи, но Дикань среагировал на удар К. Погребняка в упор. А уже через минуту отличился 19-летний атакующий полузащитник Д. Каюмов, для которого эта игра стала дебютом в основе «Спартака». В нынешнем сезоне он забил за дубль 15 голов, став лучшим бомбардиром спартаковской «молодёжки», а всего за сутки до игры сделал дубль в матче с резервистами «Томи». На 83-й минуте Дмитрий забил в дальнюю «девятку» ударом из-за пределов штрафной. Довершил разгром гостей Ари, завершив комбинацию с участием Макгиди и Д. Комбарова. | |           |                |                                                           |

| 29 октября 2011 29-й тур | «Спартак» (Москва) | 3:0 (2:0) | «Локомотив» (Москва)                                       | Москва                                                   |
| 19:30 | Эменике 2′ 15′ 51′ · Пареха 19' (грубая игра) · Паршивлюк 33' (грубая игра) · Кариока 69' (недисц. повед.) · Комбаров 90+1' (грубая игра) |           | · Глушаков 28' · Сапатер 42' · Торбинский 69' · Обинна 81' | Стадион: «Лужники» Зрителей: 40000 Судья: Алексей Еськов |
| «Спартак» (Москва): Дикань, Паршивлюк , Пареха, Сухи, Макеев 46' (Шешуков 46'), Ари, Кариока, Д. Комбаров, Макгиди, Дзюба 76' (Каюмов 76'), Эменике 87' (К. Комбаров 87'). Остались в запасе: Заболотный, Брызгалов, Родригес, Зотов · «Локомотив» (Москва): Гилерме, Янбаев, Дюрица, Да Кошта, Шишкин, Сапатер, Глушаков, Игнатьев 46' (Торбинский 46'), Майкон 71' (Ибричич 71'), Обинна, Сычёв 88' (Ст. Иванов 88'). Остались в запасе: Амельченко, Илич, Ан. Иванов, Подберёзкин До этого матча московские железнодорожники не знали поражений 12 туров подряд. Карпин изменил расстановку игроков. Так, Д. Комбарова переведели с левого фланга в центр полузащиты, что позволило оставить Ари на позиции правого атакующего полузащитника. Макгиди перешёл на левый фланг, привычный ему по матчам за сборную Ирландии. Перестановки себя оправдали. В центре защиты успешно действовали Пареха и Сухи, причём для чеха эта игра стала лучшей в сезоне. Уверенно сыграл на позиции опорного полузащитника. Ну а самым заметным в матче стал Эменике, сделавший свой первый в «Спартаке» хет-трик. Уже на 69-й секунде встречи Эменике ударом с близкого расстояния завершил голевую комбинацию начатую Ари и Макгиди. Вскоре Эммануэль, получив пас от Ари, переиграл португальца Да Кошту и мощным ударом удвоил счёт. А в начале второго тайма Эменике, получив мяч от Кариоки, сильно пробил из-за пределов штрафной, доведя счёт до разгромного. Нигериец мог забить и больше. В первом тайме один его удар пришёлся в ногу защитника, а ещё один раз он головой отправил мяч чуть мимо ворот. Во втором тайме, сразу после перерыва, Эменике вышел один на один с Гилерме, но тот спас свои ворота от гола, а на 72-й минуте нигериец бил в ближний угол, но безуспешно. Кстати, после матча Эммануэлю был вручён приз от компании KIA как лучшему футболисту «Спартака» в сентябре по итогам голосования на клубном сайте. В перерыве игры состоялось чествование Егора Титова, шестикратного чемпиона России, двукратного обладателя Кубка России, лучшего футболиста страны 1998 и 2000 годов. Член совета директоров ФК «Спартак-Москва» Д. К. Челоянц вручил Титову перстень как легенде российского «Спартака». | |           |                                                            |                                                          |

| 5 ноября 2011 30-й тур | «Динамо» (Москва)                     | 1:1 (1:0) | «Спартак» (Москва)                                                                     | Химки                                                        |
| 18:30 | Кураньи 39′ · Ломич 36' · Кураньи 41' |           | Макгиди 57′ · Кариока 32' (неспорт. повед.) · (срыв атаки) · Макгиди 38' (грубая игра) | Стадион: Арена Химки Зрителей: 18636 Судья: Алексей Николаев |
| «Динамо» (Москва): Шунин, Уилкшир, Епуряну, Фернандес, Ломич, Самедов, Юсупов 80' (Сапета 80'), Мисимович, Семшов, Кокорин, Кураньи. Остались в запасе: Фролов, Шитов, Нехайчик, Рыков, Смолов, Ильин · «Спартак» (Москва): Дикань, Паршивлюк 44' (К. Комбаров 44'), Пареха, Сухи, Макеев, Ари 68' (Шешуков 68'), Кариока, Д. Комбаров, Макгиди, Дзюба 83' (Брызгалов 83'), Эменике. Остались в запасе: Заболотный, Кудряшов, Валикаев, Козлов Игра выдалась жёсткой и напряжённой. Всего судья зафиксировал 35 фолов, в том числе 23 у игроков «Спартака». А вот карточек было показано не очень много, пять. В том числе две Кариоке, который в итоге был вынужден покинуть поле досрочно, оставив красно-белых доигрывать матч в меньшинстве. Самый грубый фол матча на счету динамовца Кевина Кураньи, который в конце первого тайма травмировал капитана спартаковцев Сергея Паршивлюка. Немецкий футболист в борьбе за мяч попал сопернику ногой по голове, нанеся рану длиной восемь сантиметров. Кроме того, у игрока оказались повреждены ухо и нижняя челюсть. Первый тайм прошёл в позиционной борьбе, футболисты обеих команд набаловали зрителей голевыми моментами. Красно-белые могли открыть счёт на 15-й минуте, когда Дзюба длинным пасом вывел Макгиди один на один с Шуниным. Ирландец сходу пробил в дальний от вратаря угол, но динамовский голкипер кончиками пальцев отправил мяч в штангу, после чего тот отлетел в поле. Эменике, опередив остальных футболистов, дважды пытался добить мяч в ворота, но в первый раз попал в защитника бело-голубых, а второй удар отбил Шунин. На 39-й минуте Макгиди совершил подкат, за который ему была показана жёлтая карточка, кроме того судья назначил штрафной, который реализовал Кураньи. В начале второго тайма инициативу в свои руки прочно взяли красно-белые. Ари и Макгиди поменялись флангами и не зря. На 57-й минуте Ари и К. Комбаров организовали атаку, которую завершил Макгиди, ударом из-за штрафной с семнадцати метров отправивший мяч в угол. На 64-й минуте за срыв атаки вторую жёлтую карточку получил Кариока, после чего красно-белые остались в меньшинстве. Впрочем и вдесятером спартаковцы бились до конца, а вратарь «Спартака» Дикань дважды на последних минутах матча спасал. «Отличись» во время матча и болельщики, опробовавшие новую технологию борьбы с игроками чужой команды. По ходу игры оставшиеся неизвестными лица с трибун пытались ослепить лазерами вратарей Диканя и Шунина. |                                       |           |                                                                                        |                                                              |

#### Турнирная таблица
| М  | Клуб                      | И  | В  | Н  | П  | МЗ | МП | РМ  | О  |
| -- | ------------------------- | -- | -- | -- | -- | -- | -- | --- | -- |
| 1  | Зенит (Санкт-Петербург)   | 30 | 17 | 10 | 3  | 59 | 25 | +34 | 61 |
| 2  | ЦСКА (Москва)             | 30 | 16 | 11 | 3  | 58 | 29 | +29 | 59 |
| 3  | Динамо (Москва)           | 30 | 16 | 7  | 7  | 51 | 31 | +20 | 55 |
| 4  | Спартак (Москва)          | 30 | 15 | 8  | 7  | 48 | 33 | +15 | 53 |
| 5  | Локомотив (Москва)        | 30 | 15 | 8  | 7  | 49 | 30 | +19 | 53 |
| 6  | Кубань (Краснодар)        | 30 | 14 | 7  | 9  | 38 | 27 | +11 | 49 |
| 7  | Рубин (Казань)            | 30 | 13 | 10 | 7  | 40 | 27 | +13 | 49 |
| 8  | Анжи (Махачкала)          | 30 | 13 | 9  | 8  | 38 | 32 | +6  | 48 |
| 9  | Краснодар (Краснодар)     | 30 | 10 | 8  | 12 | 38 | 43 | -5  | 38 |
| 10 | Ростов (Ростов-на-Дону)   | 30 | 8  | 8  | 14 | 31 | 45 | -14 | 32 |
| 11 | Терек (Грозный)           | 30 | 8  | 7  | 15 | 29 | 45 | -16 | 31 |
| 12 | Волга (Нижний Новгород)   | 30 | 8  | 4  | 18 | 24 | 40 | -16 | 28 |
| 13 | Амкар (Пермь)             | 30 | 6  | 9  | 15 | 20 | 39 | -19 | 27 |
| 14 | Крылья Советов (Самара)   | 30 | 6  | 9  | 15 | 21 | 43 | -22 | 27 |
| 15 | Спартак-Нальчик (Нальчик) | 30 | 5  | 9  | 16 | 23 | 40 | -17 | 24 |
| 16 | Томь (Томск)              | 30 | 4  | 8  | 18 | 19 | 58 | -39 | 20 |

- Результаты выступлений команды Спартак Москва в домашних и гостевых матчах:

| Итого | Итого | Итого | Итого | Итого | Итого | Итого | Итого | Дома | Дома | Дома | Дома | Дома | Дома | На выезде | На выезде | На выезде | На выезде | На выезде | На выезде |
| И     | О     | В     | Н     | П     | МЗ    | МП    | РМ    | В    | Н    | П    | МЗ   | МП   | РМ   | В         | Н         | П         | МЗ        | МП        | РМ        |
| ----- | ----- | ----- | ----- | ----- | ----- | ----- | ----- | ---- | ---- | ---- | ---- | ---- | ---- | --------- | --------- | --------- | --------- | --------- | --------- |
| 30    | 53    | 15    | 8     | 7     | 48    | 33    | +15   | 8    | 5    | 2    | 28   | 11   | +17  | 7         | 3         | 5         | 20        | 22        | −2        |

- Результаты выступлений команды Спартак Москва по турам:

| Тур   | 01 | 02 | 03 | 04 | 05 | 06 | 07 | 08 | 09 | 10 | 11 | 12 | 13 | 14 | 15 | 16 | 17 | 18 | 19 | 20 | 21 | 22 | 23 | 24 | 25 | 26 | 27 | 28 | 29 | 30 |
| ----- | -- | -- | -- | -- | -- | -- | -- | -- | -- | -- | -- | -- | -- | -- | -- | -- | -- | -- | -- | -- | -- | -- | -- | -- | -- | -- | -- | -- | -- | -- |
| Поле  | Г  | Д  | Г  | Д  | Г  | Д  | Г  | Д  | Г  | Д  | Г  | Д  | Г  | Г  | Д  | Д  | Г  | Д  | Г  | Д  | Г  | Д  | Г  | Д  | Г  | Д  | Г  | Д  | Д  | Г  |
| Итог  | П  | В  | П  | Н  | П  | В  | В  | П  | В  | В  | П  | Н  | Н  | В  | П  | В  | В  | Н  | В  | В  | Н  | Н  | В  | В  | В  | Н  | П  | В  | В  | Н  |
| Место | 16 | 12 | 14 | 15 | 16 | 11 | 7  | 8  | 6  | 4  | 8  | 8  | 8  | 8  | 8  | 7  | 5  | 6  | 6  | 4  | 5  | 6  | 5  | 4  | 4  | 4  | 5  | 5  | 4  | 4  |

Последнее обновление: 30 ноября 2011.
Источник: Российская Футбольная Премьер-Лига

Поле: Д = дома; В = на выезде. Итог: Н = ничья; П = команда проиграла; В = команда выиграла; О = матч отложен.

### Второй этап

#### Результаты матчей
Команды были разбиты на 2 группы. В группу А попали команды, занявшие по итогам первого этапа места с 1-го по 8-е. Соответственно, они разыграли между собой чемпионский титул, серебряные и бронзовые медали, а также места в еврокубках. В группе Б играли команды, занявшие на первом этапе места с 9-го по 16-е. В играх между собой они определили команды, выбывающие в Первый дивизион, а также участников стыковых матчей за право остаться в Премьер-лиге.
В рамках каждой из групп были проведены двухкруговые турниры, причём очки, набранные на первом этапе, за командами сохранились. Матчи второго этапа прошли с 18 ноября 2011 по 13 мая 2012. В последнем, 44-м туре в каждой группе матчи начинались одновременно.
| 20 ноября 2012 31 тур | Спартак (Москва) | 2:0 (2:0) | Локомотив (Москва) | Москва                                                 |
| 16:15 | Эменике 26′ 44′ · Макгиди 32' (недисц. повед.) · Сухи 54' (грубая игра) · К. Комбаров 65' (недисц. повед.) · Д. Комбаров 82' (грубая игра) |           | · Глушаков 34'     | Стадион: Лужники Зрителей: 24244 Судья: Максим Лаюшкин |
| Спартак (Москва): Дикань, Паршивлюк , Пареха, Сухи, Макеев, Макгиди 54' (К. Комбаров 54'), Зотов, Д. Комбаров 87' (Шешуков 87'), Дзюба 79' (Каюмов 79'), Ари, Эменике · Остались в запасе: Заболотный, Брызгалов, Родригес, Де Зеув · Локомотив (Москва): Гильерме, Янбаев, Дюрица, Да Кошта, Ан. Иванов 70' (Сычёв 70'), Сапатер, Глушаков, Игнатьев 70' (Торбинский 70'), Оздоев, Майкон, Обинна · Остались в запасе: Амельченко, Илич, Ибричич, С. Иванов, Минченков | |           |                    |                                                        |

| 26 ноября 2012 32 тур | Кубань (Краснодар)                                  | 1:1 (1:0) | Спартак (Москва) | Краснодар                                                 |
| 17:00 | Траоре 37′ · Траоре 22' · Григалава 26' · Зелао 89' |           | Макеев 86′ · Пареха 22' (недисц. повед.) · Родригес 33' (срыв атаки) · Брызгалов 78' (срыв атаки) · Веллитон 85' (недисц. повед.) · Кариока 89' (недисц. повед.) | Стадион: «Кубань» Зрителей: 16327 Судья: Александр Егоров |
| Кубань (Краснодар): Беленов, Лоло, Зелао, Армаш, Козлов, Бугаев, Тлисов, Кулик, Не 80' (Комков 80'), Букур 90+1' (Уренья 90+1'), Траоре 77' (Давыдов 77') · Остались в запасе: Карюкин, Рогочий, Князев, Фидлер · Спартак (Москва): Дикань, Паршивлюк , Пареха 65' (Брызгалов 65'), Родригес, Макеев, К. Комбаров 46' (Ананидзе 46'), Кариока, Д. Комбаров, Ари, Дзюба 70' (Веллитон 70'), Эменике · Остались в запасе: Ребров, Зотов, Махмудов, де Зеув |                                                     |           | |                                                           |

| 5 марта 2012 33 тур | Рубин (Казань) | 1:1 (0:0) | Спартак (Москва) | Казань                                                                      |
| 19:45 MSK | Шаронов 58′    | Протокол  | Эменике 80′      | Стадион: Центральный Зрителей: 16150 Судья: Михаил Вилков (Нижний Новгород) |
| Рубин (Казань): Рыжиков, Калешин, Шаронов, Навас, Кузьмин, Ерёменко, Натхо, Рязанцев (Немов, 82'), Карадениз, Давыдов (Мартинс, 61'), Вальдес (Дядюн, 73'). · Спартак (Москва): Дикань, Макеев, Родригес, Сухи, К. Комбаров, Д. Комбаров (Ари, 85'), Паршивлюк, Билялетдинов, Эменике, Веллитон, Дзюба (Макгиди, 65'). · Шаронов (58'), Навас (84'), Кузьмин (90'), Карадениз (90') — Родригес (60') |                |           |                  |                                                                             |

| 12 марта 2012 34 тур | Анжи (Махачкала) | 0:0 (0:0) | Спартак (Москва) | Махачкала                                                                |
| 19:00 MSK |                  | Протокол  |                  | Стадион: Динамо Зрителей: 15200 Судья: Сергей Лапочкин (Санкт-Петербург) |
| Анжи: Габулов, Логашов, Самба, Жоао Карлос, Тагирбеков, Ахмедов, Жусилей, А. Иванов (Гаджиев, 71'), Буссуфа (Голенда, 70'), Жирков, Это’о. · Спартак (Москва): Дикань, Макеев, Родригес, Сухи, Паршивлюк, Билялетдинов, Д. Комбаров, Кариока, Макгиди (Ари, 46'), Эменике, Веллитон. · Самба (33'), Жусилей (54'), Голенда (90') — Сухи (33'), Родригес (86') |                  |           |                  |                                                                          |

| 19 марта 2012 35 тур | Спартак (Москва) | 1:2 (0:1) | ЦСКА (Москва)          | Москва                                                                         |
| 19:30 MSK | Дзюба 51′        | Протокол  | Тошич 37′ · Думбья 62′ | Стадион: Лужники Зрителей: 51255 Судья: Владислав Безбородов (Санкт-Петербург) |
| Спартак (Москва): Дикань, Паршивлюк, Пареха, Сухи, Макеев, Де Зеув (Веллитон, 73'), Кариока, Ари (Макгиди, 55'), Дзюба, Билялетдинов (Д. Комбаров, 63'), Эменике. · ЦСКА (Москва): Чепчугов, Щенников, В. Березуцкий, Игнашевич, А. Березуцкий, Тошич, Вернблум, Дзагоев, Муса (Секу, 63'), Нецид (Алдонин, 66'), Думбья (Цауня, 90'). · Пареха (61'), Кариока (89'), Дзюба (90') — Вернблум (55') |                  |           |                        |                                                                                |

| 25 марта 2012 36 тур | Динамо (Москва) | 1:3 (1:1) | Спартак (Москва)                           | Химки                                               |
| 15:00 MSK | Самедов 45′     | Протокол  | Эменике 30′ · Нобоа 70′ (авт.) · Ари 90+5′ | Стадион: Арена Химки Судья: Сергей Карасёв (Москва) |
| Динамо (Москва): Шунин, Уилкшир, Рыков, Гранат, Ломич (Воронин, 76'), Юсупов, Мисимович, Самедов, Нобоа, Джуджак (Семшов, 74'), Кокорин (Сапета, 83'). · Спартак (Москва): Дикань, К. Комбаров, Рохо, Пареха (Сухи, 62'), Паршивлюк, Де Зеув (Брызгалов, 77'), Кариока, Д. Комбаров, Дзюба (Билялетдинов, 86'), Ари, Эменике. · К. Комбаров (13'), Ари (44'), Дзюба (85'), Сухи (88') |                 |           |                                            |                                                     |

| 31 марта 2012 37 тур | Спартак (Москва) | 1:2 (0:1) | Зенит (Санкт-Петербург)         | Москва                                                          |
| 18:00 MSK | Дзюба 85′        | Протокол  | Семак 10′ · Кержаков 63′ (пен.) | Стадион: Лужники Зрителей: 33494 Судья: Максим Лаюшкин (Москва) |
| Спартак (Москва): Дикань (Ребров, 66'), Брызгалов, Пареха, Сухи, Макеев, Де Зеув (Ананидзе, 84'), Кариока, Ари (Макгиди, 46'), Дзюба, Д. Комбаров, Эменике. · Зенит (Санкт-Петербург): Малафеев, Кришито, Ломбертс, Губочан, Анюков, Семак, Денисов, Зырянов (Алвеш, 79'), Широков, Быстров (Хусти, 89'), Кержаков (Канунников, 90'). · Дзюба (39'), Де Зеув (42'), Пареха (62'), Брызгалов (69') |                  |           |                                 |                                                                 |

| 8 апреля 2012 38 тур | Спартак (Москва)     | 2:0 (1:0) | Кубань (Краснодар) | Москва                                          |
| 18:45 MSK | Эменике 6′ · Ари 61′ | Протокол  |                    | Стадион: Лужники Судья: Алексей Еськов (Москва) |
| Спартак (Москва): Ребров, К. Комбаров (Козлов, 21')(Гатагов, 72'), Сухи, Пареха, Макеев, Брызгалов, Кариока, Макгиди (Ананидзе, 85'), Д. Комбаров, Ари, Эменике. · Кубань (Краснодар): Беленов, Жавнерчик (Бугаев, 16'), Армаш, Рогочий, Козлов, Цораев (Букур, 75'), Тлисов, Соснин (Пиццелли, 55'), Ионов, Маркос, Траоре. · Макеев (82') — Тлисов (65') |                      |           |                    |                                                 |

| 15 апреля 2012 39 тур | Спартак (Москва)       | 2:0 (0:0) | Рубин (Казань) | Москва                                                                      |
| 16:15 MSK | Сухи 74′ · Эменике 82′ | Протокол  |                | Стадион: Лужники Зрителей: 16055 Судья: Владимир Казьменко (Ростов-на-Дону) |
| Спартак (Москва): Ребров, Брызгалов, Сухи, Пареха, Макеев, Ари (Гатагов, 88'), Д. Комбаров, Кариока (Ананидзе, 72'), Макгиди, Эменике, Дзюба (Обухов, 85'). · Рубин (Казань): Рыжиков, Ансальди, Боккетти, Навас, Кузьмин, Карадениз, Р. Ерёменко, Натхо, Рязанцев, Вальдес (Мартинс, 59'), Давыдов (Немов, 74'). · Сухи (9'), Брызгалов (50') — Вальдес (27'), Навас (52'), Боккетти (53'), Карадениз (87') |                        |           |                |                                                                             |

| 22 апреля 2012 40 тур | Спартак (Москва) | 0:3 (0:1) | Анжи (Махачкала)                             | Москва                                                                         |
| 16:30 MSK |                  | Протокол  | Это’о 39′ · Лахиялов 59′ · Пареха 69′ (авт.) | Стадион: Лужники Зрителей: 22212 Судья: Владислав Безбородов (Санкт-Петербург) |
| Спартак (Москва): Ребров, Макеев, Сухи, Пареха, Д. Комбаров, Кариока (Ананидзе, 62'), Брызгалов, Ари, Дзюба (Обухов, 87'), Макгиди, Эменике. · Анжи: Габулов, Агаларов, Жоао Карлос, Тагирбеков, Ангбва, Шатов, Мухаммад (Лахиялов, 40'), Карсела-Гонсалес (Иванов, 60'), Ахмедов, Буссуфа, Это’о. · Кариока (45'), Д. Комбаров (54') — Мухаммад (35'), Агаларов (61') |                  |           |                                              |                                                                                |

| 28 апреля 2012 41 тур | ЦСКА (Москва)  | 2:1 (1:1) | Спартак (Москва) | Москва                                                            |
| 19:00 MSK | Тошич 23′, 57′ | Протокол  | Дзюба 44′        | Стадион: Лужники Зрителей: 50000 Судья: Алексей Николаев (Москва) |
| ЦСКА (Москва): Акинфеев, Набабкин, В. Березуцкий (Васин, 46'), А. Березуцкий, Щенников, Муса (Секу, 62'), Вернблум, Хонда, Тошич, Думбья (Алдонин, 66'), Нецид. · Спартак (Москва): Ребров, Д. Комбаров, Сухи, Пареха (Родригес, 46'), Макеев, Кариока (Билялетдинов, 61'), Брызгалов, Макгиди, Дзюба, Ари (Гатагов, 85'), Эменике. · Хонда (22'), Нецид (90') — Д. Комбаров (13'), Брызгалов (66'), Макгиди (72'), Сухи (86'), Эменике (88') · Д. Комбаров (81') |                |           |                  |                                                                   |

| 2 мая 2012 42 тур | Спартак (Москва) | 1:1 (0:1) | Динамо (Москва) | Москва                                                          |
| 18:30 MSK | Ари 47′          | Протокол  | Кураньи 3′      | Стадион: Лужники Зрителей: 14640 Судья: Алексей Еськов (Москва) |
| Спартак (Москва): Ребров, Макеев, Родригес, Пареха, К. Комбаров, Кариока, Зотов, Макгиди, Дзюба (Билялтдинов, 75'), Ари, Эменике · Динамо (Москва): Шунин, Гранат, Рыков, Фернандес, Уилкшир, Нобоа, Семшов (Юсупов, 59'), Джуджак (Кокорин, 59'), Мисимович, Самедов, Кураньи. · Зотов (41'), Родригес (82') - Гранат (80') |                  |           |                 |                                                                 |

| 6 мая 2012 43 тур | Зенит (Санкт-Петербург)         | 2:3 (1:0) | Спартак (Москва)                             | Санкт-Петербург                                                                |
| 16:00 MSK | Кержаков 24′ · Семак 82′ (пен.) | Протокол  | Билялетдинов 70′ · Эменике 84′ · Кариока 89′ | Стадион: Петровский Зрителей: 21150 Судья: Владимир Казьменко (Ростов-на-Дону) |
| Зенит (Санкт-Петербург): Малафеев, Анюков, Губочан, Ломбертс, Кришито, Денисов, Зырянов (Канунников, 87'), Быстров (Семак, 31'), Широков, Аршавин (Файзулин, 62'), Кержаков. · Спартак (Москва): Ребров, Д. Комбаров, Сухи, Родригес, К. Комбаров, Билялетдинов, Брызгалов, Макгиди (Зотов, 90'), Дзюба, Ари (Кариока, 44'), Эменике. · Кришито (28'), Зырянов (45'), Аршавин (48'), Кержаков (83'), Широков (90') — К. Комбаров (21'), Эменике, (37'), Макгиди (37'), Д. Комбаров (81'), Ребров (83'), Кариока (89') · Эменике (85') |                                 |           |                                              |                                                                                |

| 13 мая 2012 44 тур | Локомотив (Москва) | 0:2 (0:2) | Спартак (Москва)     | Москва                                                            |
| 18:30 MSK |                    | Протокол  | Сухи 23′ · Дзюба 41′ | Стадион: Локомотив Зрителей: 26244 Судья: Сергей Карасёв (Москва) |
| Локомотив (Москва): Фильцов, Ещенко (Лоськов, 80'), Бурлак, Беляев, Шишкин, Торбинский, Сапатер, Глушаков, Игнатьев (Ибричич, 61'), Сычёв (Григорьев, 80'), Обинна. · Спартак (Москва): Ребров, Сухи, Рохо, Брызгалов, Пареха, Кариока (Зотов, 87'), Макгиди (Гатагов, 90'), Комбаров, Билялетдинов, Ари (Обухов, 80'), Дзюба. · Игнатьев (58'), Торбинский (66') — Кариока (51'), Макгиди (78'), Рохо (82'), К. Комбаров (85') |                    |           |                      |                                                                   |

#### Итоговая таблица
| М | Клуб                    | И  | В  | Н  | П  | МЗ | МП | РМ  | О  |
| - | ----------------------- | -- | -- | -- | -- | -- | -- | --- | -- |
| 1 | Зенит (Санкт-Петербург) | 44 | 24 | 16 | 4  | 85 | 40 | +45 | 88 |
| 2 | Спартак (Москва)        | 44 | 21 | 12 | 11 | 68 | 48 | +20 | 75 |
| 3 | ЦСКА (Москва)           | 44 | 19 | 16 | 9  | 72 | 47 | +25 | 73 |
| 4 | Динамо (Москва)         | 44 | 20 | 12 | 12 | 66 | 50 | +16 | 72 |
| 5 | Анжи (Махачкала)        | 44 | 19 | 13 | 12 | 54 | 42 | +12 | 70 |
| 6 | Рубин (Казань)          | 44 | 17 | 17 | 10 | 55 | 41 | +14 | 68 |
| 7 | Локомотив (Москва)      | 44 | 18 | 12 | 14 | 59 | 48 | +11 | 66 |
| 8 | Кубань (Краснодар)      | 44 | 15 | 16 | 13 | 50 | 45 | +5  | 61 |

- Результаты выступлений молодёжной команды Спартак Москва в домашних и гостевых матчах:

| Итого | Итого | Итого | Итого | Итого | Итого | Итого | Итого | Дома | Дома | Дома | Дома | Дома | Дома | На выезде | На выезде | На выезде | На выезде | На выезде | На выезде |
| И     | О     | В     | Н     | П     | МЗ    | МП    | РМ    | В    | Н    | П    | МЗ   | МП   | РМ   | В         | Н         | П         | МЗ        | МП        | РМ        |
| ----- | ----- | ----- | ----- | ----- | ----- | ----- | ----- | ---- | ---- | ---- | ---- | ---- | ---- | --------- | --------- | --------- | --------- | --------- | --------- |
| 44    | 75    | 21    | 12    | 11    | 68    | 48    | +20   | 11   | 6    | 5    | 37   | 19   | +18  | 10        | 6         | 6         | 31        | 29        | +2        |

- Результаты выступлений молодёжной команды Спартак Москва по турам:

| Тур   | 01 | 02 | 03 | 04 | 05 | 06 | 07 | 08 | 09 | 10 | 11 | 12 | 13 | 14 | 15 | 16 | 17 | 18 | 19 | 20 | 21 | 22 | 23 | 24 | 25 | 26 | 27 | 28 | 29 | 30 | 31 | 32 | 33 | 34 | 35 | 36 | 37 | 38 | 39 | 40 | 41 | 42 | 43 | 44 |
| ----- | -- | -- | -- | -- | -- | -- | -- | -- | -- | -- | -- | -- | -- | -- | -- | -- | -- | -- | -- | -- | -- | -- | -- | -- | -- | -- | -- | -- | -- | -- | -- | -- | -- | -- | -- | -- | -- | -- | -- | -- | -- | -- | -- | -- |
| Поле  | Г  | Д  | Г  | Д  | Г  | Д  | Г  | Д  | Г  | Д  | Г  | Д  | Г  | Г  | Д  | Д  | Г  | Д  | Г  | Д  | Г  | Д  | Г  | Д  | Г  | Д  | Г  | Д  | Д  | Г  | Д  | Г  | Г  | Г  | Д  | Г  | Д  | Д  | Д  | Д  | Г  | Д  | Г  | Г  |
| Итог  | П  | В  | П  | Н  | П  | В  | В  | П  | В  | В  | П  | Н  | Н  | В  | П  | В  | В  | Н  | В  | В  | Н  | Н  | В  | В  | В  | Н  | П  | В  | В  | Н  | В  | Н  | Н  | Н  | П  | В  | П  | В  | В  | П  | П  | Н  | В  | В  |
| Место | 16 | 12 | 14 | 15 | 16 | 11 | 7  | 8  | 6  | 4  | 8  | 8  | 8  | 8  | 8  | 7  | 5  | 6  | 6  | 4  | 5  | 6  | 5  | 4  | 4  | 4  | 5  | 5  | 4  | 4  | 4  | 4  | 4  | 4  | 5  | 4  | 5  | 3  | 2  | 3  | 4  | 4  | 3  | 2  |

Последнее обновление: 31 мая 2012.
Источник: Российская Футбольная Премьер-Лига

Поле: Д = дома; В = на выезде. Итог: Н = ничья; П = команда проиграла; В = команда выиграла; О = матч отложен.

### Статистика
| N  | Страна | Игрок               | Игры | Мин  | Ст | БЗ | ВЗ | Зап | Г (П) | ПМ | П  | Г+П | ЖК | 2ЖК | КК |
| -- | ------ | ------------------- | ---- | ---- | -- | -- | -- | --- | ----- | -- | -- | --- | -- | --- | -- |
| 23 | RUS    | Дмитрий Комбаров    | 40   | 3419 | 38 | 5  | 2  | 0   | 6     | 0  | 5  | 11  | 9  | 1   | 0  |
| 22 | RUS    | Артём Дзюба         | 41   | 3118 | 37 | 18 | 4  | 1   | 11    | 0  | 8  | 19  | 4  | 0   | 0  |
| 31 | UKR    | Андрей Дикань       | 32   | 2812 | 32 | 2  | 0  | 3   | 0     | 33 | 0  | 0   | 1  | 0   | 0  |
| 6  | BRA    | Рафаэл Кариока      | 35   | 2739 | 30 | 7  | 5  | 3   | 1     | 0  | 1  | 2   | 13 | 1   | 0  |
| 34 | RUS    | Евгений Макеев      | 35   | 2732 | 32 | 8  | 3  | 3   | 1     | 0  | 3  | 4   | 2  | 0   | 0  |
| 24 | RUS    | Кирилл Комбаров     | 37   | 2730 | 31 | 5  | 6  | 3   | 0     | 0  | 4  | 4   | 6  | 0   | 0  |
| 17 | CZE    | Марек Сухи          | 32   | 2728 | 30 | 0  | 2  | 4   | 3     | 0  | 0  | 3   | 12 | 0   | 0  |
| 9  | BRA    | Ари                 | 38   | 2401 | 27 | 12 | 11 | 3   | 10    | 0  | 3  | 13  | 1  | 0   | 0  |
| 8  | IRL    | Эйден Макгиди       | 31   | 2204 | 25 | 11 | 6  | 1   | 3     | 0  | 10 | 13  | 7  | 0   | 0  |
| 21 | ARG    | Николас Пареха      | 24   | 1888 | 23 | 5  | 1  | 2   | 1     | 0  | 1  | 2   | 6  | 0   | 1  |
| 3  | ESP    | Серхио Родригес     | 23   | 1883 | 20 | 0  | 3  | 12  | 1     | 0  | 1  | 2   | 9  | 0   | 0  |
| 29 | NGR    | Эммануэль Эменике   | 22   | 1795 | 20 | 1  | 2  | 0   | 13    | 0  | 4  | 17  | 4  | 1   | 1  |
| 11 | BRA    | Веллитон            | 21   | 1572 | 17 | 4  | 4  | 0   | 7     | 0  | 2  | 9   | 7  | 0   | 0  |
| 15 | RUS    | Сергей Паршивлюк    | 19   | 1386 | 15 | 1  | 4  | 2   | 0     | 0  | 2  | 2   | 5  | 0   | 0  |
| 5  | RUS    | Александр Шешуков   | 20   | 1345 | 14 | 2  | 6  | 2   | 0     | 0  | 0  | 0   | 4  | 0   | 0  |
| 37 | RUS    | Сергей Брызгалов    | 18   | 1056 | 10 | 2  | 8  | 3   | 0     | 0  | 0  | 0   | 4  | 0   | 0  |
| 16 | NED    | Деми де Зеув        | 13   | 896  | 13 | 12 | 0  | 8   | 2     | 0  | 1  | 3   | 3  | 0   | 0  |
| 4  | RUS    | Эмин Махмудов       | 12   | 849  | 9  | 4  | 3  | 9   | 0     | 0  | 1  | 1   | 3  | 0   | 0  |
| 12 | GEO    | Джано Ананидзе      | 15   | 727  | 7  | 5  | 8  | 10  | 1     | 0  | 0  | 1   | 1  | 0   | 0  |
| 19 | ARG    | Маркос Рохо         | 8    | 720  | 8  | 0  | 0  | 18  | 0     | 0  | 0  | 0   | 5  | 0   | 0  |
| 32 | RUS    | Артём Ребров        | 8    | 654  | 7  | 0  | 1  | 6   | 0     | 8  | 0  | 0   | 1  | 0   | 0  |
| 13 | RUS    | Фёдор Кудряшов      | 11   | 638  | 7  | 1  | 4  | 8   | 0     | 0  | 0  | 0   | 2  | 0   | 0  |
| 7  | BRA    | Ибсон               | 10   | 617  | 7  | 2  | 3  | 0   | 1     | 0  | 0  | 1   | 1  | 0   | 0  |
| 1  | RUS    | Николай Заболотный  | 6    | 494  | 5  | 0  | 1  | 30  | 0     | 7  | 0  | 0   | 0  | 0   | 0  |
| 14 | RUS    | Павел Яковлев       | 10   | 478  | 5  | 4  | 5  | 4   | 1     | 0  | 0  | 1   | 2  | 0   | 0  |
| 25 | RUS    | Динияр Билялетдинов | 8    | 471  | 5  | 1  | 3  | 0   | 1     | 0  | 0  | 1   | 0  | 0   | 0  |
| 27 | RUS    | Александр Зотов     | 7    | 282  | 3  | 0  | 4  | 9   | 0     | 0  | 0  | 0   | 1  | 0   | 0  |
| 10 | BRA    | Алекс               | 3    | 255  | 3  | 1  | 0  | 0   | 0     | 0  | 0  | 0   | 1  | 0   | 0  |
| 49 | RUS    | Александр Козлов    | 8    | 224  | 0  | 1  | 8  | 12  | 1     | 0  | 0  | 1   | 0  | 0   | 0  |
| 20 | RUS    | Артур Валикаев      | 3    | 111  | 2  | 2  | 1  | 5   | 0     | 0  | 0  | 0   | 0  | 0   | 0  |
| 18 | CRO    | Филип Озобич        | 1    | 76   | 1  | 1  | 0  | 3   | 0     | 0  | 0  | 0   | 0  | 0   | 0  |
| 51 | RUS    | Дмитрий Каюмов      | 3    | 53   | 0  | 0  | 3  | 2   | 1     | 0  | 0  | 1   | 0  | 0   | 0  |
| 90 | RUS    | Андрей Тихонов      | 1    | 45   | 1  | 1  | 0  | 2   | 0     | 0  | 1  | 1   | 0  | 0   | 0  |
| 77 | RUS    | Сослан Гатагов      | 4    | 25   | 0  | 0  | 4  | 4   | 0     | 0  | 0  | 0   | 0  | 0   | 0  |
| 41 | RUS    | Владимир Обухов     | 3    | 18   | 0  | 0  | 3  | 3   | 0     | 0  | 0  | 0   | 0  | 0   | 0  |
| 50 | RUS    | Ираклий Чежия       | 0    | 0    | 0  | 0  | 0  | 5   | 0     | 0  | 0  | 0   | 0  | 0   | 0  |
| 33 | RUS    | Александр Беленов   | 0    | 0    | 0  | 0  | 0  | 3   | 0     | 0  | 0  | 0   | 0  | 0   | 0  |
| 39 | RUS    | Игорь Киреев        | 0    | 0    | 0  | 0  | 0  | 3   | 0     | 0  | 0  | 0   | 0  | 0   | 0  |
| 44 | RUS    | Антон Ходырев       | 0    | 0    | 0  | 0  | 0  | 2   | 0     | 0  | 0  | 0   | 0  | 0   | 0  |

## Кубок России 2010/2011
Основная статья: Кубок России по футболу 2010/2011

### Результаты матчей
| 3 марта 2011 1/8 финала | «Сибирь» (Новосибирск)                                        | 0:2 (0:1) | «Спартак» (Москва) | Новосибирск                                           |
| 16:00 | Шумуликоски 72' (недисц. повед.) · Валентич 81' (грубая игра) |           | Дзюба 11′ · Яковлев 49′ · Д. Комбаров 38' (срыв атаки) (недисц. повед.) · Рохо 47' (грубая игра) · Яковлев 55' (грубая игра) · Дзюба 72' (недисц. повед.) | Стадион: «Спартак» Зрителей: 7500 Судья: В. Казьменко |
| «Сибирь» (Новосибирск): Вашек, Валентич (Каньяс, 88), Горин, Бухряков, Выходил, Шумуликоски, Зуев (Беляев, 64), Астафьев, Скороходов, Акимов, Кармазиненко (Васильев, 74). Остались в запасе: Чилюшкин, Игнатьев, Халиуллин «Спартак» (Москва): Дикань (к), К. Комбаров, Сухи, Рохо, Кудряшов, Яковлев (Озобич, 52), Шешуков, Махмудов (Ибсон, 46), Д. Комбаров, Дзюба, Ари (Ананидзе, 67). Остались в запасе: Заболотный, Ходырев, Макеев, Валикаев Погода в Новосибирске в день игры была холодной и ветреной. В результате гостям пришлось надеть спортивное термобельё, вязаные шапочки и перчатки, а также применить защитные крема и согревающие мази. Уже начало игры показало, что обе команды не намерены играть от обороны. В атаках больше преуспел «Спартак». Д. Комбаров и Махмудов быстро разыграли угловой, затем подача в центр штрафной, где Дзюба, опередив соперников, отменно сыграл головой. Сибиряки пытались отыграться, но в первом тайме москвичи допустили лишь одну грубую ошибку, позволив на 41-й минуте Кармазиненко нанести удар головой, но безуспешно. Вскоре после перерыва спартаковцы удвоили счёт. Ари сделал передачу на Яковлева, Павел ушёл от опекавшего его Горина и пробил с острого угла мимо выбежавшего из ворот голкипера новосибирцев. За четверть часа до конца игры количество жёлтых карточек, заработанных в этом матче гостями, перешло в «качество». Д. Комбаров, «заслужив» второе предупреждение, был вынужден покинуть поле. Впрочем даже будучи в меньшинстве, красно-белые имели отличный шанс довести счёт до разгромного, но Ананидзе «простил» Вашека за ошибку допущенную тем. |                                                               |           | |                                                       |

| 20 апреля 2011 1/4 финала | «Спартак» (Москва) | 2:1 (0:0) | «Краснодар» (Краснодар)                             | Москва                                              |
| 19:30 | Рохо 69′ · Веллитон 72′ · Рафаэл Кариока 32' (грубая игра) · Макеев 45+1' (срыв атаки) · Ари 66' (грубая игра) · Шешуков 67' (грубая игра) (недисц. повед.) |           | Гогниев 84′ · Тубич 89' (пен., штанга) · Марков 82' | Стадион: «Лужники» Зрителей: 16000 Судья: И. Егоров |
| «Спартак» (Москва): Заболотный, Макеев, Шешуков, Рохо, Кудряшов, Макгиди, Рафаэл Кариока, Ибсон (Ари, 44), Алекс (Родригес, 78), Тихонов (к) (Яковлев, 53), Веллитон. Остались в запасе: Беленов, Сухи, К. Комбаров, Махмудов «Краснодар» (Краснодар): Городов, Марков, Амисулашвили (Тубич, 22), Мартынович, Анджелкович, Дринчич (Пазин, 73), Воробьёв (Ерохин, 44), Михеев, Комков, Шипицин, Гогниев. Остались в запасе: Усминский, Горбанец, Враньеш, Пикущак Матч стал последним в длинной карьере футболиста Андрея Тихонова. Но даже это обстоятельство не смогло собрать на трибунах большое количество болельщиков, недовольных последними поражениями своей команды. Соперник «Спартака», дебютант премьер-лиги «Краснодар», на момент встречи, был единственным клубом высшего дивизиона ни разу не терпевший поражений в этом сезоне. В первом тайме игра москвичей в нападении была не особо удачной. У красно-белых был всего один голевой момент. Алекс пяткой отдал мяч в штрафную, но Макеев не сумел точно пробить в дальний угол. Краснодарцы же не собирались сидеть у своих ворот и не раз тревожили Заболотного, заменившего травмированного Диканя. Особо отличился экс-спартаковец Дринчич, исполнившему несколько опасных штрафных. Второй тайм начался с очень опасного удара по воротам в упор одного из краснодарцев, но молодой голкипер «Спартака» отбил мяч. На 53-й минуте зрители стоя аплодисментами проводили заменённого Тихонова. 40-летний полузащитник в этот день установил новый рекорд клуба, став самым возрастным футболистом в его истории. Уход красно-белой легенды не смутил его одноклубников. Алекс навесил с углового, Шешуков выиграл верховую дуэль и скинул мяч под удар Рохо, который ногой открыл счёт в игре. Уже через три минуты Алекс сделал пас Веллитону, тот опередил Городова и, прокинув мяч мимо голкипера краснодарцев, забил его в пустые ворота. Впрочем два гола, забитых за три минуты, не обескуражили гостей. Гогниев прорвался к воротам Заболотного и пробил в упор, но не смог отличиться. Позже судья показал спартаковцу Шешукову вторую жёлтую карточку, вынудив игрока покинуть поле ещё до окончания матча. В самом конце игры краснодарцам представился отличный шанс сравнять счёт. Судья, посчитав, что Ари сыграл рукой, назначил пенальти в ворота «Спартака». Тубич пробил в левый от вратаря угол, но его удар отразила штанга. После этого уже у красно-белых была возможность забить, но Яковлев, получив пас от Веллитона, не сумел переиграть Городова. | |           |                                                     |                                                     |

| 11 мая 2011 1/2 финала | «Спартак» (Москва) | 3:3 (1:1, 2:2, 0:0, 0:0) по пенальти — 4:5 | ЦСКА (Москва) | Москва                                               |
| 19:30 | Д. Комбаров 45′ · Ари 61′ · Ибсон 76′ · Послематчевые пенальти: · Махмудов 1:0′ · Макгиди 2:1′ · Д. Комбаров 2:2' (вратарь) · Ари 3:3′ · Дзюба 4:4′ · Махмудов 36' (грубая игра) · Ибсон 45+1' (недисц. повед.) · Макгиди 60' (грубая игра) · Сухи 108' (грубая игра) |                                            | Нецид 42′ · Думбия 72′ · Вагнер Лав 82′ · Послематчевые пенальти: · Нецид 1:1′ · Вагнер Лав 2:2′ · Хонда 2:3′ · В. Березуцкий 3:4′ · Игнашевич 4:5′ · Думбия 9' · Хонда 70' · Игнашевич 89' | Стадион: «Лужники» Зрителей: 35 364 Судья: И. Егоров |
| «Спартак» (Москва): Дикань, Макеев (Кудряшов, 83), К. Комбаров, Сухи, Пареха, Рафаэл Кариока (Махмудов, 24), Ибсон, Д. Комбаров, Макгиди, Алекс (к) (Ари, 53), Дзюба. Остались в запасе: Заболотный, Валикаев, Яковлев, Козлов ЦСКА (Москва): Акинфеев, Набабкин, Игнашевич, В. Березуцкий, А. Березуцкий, Тошич (Олисе, 66), Мамаев (Хонда, 46), Алдонин, Дзагоев (Вагнер Лав, 64), Думбия, Нецид. Остались в запасе: Чепчугов, Шемберас, Рахимич Полуфинал Кубка России в «Лужниках» стал фактически финальным поединком турнира. Обе команды хоть и не показали высшего мастерства, но боролись от начала и до конца, выдав увлекательный матч, ставший одним из самых интересных в сезоне. Вначале обе команды ещё осторожничали, напомнив матч между собой в 7-м туре. Но позже футболисты стали играть раскрепощёно и эмоционально. Первыми в наступление пошли армейцы. Счёт в игре мог открыть Дзагоев, когда чуть не замкнул прострел у дальней штанги. Затем Думбия рукой, по гандбольному, отправил мяч в сетку спартаковских ворот, но арбитр чётко зафиксировал игру рукой. Уже в середине первого тайма «Спартак» из-за травмы потерял опорного полузащитника Рафаэла Кариоку, успешно сыгравшего в прошлом матче с ЦСКА, впрочем заменивший его 19-летний Махмудов сыграл на высоком уровне. В середине же первого тайма распечатать ворота Акинфеева могли братья Комбаровы. Кирилл с линии штрафной пробил рядом со штангой, а чуть позже уже из штрафной мог забить Дмитрий, но его удар отразил вратарь. В то время как спартаковцы предпочитали играть низом армейцы сделали ставку на навесы с флангов. И не прогадали: на 42-й минуте Тошич навесил мяч на Нецида и тот головой переправил его в ворота. Впрочем вскоре красно-белые сравняли счёт. Макгиди сделал передачу на Д. Комбарова. Удар у Дмитрия не вышел, но это оказалось к лучшему, мяч, сорвавшись с ноги спартаковца, ударился о газон и по замысловатой траектории, не оставив шансов Акинфееву, влетел в ворота красно-синих. На 8-й минуте Ари, автор победного гола в апрельском дерби, заменил Алекса. Замена оказалось удачной для красно-белых. Бразилец удачно вписался в игру «Спартака» и вновь отличился. Ари, получив пас от Д. Комбарова, убежал от красно-синих и пробил из-под Игнашевича в дальний угол. Более высокие армейцы по прежнему делали ставку на верховую борьбу и в конце концов добились успеха. Розыгрыш очередного углового завершился голом Думбия. Вскоре «Спартак» вновь вышел вперёд. Макгиди, успешно действовавший на фланге, сделал подряд два навеса. Первый попытался с лёта замкнуть Д. Комбаров, но попал в армейского защитника. Зато после второго навеса Дзюба головой отправил мяч Ибсону. Бразилец в упор пробил по воротам Акинфеева, который отразил мяч. Но на повторный удар Ибсона, уже из положения лёжа, армейского голкипера не хватило. На 82-й минуте Вагнер Лав воспользовался ошибкой спартаковской защиты и забил в дальний угол ворот Диканя, сравняв счёт. Основное время матча закончилось вничью. В дополнительное время армейцы подсели, но спартаковцы, которые в физическом плане смотрелись немного лучше, не смогли воспользоваться своим преимуществом. Самый острый голевой момент был за две минуты до конца дополнительного времени. Макгиди, будучи в армейской штрафной вместо того, чтобы отдать мяч свободному Ари, попытался забить сам, но не преуспел в этом. Таким образом, дополнительное время также завершилось вничью. В серии послематчевых пенальти перелом наступил после того как полностью выложившийся в игре Д. Комбаров не смог переиграть Акинфеева. «Спартак» дважды вёл в основное время, но не смог удержать победный счёт и выбыл из борьбы за Кубок России. | |                                            | |                                                      |

### Статистика
| N  | Страна | Игрок              | Игры | Мин | Ст | БЗ | ВЗ | Зап | Г (П) | ПМ | ЖК | 2ЖК | КК |
| -- | ------ | ------------------ | ---- | --- | -- | -- | -- | --- | ----- | -- | -- | --- | -- |
| 17 | CZE    | Марек Сухи         | 3    | 300 | 3  | 0  | 0  | 1   | 0     | 0  | 1  | 0   | 0  |
| 34 | RUS    | Евгений Макеев     | 3    | 249 | 3  | 2  | 0  | 1   | 0     | 0  | 1  | 0   | 0  |
| 10 | BRA    | Алекс              | 3    | 221 | 3  | 2  | 0  | 0   | 1     | 0  | 1  | 0   | 0  |
| 13 | RUS    | Фёдор Кудряшов     | 3    | 217 | 2  | 0  | 1  | 0   | 0     | 0  | 0  | 0   | 0  |
| 22 | RUS    | Артём Дзюба        | 2    | 210 | 2  | 0  | 0  | 0   | 1     | 0  | 1  | 0   | 0  |
| 31 | UKR    | Андрей Дикань      | 2    | 210 | 2  | 0  | 0  | 0   | 0     | 3  | 0  | 0   | 0  |
| 24 | RUS    | Кирилл Комбаров    | 2    | 210 | 2  | 0  | 0  | 1   | 0     | 0  | 0  | 0   | 0  |
| 8  | IRL    | Эйден Макгиди      | 2    | 210 | 2  | 0  | 0  | 0   | 0     | 0  | 1  | 0   | 0  |
| 7  | BRA    | Ибсон              | 3    | 208 | 2  | 1  | 1  | 0   | 1     | 0  | 0  | 0   | 0  |
| 23 | RUS    | Дмитрий Комбаров   | 2    | 195 | 2  | 0  | 0  | 0   | 1     | 0  | 1  | 1   | 0  |
| 9  | BRA    | Ари                | 3    | 180 | 1  | 1  | 2  | 0   | 1     | 0  | 1  | 0   | 0  |
| 19 | ARG    | Маркос Рохо        | 2    | 180 | 2  | 0  | 0  | 0   | 1     | 0  | 1  | 0   | 0  |
| 5  | RUS    | Александр Шешуков  | 2    | 174 | 2  | 0  | 0  | 0   | 0     | 0  | 1  | 1   | 0  |
| 14 | RUS    | Павел Яковлев      | 3    | 168 | 1  | 1  | 2  | 1   | 1     | 0  | 1  | 0   | 0  |
| 4  | RUS    | Эмин Махмудов      | 2    | 142 | 1  | 1  | 1  | 1   | 0     | 0  | 1  | 0   | 0  |
| 11 | BRA    | Веллитон           | 2    | 136 | 2  | 1  | 0  | 0   | 1     | 0  | 0  | 0   | 0  |
| 21 | ARG    | Николас Пареха     | 1    | 120 | 1  | 0  | 0  | 0   | 0     | 0  | 0  | 0   | 0  |
| 6  | BRA    | Рафаэл Кариока     | 2    | 114 | 2  | 1  | 0  | 0   | 0     | 0  | 1  | 0   | 0  |
| 21 | RUS    | Никита Баженов     | 1    | 90  | 1  | 0  | 0  | 0   | 0     | 0  | 0  | 0   | 0  |
| 1  | RUS    | Николай Заболотный | 1    | 90  | 1  | 0  | 0  | 2   | 0     | 1  | 0  | 0   | 0  |
| 20 | RUS    | Александр Зотов    | 1    | 90  | 1  | 0  | 0  | 0   | 0     | 0  | 1  | 0   | 0  |
| 2  | ARG    | Кристиан Майдана   | 1    | 90  | 1  | 0  | 0  | 0   | 0     | 0  | 0  | 0   | 0  |
| 15 | RUS    | Сергей Паршивлюк   | 1    | 90  | 1  | 0  | 0  | 0   | 0     | 0  | 0  | 0   | 0  |
| 30 | RUS    | Сергей Песьяков    | 1    | 90  | 1  | 0  | 0  | 0   | 0     | 0  | 0  | 0   | 0  |
| 3  | AUT    | Мартин Штранцль    | 1    | 90  | 1  | 0  | 0  | 0   | 0     | 0  | 0  | 0   | 0  |
| 49 | RUS    | Александр Козлов   | 1    | 54  | 0  | 0  | 1  | 1   | 0     | 0  | 0  | 0   | 0  |
| 90 | RUS    | Андрей Тихонов     | 1    | 53  | 1  | 1  | 0  | 0   | 0     | 0  | 0  | 0   | 0  |
| 6  | RUS    | Ренат Сабитов      | 1    | 36  | 1  | 1  | 0  | 0   | 0     | 0  | 0  | 0   | 0  |
| 12 | GEO    | Джано Ананидзе     | 1    | 23  | 0  | 0  | 1  | 0   | 0     | 0  | 0  | 0   | 0  |
| 44 | RUS    | Антон Ходырев      | 1    | 14  | 0  | 0  | 1  | 1   | 0     | 0  | 0  | 0   | 0  |
| 3  | ESP    | Серхио Родригес    | 1    | 12  | 0  | 0  | 1  | 0   | 0     | 0  | 0  | 0   | 0  |
| 18 | CRO    | Филип Озобич       | 1    | 3   | 0  | 0  | 1  | 0   | 0     | 0  | 0  | 0   | 0  |
| 20 | RUS    | Артур Валикаев     | 0    | 0   | 0  | 0  | 0  | 2   | 0     | 0  | 0  | 0   | 0  |
| 33 | RUS    | Александр Беленов  | 0    | 0   | 0  | 0  | 0  | 1   | 0     | 0  | 0  | 0   | 0  |
| 1  | RUS    | Сослан Джанаев     | 0    | 0   | 0  | 0  | 0  | 1   | 0     | 0  | 0  | 0   | 0  |
| 25 | CZE    | Мартин Йиранек     | 0    | 0   | 0  | 0  | 0  | 1   | 0     | 0  | 0  | 0   | 0  |
| 39 | RUS    | Игорь Киреев       | 0    | 0   | 0  | 0  | 0  | 1   | 0     | 0  | 0  | 0   | 0  |

- Статистика приведена с учётом матча 1/16 финала с Липецким Металлургом, который был сыгран в 2010 году.

## Кубок России 2011/12
Основная статья: Кубок России по футболу 2011/2012

### Результаты матчей
| 17 июля 2011 1/16 финала | Истра (Истра) | 0:1 | Спартак (Москва) |  |

| 21 сентября 2011 1/8 финала | Спартак (Москва) | 1:1 (по пен. 5:6) | Волга (Нижний Новгород) |  |

### Статистика
| N  | Страна | Игрок              | Игры | Мин | Ст | БЗ | ВЗ | Зап | Г (П) | ПМ | ЖК | 2ЖК | КК |
| -- | ------ | ------------------ | ---- | --- | -- | -- | -- | --- | ----- | -- | -- | --- | -- |
| 11 | BRA    | Веллитон           | 2    | 210 | 2  | 0  | 0  | 0   | 1     | 0  | 0  | 0   | 0  |
| 23 | RUS    | Дмитрий Комбаров   | 2    | 210 | 2  | 0  | 0  | 0   | 0     | 0  | 0  | 0   | 0  |
| 34 | RUS    | Евгений Макеев     | 2    | 210 | 2  | 0  | 0  | 0   | 0     | 0  | 0  | 0   | 0  |
| 5  | RUS    | Александр Шешуков  | 2    | 186 | 2  | 1  | 0  | 0   | 0     | 0  | 0  | 0   | 0  |
| 6  | BRA    | Рафаэл Кариока     | 2    | 144 | 1  | 0  | 1  | 0   | 0     | 0  | 1  | 0   | 0  |
| 3  | ESP    | Серхио Родригес    | 2    | 131 | 1  | 0  | 1  | 0   | 0     | 0  | 1  | 0   | 0  |
| 16 | NED    | Деми де Зеув       | 1    | 120 | 1  | 0  | 0  | 0   | 0     | 0  | 1  | 0   | 0  |
| 21 | ARG    | Николас Пареха     | 1    | 120 | 1  | 0  | 0  | 0   | 0     | 0  | 1  | 0   | 0  |
| 15 | RUS    | Сергей Паршивлюк   | 1    | 120 | 1  | 0  | 0  | 0   | 0     | 0  | 1  | 0   | 0  |
| 32 | RUS    | Артём Ребров       | 1    | 120 | 1  | 0  | 0  | 0   | 0     | 1  | 0  | 0   | 0  |
| 12 | GEO    | Джано Ананидзе     | 2    | 105 | 2  | 2  | 0  | 0   | 0     | 0  | 0  | 0   | 0  |
| 22 | RUS    | Артём Дзюба        | 1    | 90  | 1  | 0  | 0  | 0   | 0     | 0  | 0  | 0   | 0  |
| 31 | UKR    | Андрей Дикань      | 1    | 90  | 1  | 0  | 0  | 0   | 0     | 0  | 0  | 0   | 0  |
| 24 | RUS    | Кирилл Комбаров    | 1    | 90  | 1  | 0  | 0  | 1   | 0     | 0  | 0  | 0   | 0  |
| 17 | CZE    | Марек Сухи         | 1    | 90  | 1  | 0  | 0  | 1   | 0     | 0  | 0  | 0   | 0  |
| 8  | IRL    | Эйден Макгиди      | 1    | 79  | 1  | 1  | 0  | 0   | 1     | 0  | 0  | 0   | 0  |
| 19 | ARG    | Маркос Рохо        | 1    | 75  | 1  | 0  | 0  | 0   | 0     | 0  | 1  | 1   | 0  |
| 4  | RUS    | Эмин Махмудов      | 2    | 51  | 0  | 1  | 2  | 0   | 0     | 0  | 0  | 0   | 0  |
| 49 | RUS    | Александр Козлов   | 1    | 24  | 0  | 0  | 1  | 0   | 0     | 0  | 0  | 0   | 0  |
| 1  | RUS    | Николай Заболотный | 0    | 0   | 0  | 0  | 0  | 2   | 0     | 0  | 0  | 0   | 0  |
| 9  | BRA    | Ари                | 0    | 0   | 0  | 0  | 0  | 1   | 0     | 0  | 0  | 0   | 0  |
| 37 | RUS    | Сергей Брызгалов   | 0    | 0   | 0  | 0  | 0  | 1   | 0     | 0  | 0  | 0   | 0  |
| 13 | RUS    | Фёдор Кудряшов     | 0    | 0   | 0  | 0  | 0  | 1   | 0     | 0  | 0  | 0   | 0  |
| 29 | NGR    | Эммануэль Эменике  | 0    | 0   | 0  | 0  | 0  | 1   | 0     | 0  | 0  | 0   | 0  |
| 14 | RUS    | Павел Яковлев      | 0    | 0   | 0  | 0  | 0  | 1   | 0     | 0  | 0  | 0   | 0  |

## Лига Европы 2010/2011
Основная статья: Лига Европы УЕФА 2010/2011
В Лиге Европы 2010/2011 годов «Спартак» сумел дойти до 1/4 финала, уступив только главному фавориту турнира, португальской команде «Порту». Всего москвичи провели 6 матчей, одержав 3 победы, 1 матч сведя вничью и потерпев 2 поражения. По ходу турнира было забито 11 мячей и пропущено 13 голов. Лучшими бомбардирами москвичей стали Д. Комбаров, Алекс и Дзюба, забившие по 2 гола каждый. Больше всех голевых пасов сделали Алекс (4) и Дзюба (3). Спартаковцы получили 20 жёлтых карточек, в том числе 11 за грубую игру и 6 за недисциплированное поведение. Лидерами по наказаниям стали Сухи (4 жёлтые карточки) и Рохо (3 предупреждения). Матчи «Спартака» в Лиге Европы посетили 81 246 зрителей в гостях (в среднем — 27 082 человека на игру), посещаемость домашних игр составила 75 000 зрителей (в среднем — 25 000 на матч), всего матчи «Спартака» просмотрели 156 246 (в среднем — 26 041).
В еврокубках сезона 2010—2011 годов «Спартак» прошёл дальше всех российских клубов. В зачёт таблицы коэффициентов УЕФА клуб принёс России 18 очков (с учётом игр в групповом турнире Лиги чемпионов в сентябре-декабре 2010 года).

### Результаты матчей
Основная статья: Лига Европы УЕФА 2010/2011. Плей-офф
| 17 февраля 2011 1/16 финала Первый матч | «Базель» (Базель)                                                                 | 2:3 (2:0) | «Спартак» (Москва) | Базель (Швейцария)                                                                       |
| 23:05 | Фрай 36′ · Штреллер 41′ · Штоккер 34' · Япи-Япо 48' · Шакири 78' (удар соперника) |           | Д. Комбаров 61′ · Дзюба 70′ · Ананидзе 90+2′ · Макгиди 34' (недисц. повед.) · Рафаэл Кариока 52' (недисц. повед.) · Алекс 70' (недисц. повед.) · Дикань 82' (затяжка времени) · Сухи 90' (грубая игра) | Стадион: Санкт-Якоб Парк Зрителей: 13037 Судья: Александр Ставрев (Республика Македония) |
| «Базель» (Базель): Костанцо, Штайнхёфер, Абрахам, Кусунга, Сафари, Шакири, Япи-Япо 88' (Кабрал 88'), Г. Джака, Штоккер 88' (Зуа 88'), Штреллер, Фрай 80' (Тембо 80'). Остались в запасе: Зоммер, Чипперфилд, Т. Джака, Унал · «Спартак» (Москва): Дикань, К. Комбаров, Сухи, Рохо, Макеев 85' (Яковлев 85'), Макгиди, Рафаэл Кариока, Шешуков 46' (Ананидзе 46'), Алекс, Д. Комбаров, Дзюба. Остались в запасе: Беленов, Ходырев, Дринчич, Озобич Дважды, в 1970 и 2002 годах, «Спартак» проигрывал в еврокубковых матчах в Базеле. В третий свой визит в этот город москвичи выступили удачнее. В первые 20 минут голевых моментов у обеих команд не было. На 30-й минуте счёт мог открыть Дзюба, пытавшийся добить мяч в ворота после удара Алекса. Затем Дикань отразил опасный удар Фрая со штрафного. Но уже в следующем эпизоде, после подачи углового, лучший бомбардир сборной Швейцарии с близкого расстояния головой переправил мяч в сетку. Вскоре, также после подачи углового, оставленный без присмотра Штреллер головой послал мяч в незащищённый угол ворот. После перерыва Шешукова заменил Ананидзе, сумевший изменить ход встречи. У «Спартака» наладилась комбинационная игра в центре поля, стало больше обостряющих передач, в результате игра гостей стала более агрессивной, атакующей. На 60-й минуте Макеев вывел на убойную позицию Дзюбу, но у Артёма, не вышел удар. Но уже во время следующей атаки после рикошета мяч отскочил к Дмитрию Комбарову, который с правой, «нерабочей» ноги нанёс обводящий удар в дальний угол ворот. После этого москвичи усилили натиск на ворота хозяев, и вскоре Дзюба, получив мяч от Алекса, сравнял счёт. «Базель» дрогнул. Не выдержали нервы у Шакири: за умышленный удар Макеева его удалили с поля. Оставшись в меньшинстве оборона швейцарцев «поплыла». Ананидзе вывел Алекса один на один с вратарём, однако тот упустил момент. На 2-й минуте добавленного времени Алекс подал штрафной и Ананидзе пробил в ближний угол ворот швейцарцев. |                                                                                   |           | |                                                                                          |

| 24 февраля 2011 1/16 финала Ответный матч | «Спартак» (Москва) | 1:1 (0:1) | «Базель» (Базель)                                  | Москва (Россия)                                                 |
| 21:00 | Макгиди 90′ · Макгиди 34' (недисц. повед.) · Рафаэл Кариока 52' (недисц. повед.) · Алекс 70' (недисц. повед.) · Дикань 82' (затяжка времени) · Сухи 90' (грубая игра) |           | Чипперфилд 15′ · Кабрал 31' · Зуа 74' · Сафари 86' | Стадион: «Лужники» Зрителей: 17000 Судья: Павел Балай (Румыния) |
| «Спартак» (Москва): Дикань, К. Комбаров, Сухи, Рохо, Макеев 79' (Яковлев 79'), Макгиди, Шешуков, Ананидзе, Алекс, Д. Комбаров, Дзюба. Остались в запасе: Рафаэл Кариока, Беленов, Ходырев, Дринчич, Озобич, Ари · «Базель» (Базель): Костанцо, Штайнхёфер, Абрахам, Кусунга, Г. Джака 76' (Япи-Япо 76'), Сафари, Кабрал, Тембо 66' (Фрай 66'), Штоккер, Чипперфилд, Зуа. Остались в запасе: Зоммер, Визер, Т. Джака, Унал, Барон Перед ответной игрой в Москве швейцарцы лишились из-за травм двух игроков основного состава — форварда Штреллера, забившего «Спартаку» в первой встрече, и полузащитника Хюггеля. У москвичей, наоборот, восстановился после повреждения Ари, правда на поле он так и не вышел. «Спартак» выбрал атакующую схему с единственным «опорником» Шешуковым и двумя атакующими полузащитниками — Алексом и Ананидзе. Первыми счёт открыли гости. После сильного прострела Штокера слева Дикань смог отбить мяч, но прямо на ногу Чипперфилду, который переправил мяч в пустые ворота. Красно-белые могли сравнять счёт после того как Д. Комбаров упал в штрафной площадке швейцарцев, но арбитр решил, что нарушения правил не было. После перерыва москвичи на время перехватили инициативу. Игрой умело дирижировал Алекс, опасно подключая фланговых полузащитников к атакам. Однако наиболее опасные моменты возникали именно у ворот спартаковцев. Так, после подачи углового «Спартак» от удара головой Кусунга спасла перекладина. В середине второго тайма, вышедший на замену Фрай, мог удвоить счёт, но не попал в неприкрытый Диканем угол ворот. Гостей устраивала только победа с разницей минимум в два мяча и они атаковали всё больше. Благодаря этому у хозяев всё больше было возможностей сравнять счёт. Сначала Ананидзе пробил из выгодной позиции выше ворот, потом вышедший на замену Яковлев попал в штангу. И всё-таки на последней минуте Эйден Макгид распечатал ворота гостей, после того как сразу два спартаковца убежали от одного защитника. | |           |                                                    |                                                                 |

| 10 марта 2011 1/8 финала Первый матч | «Аякс» (Амстердам)            | 0:1 (0:0) | «Спартак» (Москва)                                                                       | Амстердам (Нидерланды)                                         |
| 23:05 | · Вертонген 51' · Эриксен 79' |           | Алекс 58′ · Сухи 38' (грубая игра) · Веллитон 70' (грубая игра) · Рохо 77' (грубая игра) | Стадион: АренА Зрителей: 30000 Судья: Мануэль Грэфе (Германия) |
| «Аякс» (Амстердам): Стекеленбург, ван дер Вил, Вертонген, Алдервейрелд, Блинд, Де Зеув 74' (Эно 74'), Анита, Эриксен, Сулеймани, Де Йонг, Эбисилио 85' (Эзбилиз 85'). Остались в запасе: Верхувен, Оэйер, Линдгрен, Олегер, Цвитанич · «Спартак» (Москва): Дикань, К. Комбаров, Сухи, Рохо, Макеев, Макгиди 90+2' (Яковлев 90+2'), Рафаэл Кариока 85' (Шешуков 85'), Ибсон 58' (Веллитон 58'), Алекс, Д. Комбаров, Дзюба. Остались в запасе: Заболотный, Ананидзе, Ари, Ходырев 13 лет назад «Спартак» прилетел в Амстердам, мечтая о результативной ничье, а стал автором настоящей сенсации, обыграв в гостях недавнего победителя Лиги чемпионов. Что интересно, в 1998 году москвичам противостоял футболист Франк Де Бур, спустя 13 лет он снова встретился с красно-белыми, теперь как тренер. В первом тайме преимущество голландцев было подавляющим. Мяч у футболистов «Спартака» почти не держался, игра в атаке не налаживалась, защита трудилась почти без пауз. Не удивительно, что первый голевой момент возник уже на 1-й минуте, когда Де Йонг нанёс удар с линии штрафной, но не смог переиграть Диканя. Через шесть минут он же головой отправил мяч чуть выше перекладины. На 18-й минуте Дикань, вовремя выйдя из ворот, прервал неожиданный прорыв Де Зеува. Вскоре тот же Де Зеув очень опасно ударил издалека, но голкипер «Спартака» успел среагировать. Уже незадолго до перерыва Де Йонг, перепрыгнув Алекса, пробил головой в упор, и вновь Дикань спасает команду. После перерыва спартаковцы стали лучше держать мяч, начали проходить комбинации. После того как Алекс нанёс первый у москвичей удар в створ ворот, стало ясно, что «Спартак» приходит в себя. Но и «Аякс» отнюдь не собирался соглашаться на нулевую ничью. Де Зеув затеял очередную дуэль с Диканём, ударив головой в упор, но вратарь «Спартака» сотворил ещё одно чудо. На исходе первого часа игры Алекс ушёл от Блинда и Аниты и классно пробил с 22-х метров в дальний угол, открыв счёт. Пропущенный гол не сломил амстердамцев. Вначале Де Йонг, ударив головой, не попал в ворота с близкого расстояния, затем голкипер москвичей отбил удар Эбисилиу. Позднее тот же Эбисилиу мог сравнять счёт, нанеся сильнейший удар из пределов штрафной, но Дикань всё же смог среагировать. Свой последний шанс голландцы упустили на последних секундах игры, когда Дикань подтвердил своё звание героя матча, буквально чудом вытащив мяч из «девятки» после удара Эриксена. |                               |           |                                                                                          |                                                                |

| 17 марта 2011 1/8 финала Ответный матч | «Спартак» (Москва)                                                       | 3:0 (2:0) | «Аякс» (Амстердам) | Москва (Россия)                                                    |
| 21:00 | Д. Комбаров 21′ · Веллитон 30′ · Алекс 54′ штр. · Рохо 78' (грубая игра) |           | · Эно 77'          | Стадион: «Лужники» Зрителей: 42000 Судья: Мартин Аткинсон (Англия) |
| «Спартак» (Москва): Дикань, К. Комбаров, Рохо, Шешуков, Макеев, Макгиди 67' (Ари 67'), Рафаэл Кариока, Ибсон, Алекс 84' (Дзюба 84'), Д. Комбаров, Веллитон. Остались в запасе: Беленов, Ходырев, Яковлев, Ананидзе, Озобич · «Аякс» (Амстердам): Верхувен, ван дер Вил, Алдервайрелд, Вертонген, Блинд 46' (Эно 46'), Анита, Эриксен 63' (Цвитанич 63'), Де Зеув, Сулеймани 46' (Эзбилиз 46'), Де Йонг, Эбисилио. Остались в запасе: Графланд, Оэйер, Линдгрен, Олегер, Цвитанич Перед ответной игрой в Москве каждая команда столкнулась с проблемами. «Спартак» неожиданно для всех был разгромлен скромным «Ростовом», что конечно не улучшило настроение игроков, а «Аякс» потерял своего основного вратаря Стекеленбурга и был вынужден выпустить стокилограммового Верхувена. «Спартак» с первых же минут захватил инициативу и повёл планомерную осаду ворот соперника. Уже на 4-й минуте Макеев сместился с левого фланга в центр и ошеломил оборону голландцев своим рейдом. Обойдя сразу четверых футболистов «Аякса» Евгений вышел один на один с вратарём, но пытаясь перекинуть через него мяч допустил ошибку, благодаря которой Верхувен спас свою команду от гола. Позже Макгиди сместился справа в центр и сделал передачу на ход Д. Комбарову, но тот не попал в ближний угол. Наконец Алекс, отобрав мяч у Вертонгена, выдал изумительный пас Комбарову и Дмитрий пробил между ног вратаря, выведя «Спартак» вперёд. Впрочем одним голом москвичи не собирались ограничиваться и продолжали наступление. Через девять минут Д. Комбаров внешней стороной стопы отправил мяч на ход Веллитону и бразилец удвоил счёт. Перед самым перерывом Алекс мог довести счёт до разгромного, но из выгодной позиции пробил прямо во вратаря. «Аякс» в первом тайме имел всего одну реальную возможность размочить счёт, но после дальнего удара Эриксена мяч пролетел чуть выше ворот. Во втором тайме спартаковцы продолжили атаковать. На 9-й минуте Алекс забил третий гол со штрафной с 25 метров. Он же мог сделать «дубль», но не попал в «девятку» после паса Макгиди. Несмотря на разгромный счёт голландцы не собирались сдаваться. Эриксен дважды был близок к тому, чтобы забить гол престижа. Но сначала он попал в перекладину, а затем нанёс опасный удар из пределов штрафной, но не смог переиграть Диканя. Удачно у «Аякса» вписался в игру вышедший на замену Эзбилиз, но на его пути встали сначала перекладина, а во второй раз Дикань. В концовке матча Веллитон мог увеличить разницу в счёте, но в итоге игра завершилась со счётом 3:0. Таким образом, «Спартак» победил «Аякс» по итогам двух встреч с общим счётом — 4:0, превзойдя своё достижение тринадцатилетней давности, когда двухматчевое противостояние завершилось со счётом — 4:1. |                                                                          |           |                    |                                                                    |

| 7 апреля 2011 1/4 финала Первый матч | «Порту» (Порту)                                                                          | 5:1 (1:0) | «Спартак» (Москва) | Порту (Португалия)                                                          |
| 23:05 | Фалькао Гарсиа 38′ 84′ 90′ · Силвестре Варела 65′ · Перейра Роке 70′ · Жоау Моутинью 52' |           | К. Комбаров 71′ · Д. Комбаров 15' (грубая игра) · Рохо 35' (грубая игра) · Ибсон 60' (грубая игра) · Макеев 81' (грубая игра) · Сухи 88' (грубая игра) | Стадион: «Estadio do Dragao» Зрителей: 38209 Судья: Серж Гюмьенни (Бельгия) |
| «Порту» (Порту): Элтон, Перейра, Майкон, Роланду, Фусиле, Гуарин 69' (Беллуски 69'), Фернанду, Жоау Моутинью, Халк 80' (К. Родригес 80'), Фалькао, Варела 72' (Дж. Родригес 72'). Остались в запасе: Бету, Валтер, Соуза, Отаменди · «Спартак» (Москва): Дикань, К. Комбаров, Сухи, Рохо, Макеев 85' (Яковлев 85'), Макгиди 68' (Дзюба 68'), Рафаэл Кариока, Ибсон, Алекс, Д. Комбаров, Веллитон. Остались в запасе: Заболотный, Шешуков, Озобич, Ананидзе, Ари За всю историю выступлений в еврокубках «Порту» ни разу не проигрывал советским и российским клубам. В этом году команда соперников «Спартака» демонстрировала отличный футбол, став чемпионом Португалии за пять туров до конца чемпионата завоевал чемпионство, ни разу не уступив соперникам, а за весь еврокубковый сезон проиграла лишь однажды. Не удивительно, что «Порту» считали главным фаворитом Лиги Европы. Москвичи начали игру хорошо. Уже на первой минуте Алекс передал мяч в штрафную Веллитону, тот убежал от Майкона и с острого угла пробил в ближний угол и даже попал в сетку, но с внешней стороны. Через 10 минут Веллитон обыграл португальского защитника и вышел один на один с вратарём, но тот среагировал на удар спартаковца. Постепенно хозяева перехватили инициативу, а вот спартаковцы к середине первого тайма стали сдавать. Первое время наибольшую активность у ворот «Спартака» демонстрировал форвард сборной Бразилии Халк. Но счёт в игре открыл другой нападающий «драконов» — Фалькао. Получив мяч с левого фланга лучший снайпер «Порту» переправил его головой в сетку ворот Диканя. После перерыва португальцы уже полностью доминировали на поле, действуя мощнее и агрессивнее чем в перовом тайме. А вот у спартаковцев игра окончательно разладилась. Мало что получалось у гостей в атаке, полузащита проигрывала единоборства и подборы, а в обороне грубые ошибки шли одна за одной. Вначале Халк упустил возможность удвоить счёт, ударив со штрафного в перекладину. Впрочем второй гол не заставил себя ждать. Через четыре минуты Фалькао скинул мяч Вареле и тот с ходу пробил в дальний угол. Вскоре при розыгрыше углового Майкон пробил головой, и мяч, попав в ногу Диканя, пересёк линию ворот. После третьего гола москвичи смогли немного прийти в себя. Уже через минуту Дзюба выиграл стык и отпасовал направо К. Комбарову, который переправил его в ворота его мимо Элтона. Но этот был, как выяснилось, всего лишь единичный успех спартаковцев. «Порту» явно всем показал, что намерен добиться победы с крупным счётом и осуществил свои намерения. Фалькао дважды разобрался в штрафной с защитой «Спартака», доведя счёт до разгромного. |                                                                                          |           | |                                                                             |

| 14 апреля 2011 1/4 финала Ответный матч | «Спартак» (Москва)                          | 2:5 (0:2) | «Порту» (Порту)                                                                              | Москва (Россия)                                                   |
| 21:00 | Дзюба 52′ · Ари 72′ · Дзюба 25' (симуляция) |           | Халк 28′ · Кристиан Родригес 45′ · Фредди Гуарин 47′ · Фалькао Гарсиа 54′ · Рубен Микаэл 89′ | Стадион: «Лужники» Зрителей: 16000 Судья: Виктор Кашшаи (Венглия) |
| «Спартак» (Москва): Дикань, К. Комбаров 46' (Д. Комбаров 46'), Шешуков, Сухи, Макеев, Макгиди, Рафаэл Кариока 69' (Ибсон 69'), Алекс, Яковлев, Дзюба, Веллитон 46' (Ари 46'). Остались в запасе: Беленов, Ходырев, Озобич, Обухов · «Порту» (Порту): Элтон, Перейра, Отаменди, Роланду, Фусиле 25' (Сэпунару 25'), Гуарин, Фернанду, Жоау Моутинью 46' (Рубен Микаэл 46'), К. Родригес, Фалькао 73' (Д. Родригес 73'), Халк. Остались в запасе: Бету, Майкон, Варела, Де Соуза Крупное поражение спартаковцев в гостях фактически предрешило исход этой четвертьфинальной пары. Неудивительно, что в этот промозглый весенний вечер на «Лужники» пришло так мало зрителей. Зато пришедшие поддерживали свою команду так будто пытались компенсировать нехватку болельщиков. Первый в матче голевой момент создали спартаковцы уже на 7-й минуте. Макгиди, обыграв двух соперников, мощно пробил по воротам с острого угла, но переиграть Элтона не смог. В середине первого тайма португальцы сфолили в своей штрафной, но судья предпочёл наказать Дзюбу за симуляцию. А уже через две минуты Халк убежал с центра поля от всех спартаковских защитников и переиграл на ближней дистанции Диканя. Хозяева не собирались мириться с неудачным поворотом событий и продолжили атаковать. Яковлев мог сравнять счёт, опасно пробив с острого угла, правда чуть выше перекладины. Вскоре Кариока отличной передачей вывел Алекса один на один с вратарём, но капитан «Спартака» промахнулся. Впрочем португальцы тоже атаковали. На последней минуте первого тайма Кристиан Родригес головой удвоил счёт. Второй тайм прошёл в обоюдной борьбе со множеством опасных моментов. Уже в самом начале Гуарин, получив пас от Фалькао, довёл счёт до разгромного. Затем Элтон чудом отбил удар Алекса головой после навеса Макгиди. А вскоре Дзюба, прорвавшись мимо трёх соперников, хладнокровно переиграл вратаря «Порту». Впрочем через две минуты разница в счёте была восстановлена. При розыгрыше углового быстрее всех оказался герой первого матча Фалькао. На некоторое время игра пошла поспокойнее, пока не вмешался вышедший во втором тайме Ари. Получив мяч от Дзюбы бразилец обвёл Элтона и забил пустые ворота. Затем Ари, оказавшись один на один с голкипером, мог сократить разницу в счёте до минимума, но упустил мяч за лицевую линию. А вот португальцы своим последним шансом воспользовались: Рубен Микаэл сумел завершить затяжную атаку голом. |                                             |           |                                                                                              |                                                                   |

### Статистика
| N  | Страна | Игрок              | Игры | Мин | Ст | БЗ | ВЗ | Зап | Г (П) | ПМ | П | Г+П | ЖК | 2ЖК | КК |
| -- | ------ | ------------------ | ---- | --- | -- | -- | -- | --- | ----- | -- | - | --- | -- | --- | -- |
| 81 | UKR    | Андрей Дикань      | 6    | 540 | 6  | 0  | 0  | 0   | 0     | 13 | 0 | 0   | 1  | 0   | 0  |
| 12 | BRA    | Алекс              | 6    | 534 | 6  | 1  | 0  | 0   | 2     | 0  | 3 | 5   | 1  | 0   | 0  |
| 16 | RUS    | Евгений Макеев     | 6    | 521 | 6  | 3  | 0  | 0   | 0     | 0  | 0 | 0   | 1  | 0   | 0  |
| 77 | RUS    | Кирилл Комбаров    | 6    | 496 | 6  | 1  | 0  | 0   | 1     | 0  | 0 | 1   | 0  | 0   | 0  |
| 64 | IRL    | Эйден Макгиди      | 6    | 496 | 6  | 3  | 0  | 0   | 1     | 0  | 0 | 1   | 1  | 0   | 0  |
| 99 | RUS    | Дмитрий Комбаров   | 6    | 494 | 5  | 0  | 1  | 0   | 2     | 0  | 1 | 3   | 1  | 0   | 0  |
| 22 | ARG    | Маркос Рохо        | 5    | 450 | 5  | 0  | 0  | 0   | 0     | 0  | 0 | 0   | 3  | 0   | 0  |
| 17 | CZE    | Марек Сухи         | 5    | 450 | 5  | 0  | 0  | 0   | 0     | 0  | 0 | 0   | 3  | 0   | 0  |
| 35 | BRA    | Рафаэл Кариока     | 5    | 424 | 5  | 2  | 0  | 1   | 0     | 0  | 0 | 0   | 1  | 0   | 0  |
| 24 | RUS    | Артём Дзюба        | 6    | 388 | 4  | 0  | 2  | 0   | 2     | 0  | 3 | 5   | 1  | 0   | 0  |
| 5  | RUS    | Александр Шешуков  | 5    | 321 | 4  | 1  | 1  | 0   | 0     | 0  | 0 | 0   | 0  | 0   | 0  |
| 7  | BRA    | Ибсон              | 4    | 259 | 3  | 1  | 1  | 0   | 0     | 0  | 0 | 0   | 1  | 0   | 0  |
| 11 | BRA    | Веллитон           | 4    | 258 | 3  | 1  | 1  | 0   | 1     | 0  | 0 | 1   | 1  | 0   | 0  |
| 27 | GEO    | Джано Ананидзе     | 2    | 134 | 1  | 0  | 1  | 3   | 1     | 0  | 0 | 1   | 0  | 0   | 0  |
| 44 | RUS    | Павел Яковлев      | 5    | 109 | 1  | 0  | 4  | 1   | 0     | 0  | 0 | 0   | 0  | 0   | 0  |
| 9  | BRA    | Ари                | 2    | 66  | 0  | 0  | 2  | 3   | 1     | 0  | 0 | 1   | 0  | 0   | 0  |
| 48 | CRO    | Филип Озобич       | 0    | 0   | 0  | 0  | 0  | 5   | 0     | 0  | 0 | 0   | 0  | 0   | 0  |
| 26 | RUS    | Антон Ходырев      | 0    | 0   | 0  | 0  | 0  | 5   | 0     | 0  | 0 | 0   | 0  | 0   | 0  |
| 56 | RUS    | Александр Беленов  | 0    | 0   | 0  | 0  | 0  | 4   | 0     | 0  | 0 | 0   | 0  | 0   | 0  |
| 8  | MNE    | Никола Дринчич     | 0    | 0   | 0  | 0  | 0  | 2   | 0     | 0  | 0 | 0   | 0  | 0   | 0  |
| 28 | RUS    | Николай Заболотный | 0    | 0   | 0  | 0  | 0  | 2   | 0     | 0  | 0 | 0   | 0  | 0   | 0  |
| 41 | RUS    | Владимир Обухов    | 0    | 0   | 0  | 0  | 0  | 1   | 0     | 0  | 0 | 0   | 0  | 0   | 0  |

## Лига Европы 2011/2012
Основная статья: Лига Европы УЕФА 2011/2012
В Лиге Европы 2011/2012 годов «Спартак» выбыл из розыгрыша на первом же для себя этапе — Раунде плей-офф квалификационного турнира. Всего москвичи провели 2 матча, 1 сведя вничью и потерпев 1 поражение. Красно-белые забили 4 мяча и пропустили 5 голов. Лучшим бомбардиром москвичей стал Ари, забивший 2 гола. По одному голевому пасу сделали Веллитон, Зотов, Козлов и Д. Комбаров. Спартаковцы К. Комбаров и Рафаэль Кариока получили 2 жёлтые карточки, обе за грубую игру. Матчи «Спартака» в Лиге Европы посетили 46 346 зрителей (в среднем — 23 173 человека на игру).
В еврокубках сезона 2010—2011 годов «Спартак» наряду с «Аланией» выбыл раньше других российских клубов. В зачёт таблицы коэффициентов УЕФА клуб принёс России 0,5 очка.

### Результаты матчей
| 18 августа 2011 Раунд плей-офф Первый матч | «Легия» (Варшава)                                                    | 2:2 (1:0) | «Спартак» (Москва)                                                             | Варшава (Польша)                                                   |
| 20:00 | Радович 3′ 69′ · Коморовски 34' · Ману 48' · Радович 87' · Любоя 90' |           | Ари 52′ 71′ · Рафаэл Кариока 25' (грубая игра) · К. Комбаров 40' (грубая игра) | Стадион: Войска Польского Зрителей: 27000 Судья: Майк Дин (Англия) |
| «Легия» (Варшава): Скаба, Енджейчик, Жевлаков, Вавжиняк, Коморовски, Голь, Борисюк, Ману 90+2' (Жиро 90+2'), Рыбус 63' (Кухарчик 63'), Радович, Любоя. Остались в запасе: Антолович, Кельбович, Астис, Жезничак, Охайон · «Спартак» (Москва): «Спартак» (Москва): Дикань, К. Комбаров, Пареха, Родригес, Макеев, Ари, Рафаэл Кариока, де Зеув 80' (Ананидзе 80'), Эменике 63' (Козлов 63'), Дзюба 57' (Зотов 57'), Веллитон. Остались в запасе: Заболотный, Рохо, Паршивлюк, Брызгалов Начиная с 1953 года спартаковцы девять раз встречались с польскими командами и ни разу не проигрывали. Шесть побед у красно-белых и три ничьи. С польскими клубами в еврокубках москвичи играли дважды. В 1993 году в 1/8 финала Лиги чемпионов «Спартак» разгромил в двух встречах «Лех» с общим счётом 7:2. Два гола тогда забил нынешний главный тренер красно-белых Валерий Карпин. Через два года «Спартак» в Лиге чемпионов дважды победил уже «Легию» — 2:1 в Москве и 1:0 в Варшаве. Первый тайм у «Спартака» не получился, возможно сказалось отсутствие травмированного Д. Комбарова. Футболисты «Легии» начали матч ударно. Уже на 3-й минуте поляки перехватили мяч в центре поля и быстро провели контратаку. После серии грубых ошибок спартаковской обороны Радович с близкого расстояния беспрепятственно расстрелял ворота Диканя. На 11-й минуте Эменике с разворота резко ударил из-за пределов штрафной, но мяч прошёл рядом со штангой. На 41-й минуте красно-белые имели самую реальную за всю первую половину матча возможность сравнять счёт, но не смогли ею воспользоваться. Ари почти с центра поля протащил мяч к штрафной поляков и, не входя в неё, прицельно ударил низом в угол. Однако голкипер «Легии» Скаба сумел дотянуться до мяча кончиками пальцев. Во втором тайме игра пошла по другому. Гости завладели инициативой, лучше контролировали мяч, играли быстрее хозяев. На 47-й минуте Эменике был сбит в чужой штрафной, но английский судья посчитал, что поляк сыграл в мяч. Уже через пять минут после этого Ари, получив на линии штрафной пас от Веллитона, забросил мяч за спину голкиперу хозяев, который слишком далеко выдвинулся из ворот. А затем в дело вступила спартаковская оборона, допустившая вторую в этой игре результативную ошибку. Защитники красно-белых упустили сербского нападающего Любою, тот ворвался в штрафную москвичей и, увидев, что Дикань покинул ворота, отпасовал пяткой с острого угла в центр вратарской, откуда Радович направил мяч в пустые ворота. Впрочем гости отыгрались уже через две минуты: Ари сумел замкнуть подачу Козлова с левого фланга. На 83-й минуте поляки могли забить победный гол, но Дикань вытащил сложнейший мяч после удара головой Голя с близкого расстояния. |                                                                      |           |                                                                                |                                                                    |

| 24 февраля 2011 Раунд плей-офф Ответный матч | «Спартак» (Москва)                       | 2:3 (2:2) | «Легия» (Варшава)                                | Москва (Россия)                                                |
| 21:00 | К. Комбаров 10′ · Д. Комбаров (пен.) 27′ |           | Кухарчик 29′ · Рыбус 43′ · Голь 90+1′ · Жиро 85' | Стадион: «Лужники» Зрителей: 19345 Судья: Алон Йефет (Израиль) |
| «Спартак» (Москва): Дикань, Паршивлюк, Родригес, Пареха, Рохо, К. Комбаров, Шешуков, Рафаэл Кариока 46' (де Зеув 46'), Д. Комбаров, Дзюба, Эменике 62' (Ари 62'). Остались в запасе: Заболотный, Кудряшов, Сухи, Козлов, Ананидзе · «Легия» (Варшава): Куцьяк, Астиц 69' (Охайон 69'), Енджейчик, Жевлаков, Вавжиняк, Борысюк, Врдоляк, Рыбус 90+3' (Жезничак 90+3'), Голь, Кухарчик 84' (Жиро 84'), Любойя. Остались в запасе: Скаба, Кнежевич, Келбович, Вольски Настроенность на победу красно-белые продемонстрировали уже на первых минутах игры. На 6-й минуте Эменике чуть не замкнул фланговую передачу Д. Комбарова. А уже через четыре минуты Дмитрий вновь прострелил от левой бровки и его брат Кирилл оказался расторопнее нигерийца, сумев на дальнем углу вратарской замкнуть подачу. Всю первую половину тайма хозяева владели инициативой, почти ничего не позволяя сопернику. Впрочем, в середине тайма поляки могли дважды забить, причём на протяжении одной минуты. Сначала в сторону спартаковских ворот ударил Вавжиняк, мяч задел ногу Паршивлюка и рикошетом полетел в перекладину. И тут же Диканю пришлось спасать ворота после того как в упор бил Енджейчик. Но забил в итоге «Спартак». К. Комбаров вынудил сфолить в своей штрафной полузащитника «Легии» Борысюка и Д. Комбаров безупречно исполнил пенальти. Пропустив два гола поляки не собирались сдаваться. Вначале Кухарчик, чудом избежав офсайда, вышел один на один с вратарём хозяев и сумел его переиграть. А за несколько минут до перерыва Рыбусь издалека пробил в дальнюю «девятку». На 50-й минуте К. Комбаров мог записать на свой счёт дубль, но Куцяк сумел перевести мяч, летевший в угол ворот, за лицевую. Чуть позже голкипер поляков вновь выручил команду, не дав забить Эменике, вскоре заменённому на Ари. «Спартак» продолжал атаковать, а гости отвечали редкими контратаками. В одной из них Любоя сумел убежать от защитников хозяев и вышел один на один с Диканем, но не смог переиграть вратаря москвичей. В оставшиеся полчаса несколько моментов упустили братья Комбаровы. А буквально на последних секундах матча полузащитник «Легии» Голь головой пробил из центра штрафной в угол. |                                          |           |                                                  |                                                                |

### Статистика
| N  | Страна | Игрок              | Игры | Мин | Ст | БЗ | ВЗ | Зап | Г (П) | ПМ | П | Г+П | ЖК | 2ЖК | КК |
| -- | ------ | ------------------ | ---- | --- | -- | -- | -- | --- | ----- | -- | - | --- | -- | --- | -- |
| 31 | UKR    | Андрей Дикань      | 2    | 180 | 2  | 0  | 0  | 0   | 0     | 5  | 0 | 0   | 0  | 0   | 0  |
| 24 | RUS    | Кирилл Комбаров    | 2    | 180 | 2  | 0  | 0  | 0   | 1     | 0  | 0 | 1   | 1  | 0   | 0  |
| 21 | ARG    | Николас Пареха     | 2    | 180 | 2  | 0  | 0  | 0   | 0     | 0  | 0 | 0   | 0  | 0   | 0  |
| 3  | ESP    | Серхио Родригес    | 2    | 180 | 2  | 0  | 0  | 0   | 0     | 0  | 0 | 0   | 0  | 0   | 0  |
| 22 | RUS    | Артём Дзюба        | 2    | 147 | 2  | 1  | 0  | 0   | 0     | 0  | 0 | 0   | 0  | 0   | 0  |
| 6  | BRA    | Рафаэл Кариока     | 2    | 136 | 2  | 1  | 0  | 0   | 0     | 0  | 0 | 0   | 1  | 0   | 0  |
| 29 | NGR    | Эммануэль Эменике  | 2    | 125 | 2  | 2  | 0  | 0   | 0     | 0  | 0 | 0   | 0  | 0   | 0  |
| 16 | NED    | Деми де Зеув       | 2    | 124 | 1  | 1  | 1  | 0   | 0     | 0  | 0 | 0   | 0  | 0   | 0  |
| 9  | BRA    | Ари                | 2    | 118 | 1  | 0  | 1  | 0   | 2     | 0  | 0 | 2   | 0  | 0   | 0  |
| 11 | BRA    | Веллитон           | 1    | 90  | 1  | 0  | 0  | 0   | 0     | 0  | 1 | 1   | 0  | 0   | 0  |
| 23 | RUS    | Дмитрий Комбаров   | 1    | 90  | 1  | 0  | 0  | 0   | 1     | 0  | 1 | 2   | 0  | 0   | 0  |
| 34 | RUS    | Евгений Макеев     | 1    | 90  | 1  | 0  | 0  | 0   | 0     | 0  | 0 | 0   | 0  | 0   | 0  |
| 15 | RUS    | Сергей Паршивлюк   | 1    | 90  | 1  | 0  | 0  | 1   | 0     | 0  | 0 | 0   | 0  | 0   | 0  |
| 19 | ARG    | Маркос Рохо        | 1    | 90  | 1  | 0  | 0  | 1   | 0     | 0  | 0 | 0   | 0  | 0   | 0  |
| 5  | RUS    | Александр Шешуков  | 1    | 90  | 1  | 0  | 0  | 0   | 0     | 0  | 0 | 0   | 0  | 0   | 0  |
| 27 | RUS    | Александр Зотов    | 1    | 33  | 0  | 0  | 1  | 0   | 0     | 0  | 0 | 0   | 0  | 0   | 0  |
| 49 | RUS    | Александр Козлов   | 1    | 27  | 0  | 0  | 1  | 1   | 0     | 0  | 1 | 1   | 0  | 0   | 0  |
| 12 | GEO    | Джано Ананидзе     | 1    | 10  | 0  | 0  | 1  | 1   | 0     | 0  | 0 | 0   | 0  | 0   | 0  |
| 1  | RUS    | Николай Заболотный | 0    | 0   | 0  | 0  | 0  | 2   | 0     | 0  | 0 | 0   | 0  | 0   | 0  |
| 37 | RUS    | Сергей Брызгалов   | 0    | 0   | 0  | 0  | 0  | 1   | 0     | 0  | 0 | 0   | 0  | 0   | 0  |
| 13 | RUS    | Фёдор Кудряшов     | 0    | 0   | 0  | 0  | 0  | 1   | 0     | 0  | 0 | 0   | 0  | 0   | 0  |
| 17 | CZE    | Марек Сухи         | 0    | 0   | 0  | 0  | 0  | 1   | 0     | 0  | 0 | 0   | 0  | 0   | 0  |

## Чемпионат России 2011 (молодёжные составы)
Параллельно с основным чемпионатом проводится турнир молодёжных команд. Каждый клуб — участник чемпионата выставляет молодёжную команду, состоящую из игроков не старше 1990 г. рождения. Матчи молодёжных команд проводятся, как правило, накануне матчей взрослых команд или в тот же день перед матчем взрослых команд.

### Результаты матчей
| 13 марта 2011 1 тур | Ростов-мол. (Ростов-на-Дону) | 0:2 | Спартак-мол. (Москва) |  |
| 15:30               |                              |     |                       |  |

| 20 марта 2011 2 тур | Спартак-мол. (Москва) | 1:0 | Волга-мол. (Нижний Новгород) |  |
| 14:00               |                       |     |                              |  |

| 1 апреля 2011 3 тур | Кубань-мол. (Краснодар) | 1:0 | Спартак-мол. (Москва) |  |
| 15:00               |                         |     |                       |  |

| 9 апреля 2011 4 тур | Спартак-мол. (Москва) | 7:0 | Терек-мол. (Грозный) |  |
| 15:00               |                       |     |                      |  |

| 17 апреля 2011 5 тур | Анжи-мол. (Махачкала) | 0:0 | Спартак-мол. (Москва) |  |
| 15:00                |                       |     |                       |  |

| 23 апреля 2011 6 тур | Спартак-мол. (Москва) | 0:1 | Спартак-Нальчик-мол. (Нальчик) |  |
| 13:30                |                       |     |                                |  |

| 29 апреля 2011 7 тур | ЦСКА-мол. (Москва) | 0:3 | Спартак-мол. (Москва) |  |
| 14:00                |                    |     |                       |  |

| 7 мая 2011 8 тур | Спартак-мол. (Москва) | 3:0 | Амкар-мол. (Пермь) |  |
| 14:00            |                       |     |                    |  |

| 28 мая 2011 11 тур | Зенит-мол. (Санкт-Петербург) | 2:0 | Спартак-мол. (Москва) |  |

| 3 июня 2011 10 тур | Спартак-мол. (Москва) | 4:1 | Краснодар-мол. (Краснодар) |  |

| 9 июня 2011 12 тур | Спартак-мол. (Москва) | 1:1 | Рубин-мол. (Казань) |  |

| 13 июня 2011 13 тур | Томь-мол. (Томск) | 2:0 | Спартак-мол. (Москва) |  |

| 17 июня 2011 14 тур | Локомотив-мол. (Москва) | 1:2 | Спартак-мол. (Москва) |  |

| 21 июня 2011 15 тур | Спартак-мол. (Москва) | 1:4 | Динамо-мол. (Москва) |  |

| 25 июня 2011 16 тур | Спартак-мол. (Москва) | 4:1 | Ростов-мол. (Ростов-на-Дону) |  |

| 23 июля 2011 17 тур | Волга-мол. (Нижний Новгород) | 1:1 | Спартак-мол. (Москва) |  |

| 29 июля 2011 18 тур | Спартак-мол. (Москва) | 3:1 | Кубань-мол. (Краснодар) |  |

| 6 августа 2011 19 тур | Терек-мол. (Москва) | 4:1 | Спартак-мол. (Москва) |  |

| 13 августа 2011 20 тур | Спартак-мол. (Москва) | 2:1 | Анжи-мол. (Махачкала) |  |

| 20 августа 2011 21 тур | Спартак-мол. (Нальчик) | 0:4 | Спартак-мол. (Москва) |  |

| 27 августа 2011 22 тур | Спартак-мол. (Москва) | 1:1 | ЦСКА-мол. (Москва) |  |

| 3 сентября 2011 9 тур | Крылья Советов-мол. (Самара) | 3:0 | Спартак-мол. (Москва) |  |

| 10 сентября 2011 23 тур | Амкар-мол. (Пермь) | 1:0 | Спартак-мол. (Москва) |  |

| 17 сентября 2011 24 тур | Спартак-мол. (Москва) | 0:0 | Крылья Советов-мол. (Самара) |  |

| 24 сентября 2011 25 тур | Краснодар (Краснодар) | 0:1 | Спартак-мол. (Москва) |  |

| 1 октября 2011 26 тур | Спартак-мол. (Москва) | 1:2 | Зенит-мол. (Санкт-Петербург) |  |

| 15 октября 2011 27 тур | Рубин-мол. (Казань) | 1:1 | Спартак-мол. (Москва) |  |

| 22 октября 2011 28 тур | Спартак-мол. (Москва) | 4:0 | Томь-мол. (Томск) |  |

| 28 октября 2011 29 тур | Спартак-мол. (Москва) | 4:0 | Локомотив-мол. (Москва) |  |

| 4 ноября 2011 30 тур | Динамо-мол. (Москва) | 1:2 | Спартак-мол. (Москва) |  |

### Итоговая таблица
| М  | Клуб                           | И  | В  | Н | П  | МЗ | МП | РМ  | О  |
| -- | ------------------------------ | -- | -- | - | -- | -- | -- | --- | -- |
| 1  | Локомотив-мол. (Москва)        | 30 | 16 | 6 | 8  | 49 | 37 | +12 | 54 |
| 2  | Спартак-мол. (Москва)          | 30 | 15 | 6 | 9  | 53 | 30 | +23 | 51 |
| 3  | ЦСКА-мол. (Москва)             | 30 | 14 | 9 | 7  | 48 | 39 | +9  | 51 |
| 4  | Динамо-мол. (Москва)           | 30 | 14 | 9 | 7  | 63 | 33 | +30 | 51 |
| 5  | Рубин-мол. (Казань)            | 30 | 14 | 6 | 10 | 48 | 34 | +14 | 48 |
| 6  | Анжи-мол. (Махачкала)          | 30 | 13 | 8 | 9  | 37 | 34 | +3  | 47 |
| 7  | Томь-мол. (Томск)              | 30 | 13 | 8 | 9  | 40 | 38 | +2  | 47 |
| 8  | Амкар-мол. (Пермь)             | 30 | 14 | 3 | 13 | 40 | 41 | -1  | 45 |
| 9  | Кубань-мол. (Краснодар)        | 30 | 11 | 8 | 11 | 31 | 35 | -4  | 41 |
| 10 | Зенит-мол. (Санкт-Петербург)   | 30 | 10 | 9 | 11 | 36 | 31 | +5  | 39 |
| 11 | Волга-мол. (Нижний Новгород)   | 30 | 10 | 9 | 11 | 42 | 45 | -3  | 39 |
| 12 | Крылья Советов-мол. (Самара)   | 30 | 9  | 8 | 13 | 41 | 46 | -5  | 35 |
| 13 | Краснодар-мол. (Краснодар)     | 30 | 10 | 4 | 16 | 43 | 55 | -12 | 34 |
| 14 | Спартак-Нальчик-мол. (Нальчик) | 30 | 9  | 6 | 15 | 40 | 53 | -13 | 33 |
| 15 | Ростов-мол. (Ростов-на-Дону)   | 30 | 8  | 4 | 18 | 28 | 56 | -28 | 28 |
| 16 | Терек-мол. (Грозный)           | 30 | 5  | 7 | 18 | 28 | 60 | -32 | 22 |

### Статистика
| N  | Страна | Игрок              | Игры | Мин  | Ст | БЗ | ВЗ | Зап | Г (П) | ПМ | ЖК | 2ЖК | КК |
| -- | ------ | ------------------ | ---- | ---- | -- | -- | -- | --- | ----- | -- | -- | --- | -- |
| 44 | RUS    | Антон Ходырев      | 28   | 2318 | 27 | 4  | 1  | 0   | 1     | 0  | 3  | 0   | 0  |
| 51 | RUS    | Дмитрий Каюмов     | 29   | 2195 | 26 | 10 | 3  | 0   | 17    | 0  | 0  | 0   | 0  |
| 50 | RUS    | Ираклий Чежия      | 24   | 2145 | 24 | 2  | 0  | 1   | 2     | 0  | 8  | 0   | 0  |
| 39 | RUS    | Игорь Киреев       | 26   | 2074 | 25 | 11 | 1  | 0   | 4     | 0  | 3  | 0   | 0  |
| 55 | RUS    | Николай Фадеев     | 27   | 1672 | 16 | 3  | 11 | 0   | 0     | 0  | 2  | 0   | 0  |
| 18 | CRO    | Филип Озобич       | 19   | 1535 | 18 | 9  | 1  | 0   | 4     | 0  | 3  | 0   | 0  |
| 48 | RUS    | Иван Хомуха        | 19   | 1464 | 15 | 2  | 4  | 2   | 0     | 0  | 2  | 0   | 0  |
| 41 | RUS    | Владимир Обухов    | 20   | 1444 | 19 | 16 | 1  | 0   | 8     | 0  | 1  | 0   | 0  |
| 60 | RUS    | Константин Савичев | 23   | 1387 | 15 | 14 | 8  | 2   | 1     | 0  | 3  | 0   | 0  |
| 61 | RUS    | Владимир Зубарев   | 21   | 1089 | 10 | 5  | 11 | 1   | 1     | 0  | 4  | 0   | 0  |
| 1  | RUS    | Николай Заболотный | 12   | 1075 | 12 | 1  | 0  | 0   | 0     | 12 | 0  | 0   | 0  |
| 20 | RUS    | Артур Валикаев     | 15   | 1003 | 15 | 8  | 0  | 0   | 0     | 0  | 1  | 0   | 0  |
| 49 | RUS    | Александр Козлов   | 15   | 931  | 10 | 6  | 5  | 0   | 7     | 0  | 0  | 0   | 0  |
| 43 | RUS    | Артём Федчук       | 18   | 928  | 10 | 6  | 8  | 2   | 3     | 0  | 1  | 0   | 0  |
| 58 | RUS    | Александр Пуцко    | 16   | 882  | 9  | 5  | 7  | 4   | 0     | 0  | 5  | 0   | 0  |
| 33 | RUS    | Александр Беленов  | 9    | 810  | 9  | 0  | 0  | 0   | 0     | 8  | 0  | 0   | 0  |
| 57 | RUS    | Денис Кутин        | 18   | 792  | 6  | 2  | 12 | 8   | 1     | 0  | 4  | 1   | 0  |
| 53 | RUS    | Артём Самсонов     | 16   | 769  | 8  | 4  | 8  | 1   | 1     | 0  | 1  | 0   | 0  |
| 37 | RUS    | Сергей Брызгалов   | 10   | 727  | 10 | 4  | 0  | 0   | 0     | 0  | 0  | 0   | 0  |
| 70 | RUS    | Артемий Малеев     | 8    | 573  | 6  | 3  | 2  | 1   | 0     | 0  | 1  | 0   | 0  |
| 4  | RUS    | Эмин Махмудов      | 9    | 558  | 9  | 7  | 0  | 0   | 0     | 0  | 1  | 0   | 0  |
| 42 | RUS    | Сергей Чернышук    | 7    | 545  | 6  | 0  | 1  | 13  | 0     | 9  | 0  | 0   | 0  |
| 40 | RUS    | Ильнур Альшин      | 17   | 423  | 1  | 3  | 16 | 4   | 0     | 0  | 0  | 0   | 0  |
| 52 | RUS    | Игорь Леонтьев     | 12   | 292  | 2  | 2  | 10 | 0   | 0     | 0  | 0  | 0   | 0  |
| 38 | RUS    | Павел Сергеев      | 12   | 282  | 3  | 3  | 9  | 3   | 0     | 0  | 0  | 0   | 0  |
| 63 | RUS    | Алим Джуккаев      | 10   | 278  | 1  | 1  | 9  | 0   | 1     | 0  | 1  | 0   | 0  |
| 32 | RUS    | Артём Ребров       | 3    | 265  | 3  | 1  | 0  | 0   | 0     | 1  | 0  | 0   | 0  |
| 27 | RUS    | Александр Зотов    | 2    | 180  | 2  | 0  | 0  | 0   | 1     | 0  | 0  | 0   | 0  |
| 19 | ARG    | Маркос Рохо        | 3    | 171  | 3  | 2  | 0  | 0   | 0     | 0  | 1  | 0   | 0  |
| 12 | GEO    | Джано Ананидзе     | 2    | 143  | 1  | 0  | 1  | 0   | 1     | 0  | 1  | 0   | 0  |
| 15 | RUS    | Сергей Паршивлюк   | 2    | 136  | 2  | 1  | 0  | 0   | 0     | 0  | 1  | 0   | 0  |
| 62 | RUS    | Темури Букия       | 5    | 127  | 1  | 1  | 4  | 0   | 0     | 0  | 0  | 0   | 0  |
| 13 | RUS    | Фёдор Кудряшов     | 2    | 92   | 2  | 2  | 0  | 0   | 0     | 0  | 0  | 0   | 0  |
| 3  | ESP    | Серхио Родригес    | 1    | 90   | 1  | 0  | 0  | 0   | 0     | 0  | 0  | 0   | 0  |
| 5  | RUS    | Александр Шешуков  | 1    | 90   | 1  | 0  | 0  | 0   | 0     | 0  | 0  | 0   | 0  |
| 11 | BRA    | Веллитон           | 1    | 84   | 1  | 0  | 0  | 0   | 0     | 0  | 0  | 0   | 1  |
| 59 | RUS    | Александр Степанов | 2    | 71   | 1  | 1  | 1  | 1   | 0     | 0  | 0  | 0   | 0  |
| 65 | RUS    | Анатолий Зыков     | 4    | 39   | 0  | 0  | 4  | 2   | 0     | 0  | 0  | 0   | 0  |
| 47 | RUS    | Алексей Скорняков  | 1    | 5    | 0  | 0  | 1  | 15  | 0     | 0  | 0  | 0   | 0  |

## Чемпионат России 2012 (молодёжные составы)
Параллельно с основным чемпионатом проводится турнир молодёжных команд. Каждый клуб — участник чемпионата выставляет молодёжную команду, состоящую из игроков не старше 1990 г. рождения. Матчи молодёжных команд проводятся, как правило, накануне матчей взрослых команд или в тот же день перед матчем взрослых команд.

### Результаты матчей
| 19 ноября 2011 1 тур | Спартак-мол. (Москва) | 2:1 | Локомотив-мол. (Москва) |  |

| 25 ноября 2011 2 тур | Кубань-мол. (Краснодар) | 1:1 | Спартак-мол. (Москва) |  |

| 4 марта 2012 3 тур | Рубин-мол. (Казань) | 1:2 | Спартак-мол. (Москва) |  |

| 12 марта 2012 4 тур | Анжи-мол. (Махачкала) | 0:3 | Спартак-мол. (Москва) |  |

| 18 марта 2012 5 тур | Спартак-мол. (Москва) | 4:1 | ЦСКА-мол. (Москва) |  |

| 24 марта 2012 6 тур | Динамо-мол. (Москва) | 0:1 | Спартак-мол. (Москва) |  |

| 30 марта 2012 7 тур | Спартак-мол. (Москва) | 1:1 | Зенит-мол. (Санкт-Петербург) |  |

| 7 апреля 2012 8 тур | Спартак-мол. (Москва) | 1:0 | Кубань-мол. (Краснодар) |  |

| 14 апреля 2012 9 тур | Спартак-мол. (Москва) | 1:1 | Рубин-мол. (Казань) |  |

| 21 апреля 2012 10 тур | Спартак-мол. (Москва) | 3:0 | Анжи-мол. (Махачкала) |  |

| 27 апреля 2012 11 тур | ЦСКА-мол. (Москва) | 2:2 | Спартак-мол. (Москва) |  |

| 1 мая 2012 12 тур | Спартак-мол. (Москва) | 1:3 | Динамо-мол. (Москва) |  |

| 5 мая 2012 13 тур | Зенит-мол. (Санкт-Петербург) | 1:0 | Спартак-мол. (Москва) |  |

| 12 мая 2012 14 тур | Локомотив-мол. (Москва) | 0:0 | Спартак-мол. (Москва) |  |

### Итоговая таблица
| М | Клуб                         | И  | В  | Н | П | МЗ | МП | РМ  | О  |
| - | ---------------------------- | -- | -- | - | - | -- | -- | --- | -- |
| 1 | Динамо-мол. (Москва)         | 14 | 10 | 2 | 2 | 34 | 11 | +23 | 32 |
| 2 | Спартак-мол. (Москва)        | 14 | 7  | 5 | 2 | 22 | 12 | +10 | 26 |
| 3 | ЦСКА-мол. (Москва)           | 14 | 6  | 3 | 5 | 18 | 19 | -1  | 21 |
| 4 | Зенит-мол. (Санкт-Петербург) | 14 | 5  | 5 | 4 | 16 | 17 | -1  | 20 |
| 5 | Рубин-мол. (Казань)          | 14 | 4  | 5 | 5 | 16 | 17 | -1  | 17 |
| 6 | Локомотив-мол. (Москва)      | 14 | 4  | 2 | 8 | 13 | 25 | -12 | 14 |
| 7 | Анжи-мол. (Махачкала)        | 14 | 3  | 3 | 8 | 13 | 22 | -9  | 12 |
| 8 | Кубань-мол. (Краснодар)      | 14 | 2  | 5 | 7 | 10 | 19 | -9  | 11 |

### Статистика
| N  | Страна | Игрок              | Игры | Мин  | Ст | БЗ | ВЗ | Зап | Г (П) | ПМ | ЖК | 2ЖК | КК |
| -- | ------ | ------------------ | ---- | ---- | -- | -- | -- | --- | ----- | -- | -- | --- | -- |
| 55 | RUS    | Николай Фадеев     | 14   | 1256 | 14 | 1  | 0  | 0   | 0     | 0  | 3  | 0   | 0  |
| 58 | RUS    | Александр Пуцко    | 13   | 1124 | 12 | 0  | 1  | 1   | 1     | 0  | 1  | 0   | 0  |
| 60 | RUS    | Константин Савичев | 14   | 1106 | 13 | 6  | 1  | 0   | 2     | 0  | 3  | 0   | 0  |
| 50 | RUS    | Ираклий Чежия      | 12   | 1073 | 12 | 1  | 0  | 0   | 0     | 0  | 4  | 0   | 0  |
| 52 | RUS    | Игорь Леонтьев     | 12   | 1047 | 12 | 4  | 0  | 0   | 0     | 0  | 3  | 0   | 0  |
| 44 | RUS    | Антон Ходырев      | 14   | 867  | 8  | 1  | 6  | 0   | 2     | 0  | 1  | 0   | 0  |
| 41 | RUS    | Владимир Обухов    | 12   | 790  | 12 | 10 | 0  | 0   | 8     | 0  | 0  | 0   | 0  |
| 75 | RUS    | Андрей Святов      | 10   | 718  | 8  | 5  | 2  | 0   | 0     | 0  | 0  | 0   | 0  |
| 46 | BLR    | Дмитрий Хлебосолов | 12   | 694  | 8  | 5  | 4  | 0   | 2     | 0  | 1  | 0   | 0  |
| 77 | RUS    | Сослан Гатагов     | 9    | 632  | 8  | 3  | 1  | 0   | 1     | 0  | 4  | 0   | 0  |
| 49 | RUS    | Александр Козлов   | 8    | 622  | 7  | 5  | 1  | 0   | 3     | 0  | 0  | 0   | 0  |
| 40 | RUS    | Ильнур Альшин      | 14   | 465  | 4  | 4  | 10 | 0   | 0     | 0  | 2  | 0   | 0  |
| 37 | RUS    | Сергей Брызгалов   | 5    | 376  | 5  | 4  | 0  | 0   | 0     | 0  | 0  | 0   | 0  |
| 42 | RUS    | Сергей Чернышук    | 4    | 360  | 4  | 0  | 0  | 7   | 0     | 3  | 1  | 0   | 0  |
| 1  | RUS    | Николай Заболотный | 4    | 354  | 4  | 0  | 0  | 0   | 0     | 3  | 0  | 0   | 1  |
| 47 | RUS    | Алексей Скорняков  | 4    | 274  | 3  | 0  | 1  | 6   | 0     | 4  | 0  | 0   | 0  |
| 32 | RUS    | Артём Ребров       | 3    | 270  | 3  | 0  | 0  | 0   | 0     | 2  | 0  | 0   | 0  |
| 48 | RUS    | Иван Хомуха        | 9    | 258  | 3  | 2  | 6  | 3   | 0     | 0  | 2  | 0   | 0  |
| 19 | ARG    | Маркос Рохо        | 3    | 226  | 3  | 1  | 0  | 0   | 2     | 0  | 1  | 0   | 0  |
| 57 | RUS    | Денис Кутин        | 5    | 200  | 2  | 1  | 3  | 4   | 0     | 0  | 2  | 0   | 0  |
| 27 | RUS    | Александр Зотов    | 5    | 190  | 4  | 3  | 1  | 0   | 0     | 0  | 1  | 0   | 1  |
| 38 | RUS    | Павел Сергеев      | 9    | 186  | 0  | 0  | 9  | 3   | 0     | 0  | 1  | 0   | 0  |
| 18 | CRO    | Филип Озобич       | 2    | 180  | 2  | 0  | 0  | 0   | 0     | 0  | 1  | 0   | 0  |
| 12 | GEO    | Джано Ананидзе     | 2    | 126  | 1  | 1  | 1  | 0   | 0     | 0  | 0  | 0   | 0  |
| 5  | RUS    | Александр Шешуков  | 1    | 90   | 1  | 0  | 0  | 0   | 0     | 0  | 0  | 0   | 0  |
| 4  | RUS    | Эмин Махмудов      | 1    | 89   | 1  | 0  | 0  | 0   | 0     | 0  | 1  | 1   | 0  |
| 53 | RUS    | Артём Самсонов     | 5    | 80   | 0  | 0  | 5  | 3   | 0     | 0  | 0  | 0   | 0  |
| 61 | RUS    | Владимир Зубарев   | 1    | 58   | 0  | 1  | 1  | 0   | 0     | 0  | 0  | 0   | 0  |
| 43 | RUS    | Артём Федчук       | 2    | 44   | 0  | 0  | 2  | 0   | 0     | 0  | 0  | 0   | 0  |
| 80 | RUS    | Артём Тимофеев     | 3    | 16   | 0  | 0  | 3  | 3   | 0     | 0  | 0  | 0   | 0  |
| 65 | RUS    | Анатолий Зыков     | 0    | 0    | 0  | 0  | 0  | 2   | 0     | 0  | 0  | 0   | 0  |
| 78 | RUS    | Айдар Лисинков     | 0    | 0    | 0  | 0  | 0  | 1   | 0     | 0  | 0  | 0   | 0  |
| 59 | RUS    | Александр Степанов | 0    | 0    | 0  | 0  | 0  | 6   | 0     | 0  | 0  | 0   | 0  |

## Copa del Sol 2011
Основная статья: Copa del Sol 2011

### Результаты матчей
| 29 января 2011 1/8 финала | «Спартак» (Москва)                                                                                      | 2:1 (2:1) | «Мальмё»   | Эльче (Испания)                                                             |
| | Халсти 25′ (авт.) · Дзюба 43′ · Шешуков 88' (недисц. повед.) · Кудряшов 90' (грубая игра) (грубая игра) |           | Молинс 23′ | Стадион: Мануэль Мартинес Валеро Зрителей: 250 Судья: В. Казьменко (Россия) |
| «Спартак» (Москва): Дикань, Макеев, Сухи, Пареха (Кудряшов, 66), Рохо, Макгиди (К. Комбаров, 82), Махмудов, Дринчич (Ананидзе, 73), Д. Комбаров, Алекс (к) (Шешуков, 73), Дзюба (Яковлев, 81)/ Остались в запасе: Беленов, Валикаев В стартовом матче коммерческого турнира Copa del Sol красно-белые вышли на поле с очень хорошим настроем. Уже в первые минуты игры Алекс мог открыть счёт, но дважды защитники шведов блокировали удары бразильца. Потом спартаковцы слишком увлеклись нападением и проморгали контратаку, которую завершил точным ударом в дальний угол шведский уругваец Молинс. Но уже через две минуты Макгиди, Махмудов, Алекс и Д. Комбаров провели отличную комбинацию, которая завершилась прострелом в центр штрафной «Мальмё», где защитник шведов Халсти срезал мяч в собственные ворота. Ближе к концу первого тайма Д. Комбаров прорвался с мячом по левому флангу и отдал мяч в центр Дзюбе, который и вывел «Спартак» вперёд. Уже перед самым перерывом мог отличиться Макгиди, но не попал в створ ворот. Во втором тайме спартаковцы продолжили наступление на ворота шведской команды. Дважды мог забить Алекс. В первый раз бразилец попал во вратаря, а во второй — отправил мяч выше перекладины. Махмудов и Ананидзе, эффектно сыграв «стенку», создав голевой момент, но Жано не попал в ворота. На последних минутах игры «Спартак» остался в меньшинстве. За два фола подряд был удалён Кудряшов и шведы попытались сравнять счёт, устроив навал на ворота москвичей, но безуспешно. | |           |            |                                                                             |

| 1 февраля 2011 1/4 финала | «Спартак» (Москва)                                       | 0:4 (0:3) | «Русенборг (Тронхейм)»                             | Эльче (Испания)                                                         |
| | · Д. Комбаров 41' (грубая игра) · Сухи 82' (грубая игра) |           | Молдскред 5′ · Прица 15′ · Ямтфалл 32′ · Олсен 74′ | Стадион: Мануэль Мартинес Валеро Зрителей: 250 Судья: Х. Йенсен (Дания) |
| «Спартак» (Москва): Беленов, К. Комбаров, Сухи, Рохо (Филипенко, 71), Макеев (Д. Комбаров, 36), Макгиди, Рафаэл Кариока, Дринчич (Ибсон, 46), Яковлев, Алекс (к) (Ананидзе, 75), Дзюба (Озобич, 81). Остались в запасе: Заболотный, Шешуков В первом тайме оборона «Спартака» не раз допускала грубые ошибки, которые позволили норвежцам забить три гола. Во втором тайме красно-белые провели часто атаковали, много владели мячом, но забить смогли только один раз. После мощного удара Ибсона мяч угодил в перекладину, после чего Дзюба с отскока добил мяч в сетку. Но боковой арбитр из Дании зафиксировал у Артёма офсайд. Футболисты «Русенборга» сумели провести четвёртый гол в ворота москвичей, поймав красно-белых на контратаке. |                                                          |           |                                                    |                                                                         |

| 4 февраля 2011 матч за 5-е место | «Спартак» (Москва) | 4:0 (1:0) | «Норшелланн» (Норшелланн) | Ла-Манга (Испания)                                                 |
| | Алекс 27′ (штр.) 48′ · Макгиди 61′ · Ананидзе 72′ · Пареха 8' (грубая игра) · Рохо 11' (грубая игра) · Ананидзе 56' (недисц. повед.) |           |                           | Стадион: Ла-Манга Клаб Зрителей: 100 Судья: А. Мунукка (Финляндия) |
| «Спартак» (Москва): Беленов, К. Комбаров (Макеев, 78), Пареха, Сухи, Рохо, Макгиди, Дринчич (Ананидзе, 46), Рафаэл Кариока, Д. Комбаров (Валикаев, 78), Алекс (к) (Махмудов, 62), Дзюба (Яковлев, 46) В стартовый состав и в число запасных не были включены вратарь Дикань и полузащитник Шешуков, накануне получившие мелкие повреждения. Спартаковцы сразу взяли игру под контроль, а датчане сделали ставку на контратаки. Впрочем за весь первый тайм соперники красно-белых создали всего один опасный момент. На 20-й минуте они нанесли удар издалека по воротам Беленова, но тот отбил мяч. На 4-й минуте Макгиди, ударив с 20 метров, отправил мяч выше ворот. Уже через две минуты Алекс опасно пробил со штрафного в дальний верхний угол, но мяч пролетел чуть выше. В середине первого тайма Дринчич сделал дальний пас Макгиди, который попытался отдать мяч Дзюбе. Впрочем защитник успел выбить мяч подальше от ворот. На 27-й минуте датчане сбили капитана москвичей всего в метре от штрафной, после чего сам же пострадавший технично послал мяч в дальний угол, обойдя «стенку». Поведя в счёте спартаковцы не стали успокаиваться, а продолжали идти вперёд. Второй тайм москвичи начали агрессивно. И уже через три минуты Макгиди, получив мяч, сместился в центр и сбросил его под удар Алексу. Бразилец пробил с 19 метров в левый от вратаря нижний угол. Позже Д. Комбаров вышел один на один с голкипером Йенсеном, но не смог его переиграть. Почти тут же Макгиди с 22 метров не попал в дальнюю «девятку». Вскоре ирландец исправил свой промах, отправив мяч в ворота датчан с 24 метров. А через 11 минут Жано, отобрав мяч у защитника соперников, пробежал с ним метров сорок и, выйдя один на один с вратарём, низом переправил мяч в сетку. На 80-й минуте Махмудов мощно с дальней дистанции пробил в перекладину. Вскоре Пареха мог забить со штрафного, но Йенсен отразил удар аргентинца. В конце игры Макгиди вывел Махмудова на линию штрафной, но новобранец «Спартака» пробил чуть выше перекладины. | |           |                           |                                                                    |

### Статистика
| N  | Страна | Игрок              | Игры | Мин | Ст | БЗ | ВЗ | Зап | Г (П) | ПМ | П | Г+П | ЖК | 2ЖК | КК |
| -- | ------ | ------------------ | ---- | --- | -- | -- | -- | --- | ----- | -- | - | --- | -- | --- | -- |
| 17 | CZE    | Марек Сухи         | 3    | 270 | 3  | 0  | 0  | 0   | 0     | 0  | 0 | 0   | 1  | 0   | 0  |
| 64 | IRL    | Эйден Макгиди      | 3    | 262 | 3  | 1  | 0  | 0   | 1     | 0  | 0 | 1   | 0  | 0   | 0  |
| 6  | ARG    | Маркос Рохо        | 3    | 251 | 3  | 1  | 0  | 0   | 0     | 0  | 0 | 0   | 1  | 0   | 0  |
| 99 | RUS    | Дмитрий Комбаров   | 3    | 221 | 2  | 1  | 1  | 0   | 0     | 0  | 1 | 1   | 1  | 0   | 0  |
| 12 | BRA    | Алекс              | 3    | 209 | 3  | 3  | 0  | 0   | 2     | 0  | 0 | 2   | 0  | 0   | 0  |
| 24 | RUS    | Артём Дзюба        | 3    | 208 | 3  | 3  | 0  | 0   | 1     | 0  | 0 | 1   | 0  | 0   | 0  |
| 56 | RUS    | Александр Беленов  | 2    | 180 | 2  | 0  | 0  | 1   | 0     | 4  | 0 | 0   | 0  | 0   | 0  |
| 2  | BRA    | Рафаэл Кариока     | 2    | 180 | 2  | 0  | 0  | 0   | 0     | 0  | 0 | 0   | 0  | 0   | 0  |
| 77 | RUS    | Кирилл Комбаров    | 3    | 175 | 2  | 1  | 1  | 0   | 0     | 0  | 0 | 0   | 0  | 0   | 0  |
| 8  | MNE    | Никола Дринчич     | 3    | 165 | 3  | 3  | 0  | 0   | 0     | 0  | 0 | 0   | 0  | 0   | 0  |
| 19 | ARG    | Николас Пареха     | 2    | 156 | 2  | 1  | 0  | 0   | 0     | 0  | 0 | 0   | 1  | 0   | 0  |
| 14 | RUS    | Павел Яковлев      | 3    | 143 | 1  | 0  | 2  | 0   | 0     | 0  | 0 | 0   | 0  | 0   | 0  |
| 16 | RUS    | Евгений Макеев     | 3    | 139 | 2  | 1  | 1  | 0   | 0     | 0  | 0 | 0   | 0  | 0   | 0  |
| 23 | RUS    | Эмин Махмудов      | 2    | 119 | 1  | 0  | 1  | 0   | 0     | 0  | 0 | 0   | 0  | 0   | 0  |
| 81 | UKR    | Андрей Дикань      | 1    | 90  | 1  | 0  | 0  | 0   | 0     | 1  | 0 | 0   | 0  | 0   | 0  |
| 27 | GEO    | Джано Ананидзе     | 3    | 76  | 0  | 0  | 3  | 0   | 1     | 0  | 0 | 1   | 1  | 0   | 0  |
| 7  | BRA    | Ибсон              | 1    | 44  | 0  | 0  | 1  | 0   | 0     | 0  | 0 | 0   | 0  | 0   | 0  |
| 13 | RUS    | Фёдор Кудряшов     | 1    | 24  | 0  | 0  | 1  | 0   | 0     | 0  | 0 | 0   | 1  | 1   | 0  |
| 3  | BLR    | Егор Филипенко     | 1    | 19  | 0  | 0  | 1  | 1   | 0     | 0  | 0 | 0   | 0  | 0   | 0  |
| 5  | RUS    | Александр Шешуков  | 1    | 17  | 0  | 0  | 1  | 1   | 0     | 0  | 0 | 0   | 1  | 0   | 0  |
| 4  | RUS    | Артур Валикаев     | 1    | 13  | 0  | 0  | 1  | 1   | 0     | 0  | 0 | 0   | 0  | 0   | 0  |
| 48 | CRO    | Филип Озобич       | 1    | 9   | 0  | 0  | 1  | 0   | 0     | 0  | 0 | 0   | 0  | 0   | 0  |
| 28 | RUS    | Николай Заболотный | 0    | 0   | 0  | 0  | 0  | 2   | 0     | 0  | 0 | 0   | 0  | 0   | 0  |

## Copa del Sol 2012
Основная статья: Copa del Sol 2012

### Групповой этап
| 28 января 2012 1 тур | ФК Гётеборг                     | 2:2 (1:1) (по пен. 2:4) | Спартак (Москва)                           | Бенидорм (Испания)                                                   |
| | 0:1 Хюсен (36) 1:2 Хаглунд (65) |                         | 1:1 Веллитон (Дзюба) (39) 2:2 Эменике (69) | Стадион: «Гильермо Амор» Зрителей: 100 Судья: Э. Бернтсен (Норвегия) |
| Спартак (Москва): Дикань, Паршивлюк (к), Сухи, Рохо, Макеев, Ари, Рафаэл Кариока, де Зеув (Ананидзе, 75), Макгиди, Дзюба (Зотов, 83), Веллитон (Эменике, 60). Предупреждены: Паршивлюк (4, грубая игра), Дзюба (35, неспорт. повед.). Пенальти: Паршивлюк — 0:0 (вратарь). Хюсен — 0:0 (вратарь). Макгиди — 1:0. Даниэл Собраленсе — 1:1. Ананидзе — 2:1. Алланссон — 2:2. Рохо — 3:2. Вальгардссон — 3:2 (вратарь). Ари — 4:2. |                                 |                         |                                            |                                                                      |

| 1 февраля 2012 2 тур | Спартак (Москва)                | 1:1 (0:0) (по пен. 8:9) | Русенборг (Тронхейм) | Бенидорм (Испания)                                                 |
| | 1:0 Эменике (Билялетдинов) (66) |                         | 1:1 Чибуике (90+1)   | Стадион: «Гильермо Амор» Зрителей: 200 Судья: М. Ханссон (Швеция). |
| Спартак (Москва): Ребров, К. Комбаров, Пареха (к), Родри, Кудряшов, Макгиди (де Зеув, 46), Зотов (Брызгалов, 86), Д. Комбаров, Жано (Веллитон, 61), Билялетдинов, Эменике (Рафаэл Кариока, 74). Предупреждены: Д. Комбаров (34), Макгиди (38), Пареха (40), Билялетдинов (51), Кудряшов (67). Удалён: Д. Комбаров (42, вторая ж. к.). Пенальти: Прика — 0:1. Де Зеув — 1:1. Дочкал — 1:2. Рафаэл Кариока — 2:2. Чибуике — 2:3. К. Комбаров — 3:3. Сельнес — 3:4. Родри — 4:4. Инге Хойланд — 4:5. Билялетдинов — 5:5. Ларсен — 5:6. Пареха — 6:6. Свенссон — 6:7. Брызгалов — 7:7. Дорсин — 7:8. Веллитон — 8:8. Хенриксен — 8:9. Кудряшов — 8:9 (вратарь). |                                 |                         |                      |                                                                    |

| 4 февраля 2012 3 тур | Спартак (Москва)                                                           | 3:0 (2:0) | Мольде (Молде) | Бенидорм (Испания)                                          |
| | Дзюба (Макеев) (18) Веллитон (Рафаэл Кариока) (41) Веллитон (Козлов) (46). |           |                | Стадион: «Гильермо Амор» Зрителей: 150 Судья: М. Гестраниус |
| Спартак (Москва): Дикань, Паршивлюк (к), Брызгалов, Сухи, Макеев (К. Комбаров, 63), Ари (Жано, 56), Рафаэл Кариока, де Зеув (Махмудов, 81), Дзюба (Эменике, 73), Козлов (Билялетдинов, 70), Веллитон. Предупреждены: Паршивлюк (16), Веллитон (33), Сухи (37), Брызгалов (76). |                                                                            |           |                |                                                             |

### Турнирная таблица
| М | Клуб                 | И | В | ВН | ПН | П | М      | О |
| - | -------------------- | - | - | -- | -- | - | ------ | - |
| 1 | Спартак (Москва)     | 3 | 1 | 1  | 1  | 0 | 6 − 3  | 6 |
| 2 | Мольде (Молде)       | 3 | 2 | 0  | 0  | 1 | 4 − 5  | 6 |
| 3 | Олимпия (Любляна)    | 3 | 1 | 1  | 0  | 1 | 7 − 3  | 5 |
| 4 | Гётеборг (Гётеборг)  | 3 | 1 | 0  | 2  | 0 | 4 − 3  | 5 |
| 5 | Русенборг (Тронхейм) | 3 | 1 | 1  | 0  | 1 | 4 − 3  | 5 |
| 6 | Аэрбин (Далянь)      | 3 | 0 | 0  | 0  | 3 | 2 − 10 | 0 |

### Финал
| 7 февраля 2012 Финал | Спартак (Москва)           | 1:0 (1:0) | ФК Копенгаген | Картахена (Испания)                                                  |
| | 1:0 Пареха (штрафной) (33) |           |               | Стадион: «Картахоново» Зрителей: 4 000 Судья: К. Якобссон (Исландия) |
| Спартак (Москва): Дикань (к), К. Комбаров, Пареха, Сухи, Макеев, Ари, Зотов (Рафаэл Кариока, 66), Д. Комбаров, Ананидзе (Дзюба, 62. де Зеув, 89), Билялетдинов, Эменике. |                            |           |               |                                                                      |

### Статистика
| N  | Страна | Игрок               | Игры | Мин | Ст | БЗ | ВЗ | Зап | Г (П) | ПМ | П | Г+П | ЖК | 2ЖК | КК |
| -- | ------ | ------------------- | ---- | --- | -- | -- | -- | --- | ----- | -- | - | --- | -- | --- | -- |
| 31 | UKR    | Андрей Дикань       | 3    | 270 | 3  | 0  | 0  | 0   | 0     | 2  | 0 | 0   | 0  | 0   | 0  |
| 17 | CZE    | Марек Сухи          | 3    | 270 | 3  | 0  | 0  | 0   | 0     | 0  | 0 | 0   | 1  | 0   | 0  |
| 34 | RUS    | Евгений Макеев      | 3    | 243 | 3  | 1  | 0  | 1   | 0     | 0  | 1 | 1   | 0  | 0   | 0  |
| 9  | BRA    | Ари                 | 3    | 236 | 3  | 1  | 0  | 1   | 0     | 0  | 0 | 0   | 0  | 0   | 0  |
| 6  | BRA    | Рафаэл Кариока      | 4    | 220 | 2  | 0  | 2  | 0   | 0     | 0  | 1 | 1   | 0  | 0   | 0  |
| 29 | NGR    | Эммануэль Эменике   | 4    | 211 | 2  | 1  | 2  | 0   | 2     | 0  | 0 | 2   | 0  | 0   | 0  |
| 24 | RUS    | Кирилл Комбаров     | 3    | 207 | 2  | 0  | 1  | 0   | 0     | 0  | 0 | 0   | 0  | 0   | 0  |
| 5  | RUS    | Динияр Билялетдинов | 3    | 200 | 2  | 0  | 1  | 0   | 0     | 0  | 1 | 1   | 1  | 0   | 0  |
| 16 | NED    | Деми де Зеув        | 4    | 200 | 2  | 2  | 2  | 0   | 0     | 0  | 0 | 0   | 0  | 0   | 0  |
| 22 | RUS    | Артём Дзюба         | 3    | 184 | 2  | 3  | 1  | 0   | 1     | 0  | 0 | 1   | 1  | 0   | 0  |
| 21 | ARG    | Николас Пареха      | 2    | 180 | 2  | 0  | 0  | 2   | 1     | 0  | 0 | 1   | 1  | 0   | 0  |
| 15 | RUS    | Сергей Паршивлюк    | 2    | 180 | 2  | 0  | 0  | 1   | 0     | 0  | 0 | 0   | 2  | 0   | 0  |
| 11 | BRA    | Веллитон            | 3    | 179 | 2  | 1  | 1  | 1   | 3     | 0  | 0 | 3   | 1  | 0   | 0  |
| 12 | GEO    | Джано Ананидзе      | 4    | 172 | 2  | 2  | 2  | 0   | 0     | 0  | 0 | 0   | 0  | 0   | 0  |
| 27 | RUS    | Александр Зотов     | 3    | 159 | 2  | 2  | 1  | 1   | 0     | 0  | 0 | 0   | 0  | 0   | 0  |
| 8  | IRL    | Эйден Макгиди       | 2    | 136 | 2  | 1  | 0  | 0   | 0     | 0  | 0 | 0   | 1  | 0   | 0  |
| 23 | RUS    | Дмитрий Комбаров    | 2    | 132 | 2  | 0  | 0  | 0   | 0     | 0  | 0 | 0   | 1  | 1   | 0  |
| 37 | RUS    | Сергей Брызгалов    | 2    | 94  | 1  | 0  | 1  | 0   | 0     | 0  | 0 | 0   | 1  | 0   | 0  |
| 14 | RUS    | Фёдор Кудряшов      | 1    | 90  | 1  | 0  | 0  | 2   | 0     | 0  | 0 | 0   | 1  | 0   | 0  |
| 32 | RUS    | Артём Ребров        | 1    | 90  | 1  | 0  | 0  | 1   | 0     | 1  | 0 | 0   | 0  | 0   | 0  |
| 3  | ESP    | Серхио Родригес     | 1    | 90  | 1  | 0  | 0  | 3   | 0     | 0  | 0 | 0   | 0  | 0   | 0  |
| 19 | ARG    | Маркос Рохо         | 1    | 90  | 1  | 0  | 0  | 0   | 0     | 0  | 0 | 0   | 0  | 0   | 0  |
| 49 | RUS    | Александр Козлов    | 1    | 70  | 1  | 1  | 0  | 3   | 0     | 0  | 1 | 1   | 0  | 0   | 0  |
| 4  | RUS    | Эмин Махмудов       | 1    | 9   | 0  | 0  | 1  | 1   | 0     | 0  | 0 | 0   | 0  | 0   | 0  |
| 1  | RUS    | Николай Заболотный  | 0    | 0   | 0  | 0  | 0  | 3   | 0     | 0  | 0 | 0   | 0  | 0   | 0  |

## The Spax Cup 2012 (U-19)
Каждая игра длилась 2 тайма по 25 минут. В турнире могли принять участие футболисты не старше 1993 года рождения плюс три игрока 1992 года рождения.

### Групповой этап
| 26 мая 2012 1 тур | Спартак (Москва) | 0:0 | Шальке 04 (Гельзенкирхен) | Эннепеталь (Германия)                  |
| 17:00 |                  |     |                           | Стадион: Бременштадион Зрителей: 1 500 |
| Спартак (Москва): Скорняков, Фадеев, Пуцко, Кутепов, Гатагов, Давыдов (Святов, 18), Альшин, Сергеев (Степанов, 42), Ходырев, Обухов (к), Козлов. Предупреждены: Альшин, 37. Гатагов 39. |                  |     |                           |                                        |

| 27 мая 2012 2 тур | Ботафого (Рио-де-Жанейро)           | 2:0 | Спартак (Москва) | Эннепеталь (Германия)                  |
| 14:30 | Маркес Айрес (6) Маркес Айрес (46). |     |                  | Стадион: Бременштадион Зрителей: 1 800 |
| Спартак (Москва): Скорняков, Фадеев, Пуцко, Кутепов, Гатагов (Степанов, 48), Святов, Тимофеев, Альшин (Сергеев, 35), Ходырев (Давыдов, 26), Обухов (к) (Самсонов, 48), Козлов. |                                     |     |                  |                                        |

| 27 мая 2012 3 тур | Спартак (Москва)                           | 2:0 | ТуС (Эннепеталь) | Эннепеталь (Германия)                  |
| 19:00 | Давыдов (37) Козлов (Альшин, Святов) (42). |     |                  | Стадион: Бременштадион Зрителей: 1 000 |
| Спартак (Москва): Скорняков, Фадеев (Кутин, 48), Кутепов, Степанов, Гатагов, Святов, Тимофеев, Самсонов, Давыдов, Обухов (к) (Альшин, 36), Козлов. Предупреждены: Самсонов, 22. Тимофеев, 39. |                                            |     |                  |                                        |

Турнирная таблица:
| М | Клуб                      | И | В | Н | П | М   | О |
| - | ------------------------- | - | - | - | - | --- | - |
| 1 | Ботафого (Рио-де-Жанейро) | 3 | 2 | 1 | 0 | 3-0 | 7 |
| 2 | Шальке 04 (Гельзенкирхен) | 3 | 1 | 2 | 0 | 4-0 | 5 |
| 3 | «Спартак» (Москва)        | 3 | 1 | 1 | 1 | 2-2 | 4 |
| 4 | ТуС (Эннепеталь)          | 3 | 0 | 0 | 3 | 0-7 | 0 |

### Матч за 5-6 место
| 28 мая 2012 | Андерлехт (Брюссель) | 1:0 | Спартак (Москва) | Эннепеталь (Германия)                  |
| | Де Брюйн (29).       |     |                  | Стадион: Бременштадион Зрителей: 1 500 |
| Спартак (Москва): Скорняков, Степанов (Фадеев, 35), Кутепов (Пуцко, 42), Хомуха, Гатагов (к), Святов (Ходырев, 26), Тимофеев, Альшин, Самсонов, Давыдов, Козлов. Предупреждён: Гатагов, 45. |                      |     |                  |                                        |

Победитель турнира — Ботафого (Рио-де-Жанейро, Бразилия)

## Товарищеские матчи

### Основной состав
| 18 января 2011 | Спартак (Москва)                                        | 1:1 (0:1) | Дачия (Кишинёв)       | Белек (Турция)                               |
| | Алекс 51' (пен., вратарь) · Дзюба 54′ · Д. Комбаров 61' |           | Коргалидзе 13′ (пен.) | Стадион: отеля «Кемпински» Судья: И. Федотов |
| Спартак (Москва): Беленов (Дикань, 46), Макеев (К. Комбаров, 46), Шешуков (к) (Сухи, 46), Филипенко (Рохо, 46), Ходырев (Д. Комбаров, 46), Ананидзе (Макгиди, 46), Валикаев (Махмудов, 46), Рафаэл Кариока (Дринчич, 46), Ибсон (Алекс, 46), Озобич (Яковлев, 46), Козлов (Дзюба, 46) |                                                         |           |                       |                                              |

| 20 января 2011 | Спартак (Москва)              | 1:1 (1:1) | Ред Булл (Зальцбург) | Белек (Турция)                                    |
| | Д. Комбаров 43′ · Ходырев 57' |           | Сарате 20′           | Стадион: отеля «Риксос Премиум» Судья: М. Матюнин |
| Спартак (Москва): Дикань (Беленов, 46), Макеев (К. Комбаров, 46), Сухи (Шешуков, 46), Рохо (Филипенко, 46), Д. Комбаров (Ходырев, 46), Макгиди (Ананидзе, 46), Дринчич (Рафаэл Кариока, 46), Махмудов (Валикаев, 46), Алекс (к) (Ибсон, 46), Яковлев (Озобич, 46), Дзюба (Козлов, 46) |                               |           |                      |                                                   |

| 23 января 2011 | Спартак (Москва) | 0:1 (0:0) | Рапид (Вена) | Белек (Турция)                    |
| |                  |           | Салихи 79′   | Стадион: отеля «Корнелия Даймонд» |
| Спартак (Москва): Дикань, Макеев (К. Комбаров, 75), Пареха (Яковлев, 46), Сухи, Рохо, Макгиди, Дринчич (Рафаэл Кариока, 46), Шешуков (Махмудов, 46), Д. Комбаров, Алекс (к), Дзюба |                  |           |              |                                   |

| 7 февраля 2011 | Спартак (Москва)               | 2:1 (1:1) | Спортул (Студенцэск) | Ла-Нусиа (Испания)                                       |
| | К. Комбаров 15′ · Махмудов 82′ |           | Крукеру 40′          | Стадион: «Камило Кано» Судья: А. Чавес Гальего (Испания) |
| Спартак (Москва): Беленов, К. Комбаров, Макеев, Валикаев (Дринчич, 76), Кудряшов, Макгиди, Рафаэл Кариока (Махмудов, 46), Шешуков, Яковлев (Ибсон, 46), Алекс (к) (Д. Комбаров, 68), Дзюба |                                |           |                      |                                                          |

| 10 июля 2011 | Спартак (Москва) | 0:3 (0:1) | Васлуй (Васлуй)                                 | Нойштифт (Австрия) |
| |                  |           | Уэсли 41′ (пен.) · Костин 58′ · Темванджера 70′ | Зрителей: 60       |
| Спартак (Москва): Заболотный, Ходырев, Кудряшов (Шешуков, 46), Родригес (Сухи, 46), К. Комбаров (Макеев, 46), Д. Комбаров (Тихонов, 46, де Зеув, 62), Жано (Валикаев, 46), Рафаэл Кариока (Ибсон, 46), Махмудов (Яковлев, 46), Ари (Козлов, 46), Дзюба (Веллитон, 46) |                  |           |                                                 |                    |

| 13 июля 2011 | Спартак (Москва) | 0:1 (0:0) | Кёльн (Кёльн) | Куфштайн (Австрия) |
| |                  |           | Шихи 85′      |                    |
| Спартак (Москва): Дикань, Макеев, Сухи, Родригес, К. Комбаров, Шешуков (Махмудов, 74), Рафаэл Кариока, Жано, Д. Комбаров, Ари (Дзюба, 74), Веллитон (Козлов, 86) |                  |           |               |                    |

| 20 января 2012 | Спартак (Москва) | 1:4 (0:2) | Металлист (Харьков)                                                            | Абу-Даби (ОАЭ)                                                  |
| | 1:2 Обухов (58)  |           | 0:1 Девич (8) . 0:2 Шавьер Клейтон (38) 1:3 Валяев (65) . 1:4 Кристальдо (77). | Стадион: «Шейх Зайед» Зрителей: 100 Судья: Абделлах Надже (ОАЭ) |
| Спартак (Москва): Дикань (Ребров, 46), Паршивлюк (к) (К. Комбаров, 46), Сухи (Родригес, 46), Рохо, Макеев (Кудряшов, 46), Ари (Обухов, 46), Зотов (Рафаэл Кариока, 46), Д. Комбаров (де Зеув, 46), Макгиди (Козлов, 46), Ананидзе (Дзюба, 46), Веллитон (Эменике, 46). Предупреждены: Макгиди (29, грубая игра), Макеев (36, неспорт. повед.), К. Комбаров (48, грубая игра), Родригес (52, грубая игра), Эменике (90+1, грубая игра). Металлист (Харьков): Горяинов (Дишленкович, 46), Фининью (Бордиян, 46), Папа Гуйе (Обрадович, 46), Торсильери (Березовчук, 46), Вильягра (Романчук, 46), Торрес (Шелаев, 46), Шавьер Клейтон (Валяев, 46), Соса (Бланко, 46), Эдмар (Марлос, 46), Тайсон (Воробей, 46. Радченко, 61), Девич (Кристальдо, 46. Тащи, 84). Предупреждены: Торрес (17), Тайсон (35). |                  |           |                                                                                |                                                                 |

| 12 февраля 2012 | Спартак (Москва) | 0:2 (0:1) | Динамо (Киев)                    | Марбелья (Испания)                                                          |
| |                  |           | 0:1 Идейе (37) 0:2 Коррейя (88). | Стадион: Спортивный центр Зрителей: 200 Судья: Хуан Фран Каравата (Испания) |
| Спартак (Москва): Заболотный, Паршивлюк (к), Пареха (Брызгалов, 46), Сухи, Макеев (К. Комбаров, 55), Ари (Ананидзе, 55), Зотов (Рафаэл Кариока, 46), Д. Комбаров (Козлов, 83), де Зеув, Билялетдинов (Дзюба, 46), Веллитон. Запасные: Ребров, Родригес, Махмудов, Кудряшов. Предупреждён: Паршивлюк (72, грубая игра). Динамо (Киев): Коваль (Шовковский, 46), Бетао, Хачериди, Алмейда, Юссуф, Нинкович (Дуду, 62), Аруна (Коррейя, 66), Мехмеди (Гармаш, 46), Ярмоленко (Алиев, 78), Милевский (к), Идейе. |                  |           |                                  |                                                                             |

| 15 февраля 2012 | Малага (Малага)                                               | 2:2 (2:2) | Спартак (Москва)                    | Малага (Испания)                                                          |
| | 1:1 Эменике (Ари, Дзюба) (30) 2:2 Эменике (Д. Комбаров) (41). |           | 1:0 Портильо (22) 2:1 Мареска (32). | Стадион: «Сьюдад де Малага» Зрителей: 4 000 Судья: Марио Мелеро (Испания) |
| Спартак (Москва): Ребров, Паршивлюк (к), Родригес, Пареха (Сухи, 81), Макеев, Ари (Билялетдинов, 62), Рафаэл Кариока, Д. Комбаров (Козлов, 75), Ананидзе, Дзюба, Эменике. Предупреждён: Дзюба (89, срыв атаки). |                                                               |           |                                     |                                                                           |

| 21 февраля 2012 | Спартак (Москва) | 0:3 (0:2) | Мольде (Молде)                                   | Марбелья (Испания)                                                                |
| |                  |           | 0:1 Хестад (23) 0:2 Ховланд (42) 0:3 Анжан (53). | Стадион: «Мунисипал де Марбелья» Зрителей: 50 Судья: Хуан Фран Каравата (Испания) |
| Спартак (Москва): Дикань (к), К. Комбаров, Сухи, Рохо (Пареха, 54), Макеев, Макгиди (Ари, 61), Зотов (Дзюба, 66), Д. Комбаров, Билялетдинов, Ананидзе, Эменике. Запасные: Заболотный, Родригес, Брызгалов, Махмудов, Рафаэл Кариока, де Зеув, Козлов. Предупреждены: Макгиди (57, грубая игра), Зотов (64, грубая игра). |                  |           |                                                  |                                                                                   |

| 28 февраля 2012 | Спартак (Москва) | 7:0 (2:0) | Импульс (Дилижан) | Никосия (Кипр)                                             |
| | 1:0 Козлов (Дзюба) (10) 2:0 Веллитон (13) 3:0 Дзюба (Козлов) (50) 4:0 Веллитон (Козлов) (55) 5:0 Эменике (Дзюба) (61) 6:0 Веллитон (де Зеув, угловой) (73) 7:0 Эменике (76). |           |                   | Стадион: «Макарио» Зрителей: 100 Судья: Р. Кашулис (Кипр). |
| Спартак (Москва): Ребров, К. Комбаров, Сухи, Родригес, Макеев, Эменике, Зотов (Паршивлюк, 59), де Зеув, Козлов, Дзюба (к) (Рафаэл Кариока, 80), Веллитон. Запасные: Скорняков, Тихонов. | |           |                   |                                                            |

### Дублирующий состав
| 17 января 2011 | Спартак-Д (Москва)          | 1:0 (1:0) | Габала (U-17)(Габала) | Белек (Турция)                |
| | 1:0 Хлебосолов (14 — 11 м). |           |                       | Стадион: Поле отеля «Аркадия» |
| Спартак-Д (Москва): Чернышук (Коновалов, 46), Щучкин (Гугнин, 46), Чежия (Кутин, 46), Хомуха (Пуцко, 46), Фадеев (Шмыгов, 46), Малеев (к), Зубарев (Советкин, 46), Альшин (Джуккаев, 46), Сергеев, Федчук, Хлебосолов (Чембаров, 46). |                             |           |                       |                               |

| 20 января 2011 | Спартак-Д (Москва) | 0:1 (0:0) | Любек             | Лара (Турция)                                                           |
| |                    |           | 0:1 Хеннинг (51). | Стадион: Комплекс полей при отеле «Титаник» Судья: М. Матюнин (Россия). |
| Спартак-Д (Москва): Чернышук, Щучкин, Чежия (к) (Пуцко, 46), Хомуха (Кутин, 46. Гугнин, 75), Фадеев (Шмыгов, 46), Чембаров (Малеев, 46), Зубарев (Советкин, 46), Альшин, Сергеев (Джуккаев, 46), Обухов (Федчук, 46), Хлебосолов. Не реализовал пенальти: Хлебосолов (29, вратарь). |                    |           |                   |                                                                         |

| 29 января 2011 | Спартак-Д (Москва)      | 1:0 (1:0) | Динамо-Д (Москва) | Белек (Турция)             |
| | 1:0 Киреев (32 – 11 м). |           |                   | Стадион: Поле отеля «Кайя» |
| Спартак-Д (Москва): Чернышук, Фадеев (Щучкин, 63), Чежия (Шмыгов, 63), Кутин, Ходырев, Киреев (Хлебосолов, 46), Малеев (к), Сергеев (Советкин, 63), Альшин (Гугнин, 63), Чембаров, Обухов. Предупреждены: Сергеев (50, гр. игра), Альшин (54, гр. игра), Малеев (90+2, недисц. повед.). |                         |           |                   |                            |

| 31 января 2011 | Спартак-Д (Москва)                       | 2:3 (1:2) | Пандурий-2 (Тыргу-Жиу)      | Белек (Турция)                |
| | 1:0 Обухов (8) 2:3 Федчук (Малеев) (63). |           | 1:1 (20) 1:2 (36) 1:3 (56), | Стадион: Поле отеля «Аркадия» |
| Спартак-Д (Москва): Чернышук, Фадеев, Кутин, Гугнин, Ходырев (Щучкин, 46), Киреев (Федчук, 60), Советкин (к) (Малеев, 46), Сергеев, Чембаров, Альшин, Обухов (Хлебосолов, 46). |                                          |           |                             |                               |

| 12 февраля 2011 | Спартак-Д (Москва) | 5:1 (2:0) | Крылья Советов-Д (Самара)      | Белек (Турция)                                             |
| | 1:0 Хлебосолов (Кузовкин, Савичев) (6) 2:0 Хлебосолов (Савичев, Озобич) (33) 3:1 Озобич (с пенальти) (64) 4:1 Леонтьев (Самсонов) (73) 5:1 Хлебосолов (Леонтьев) (88). |           | 2:1 Касьянов (с пенальти) (58) | Стадион: Футбольный центр «Адора» Судья: М. Дост (Турция). |
| Спартак-Д (Москва): Заболотный (к), Щучкин (Гугнин, 72), Чежия (Кутин, 46), Хомуха, Ходырев, Кузовкин (Леонтьев, 46), Сергеев (Самсонов, 60), Озобич, Савичев (Альшин, 65), Хлебосолов, Обухов (Джукаев, 60). | |           |                                |                                                            |

| 15 февраля 2011 | Спартак-Д (Москва)                | 1:0 (1:0) | Токио Юниверсити (Токио) | Лара (Турция)                                                          |
| | 1:0 Обухов (Киреев, Савичев) (35) |           |                          | Стадион: Спортивный комплекс отеля «Титаник» Судья: Ю. Шиншек (Турция) |
| Спартак-Д (Москва): Чернышук, Щучкин, Чежия (к), Хомуха, Фадеев, Киреев, Малеев (Самсонов, 90), Сергеев, Озобич (Джуккаев, 46), Савичев (Кузовкин, 89), Обухов (Хлебников, 85). Предупреждён: Малеев (77, грубая игра). |                                   |           |                          |                                                                        |

Информация по матчам после 15 февраля 2011 отсутствует.